# Molière
Vous lisez un « article de qualité » labellisé en 2017.
Pour les articles homonymes, voir Jean-Baptiste, Poquelin et Molière (homonymie).
Œuvres principales
- Les Précieuses ridicules, 1659
- L'École des femmes, 1662
- Dom Juan ou le Festin de Pierre, 1665
- Le Médecin malgré lui, 1666
- Le Misanthrope, 1666
- Amphitryon, 1668
- L'Avare, 1668
- Le Tartuffe, 1669
- Le Bourgeois gentilhomme, 1670
- Les Fourberies de Scapin, 1671
- Les Femmes savantes, 1672
- Le Malade imaginaire, 1673

Jean-Baptiste Poquelin, dit Molière, baptisé le 15 janvier 1622 à l'église Saint-Eustache de Paris et mort le soir du 17 février 1673 à son domicile de la rue de Richelieu, est le plus célèbre des comédiens et dramaturges de la langue française.
Issu d'une famille de marchands parisiens, il s'associe à 21 ans avec une dizaine de camarades, dont trois membres de la famille Béjart, pour former la troupe de l'Illustre Théâtre, laquelle, en dépit de débuts prometteurs et malgré la collaboration de dramaturges de renom, ne parvient pas à s'imposer durablement à Paris. Engagés à Pâques 1646 dans une prestigieuse « troupe de campagne » entretenue par le duc d'Épernon, gouverneur de Guyenne, puis par plusieurs protecteurs successifs, Molière et ses amis Béjart parcourent pendant douze ans les provinces méridionales du royaume. Au cours de cette période, Molière compose quelques farces ou petites comédies en prose et ses deux premières comédies en cinq actes et en vers. De retour à Paris en 1658, il devient vite, à la tête de sa troupe, le comédien et auteur favori du jeune Louis XIV et de sa cour, pour lesquels il conçoit de nombreux spectacles, en collaboration avec les meilleurs architectes scéniques, chorégraphes et musiciens du temps. Il meurt brutalement, à l’âge de 51 ans.
Grand créateur de formes dramatiques, interprète du rôle principal de la plupart de ses pièces, Molière a exploité les diverses ressources du comique — verbal, gestuel et visuel, de situation — et pratiqué tous les genres de comédie, de la farce à la comédie de caractère. Il a créé des personnages individualisés, à la psychologie complexe, qui sont rapidement devenus des archétypes. Observateur lucide et pénétrant, il peint les mœurs et les comportements de ses contemporains, n'épargnant guère que les ecclésiastiques et les hauts dignitaires de la monarchie, pour le plus grand plaisir de son public, tant à la cour qu'à la ville. Loin de se limiter à des divertissements anodins, ses grandes comédies remettent en cause des principes d'organisation sociale bien établis, suscitant de retentissantes polémiques et l'hostilité durable des milieux dévots.
L'œuvre de Molière, une trentaine de comédies en vers ou en prose, accompagnées ou non d'entrées de ballet et de musique, constitue un des piliers de l'enseignement littéraire en France. Elle continue de remporter un vif succès en France et dans le monde entier, et reste l'une des références de la littérature universelle,.
Sa vie mouvementée et sa forte personnalité ont inspiré dramaturges et cinéastes. Signe de la place emblématique qu’il occupe dans la culture française et francophone, le français est couramment désigné par la périphrase « la langue de Molière ».

## Biographie

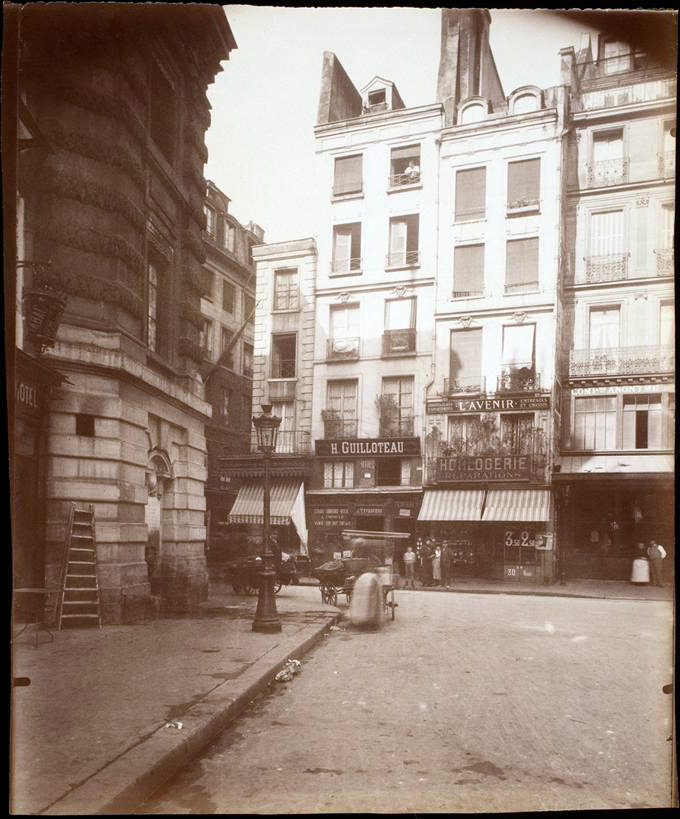
Maisons situées 94 et 96 rue Saint-Honoré, construites sur celle où naquit Molière.

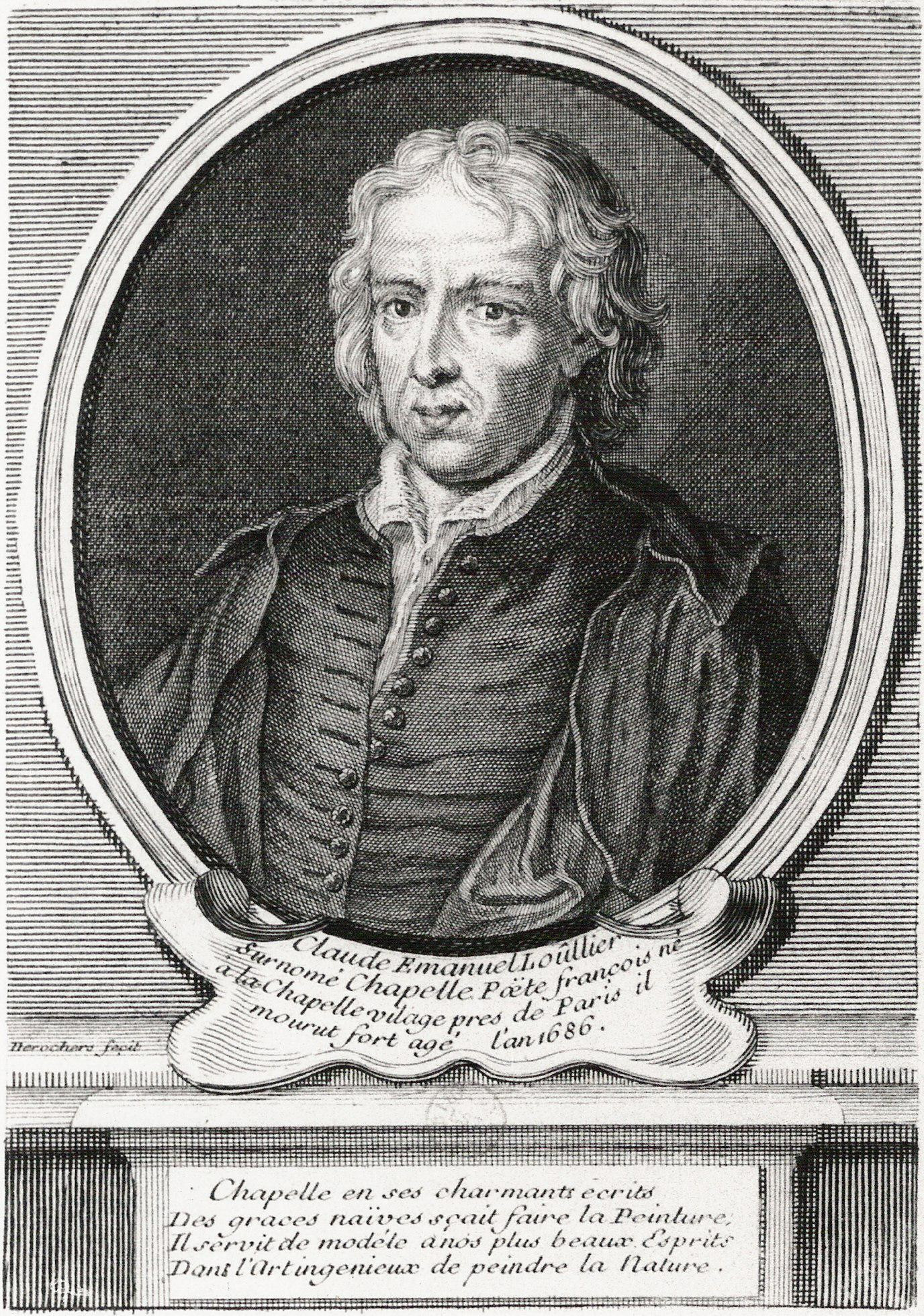
Claude-Emmanuel Luillier, dit Chapelle.

### La jeunesse de Molière

#### Famille
Fils de Jean Poquelin (1595-1669) et de Marie Cressé (1601-1632), Jean-Baptiste Poquelin est né dans les premiers jours de 1622, ce qui fait de lui, à quelques années près, le contemporain de Cyrano de Bergerac, de Furetière, de Tallemant des Réaux, de Colbert, de D'Artagnan, de Ninon de Lenclos, de La Fontaine, du Grand Condé et de Pascal. Le 15 janvier, il est tenu sur les fonts baptismaux de l'église Saint-Eustache par son grand-père Jean Poquelin († 1626) et Denise Lecacheux, son arrière-grand-mère maternelle.
Les Poquelin de Paris, nombreux à l'époque, sont originaires de Beauvais et du Beauvaisis,. Les parents du futur Molière habitent à l'emplacement de l'actuel n° 96 de la rue Saint-Honoré,  à l'angle oriental de la rue des Vieilles-Étuves (actuelle rue Sauval), dans une maison démolie en 1802 et appelée le « Pavillon des singes ». Son père, Jean, marchand tapissier, l'a louée deux ans plus tôt pour y installer son logement et sa boutique, avant d’épouser Marie Cressé. Les fenêtres donnent sur la placette dite carrefour de la Croix-du-Trahoir, qui depuis le haut Moyen Âge est l'un des principaux lieux patibulaires de la capitale.
Les deux grands-pères de Jean-Baptiste tiennent eux aussi commerce de meubles et de tapisseries, à quelques pas de là, dans la rue de la Lingerie. Poquelin et Cressé sont des bourgeois cossus, comme en témoignent les inventaires après décès. Du côté maternel, un de ses oncles, Michel Mazuel (de), collabore à la musique des ballets de cour et est nommé en 1654 compositeur de la musique des Vingt-Quatre Violons du Roi. Il jouera d'ailleurs les comédies ballets de son neveu.
En 1631, Jean Poquelin père rachète à son frère cadet, Nicolas, un office de « tapissier ordinaire de la maison du roi », dont cinq ans plus tard il obtiendra la survivance pour son fils aîné. La même année, il perd sa femme, sans doute épuisée par six grossesses survenues entre janvier 1622 et mai 1628, et se remarie avec Catherine Fleurette, qui meurt à son tour en 1636, après lui avoir donné trois autres enfants.

#### Études

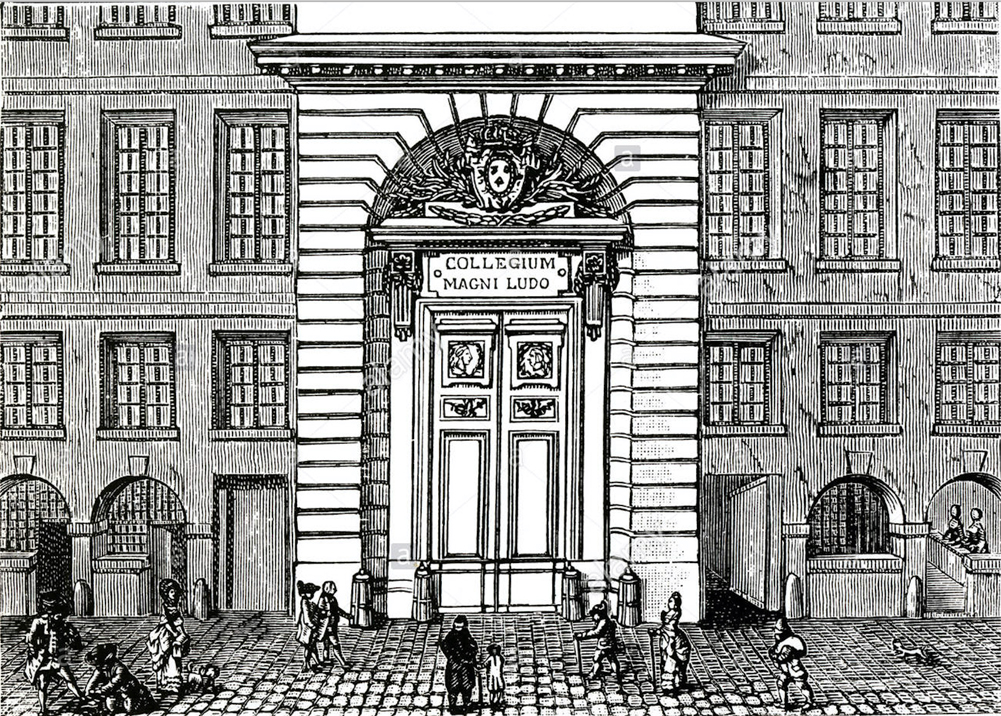
Le collège Louis-le-Grand vers 1789.

Sur les études du futur Molière, il n’existe aucun document fiable. Les témoignages sont tardifs et contradictoires. Selon les auteurs de la préface des Œuvres de Monsieur de Molière (1682), le jeune Poquelin aurait fait ses humanités et sa philosophie au prestigieux collège jésuite de Clermont (l'actuel lycée Louis-le-Grand), où il aurait eu « l'avantage de suivre feu M. le prince de Conti dans toutes ses classes ». Dans sa Vie de M. de Molière publiée en 1705, Grimarest lui donne pour condisciples deux personnages qui seront plus tard ses amis avérés, le philosophe, médecin et voyageur François Bernier et le poète libertin Chapelle. Ce dernier avait pour précepteur occasionnel Pierre Gassendi, redécouvreur d'Épicure et du matérialisme antique, lequel, écrit Grimarest, « ayant remarqué dans Molière toute la docilité et toute la pénétration nécessaires pour prendre les connaissances de la philosophie », l'aurait admis à ses leçons avec Chapelle, Bernier et Cyrano de Bergerac. Toutefois, la présence même de Jean-Baptiste Poquelin au collège de Clermont est sujette à caution. Ainsi François Rey fait-il remarquer que « ni l'un ni l'autre des deux jésuites, René Rapin et Dominique Bouhours, qui ont fait l'éloge de Molière après sa mort, n'a suggéré qu'il aurait eu la même formation qu'eux. Le premier, en particulier, qui était son exact contemporain et se disait son ami, avait été pendant plusieurs années professeur au collège de Clermont ». Certains, notant que « son théâtre est le fruit d'une lente maturation, non de l'application respectueuse de règles apprises au collège par l'étude des modèles classiques », en viennent à douter même que Molière ait fait des études régulières, sans toutefois exclure la possibilité qu'il ait été l'élève de Gassendi entre 1641 et 1643.
À sa sortie du collège, s'il faut en croire un contemporain, le jeune homme serait devenu avocat. Les avis sur ce point sont partagés, mais, quoi qu'il en soit, Molière ne s’est jamais paré du titre d'avocat et son nom ne figure ni dans les registres de l'université d'Orléans où il était possible d'étudier mais aussi d'acheter sa licence de droit, ni dans ceux du barreau de Paris. Toujours est-il que « de nombreux passages de ses comédies supposent de sa part une connaissance précise des règlements et des procédures de justice ».

### Des débuts difficiles

#### Première carrière parisienne: l'Illustre Théâtre

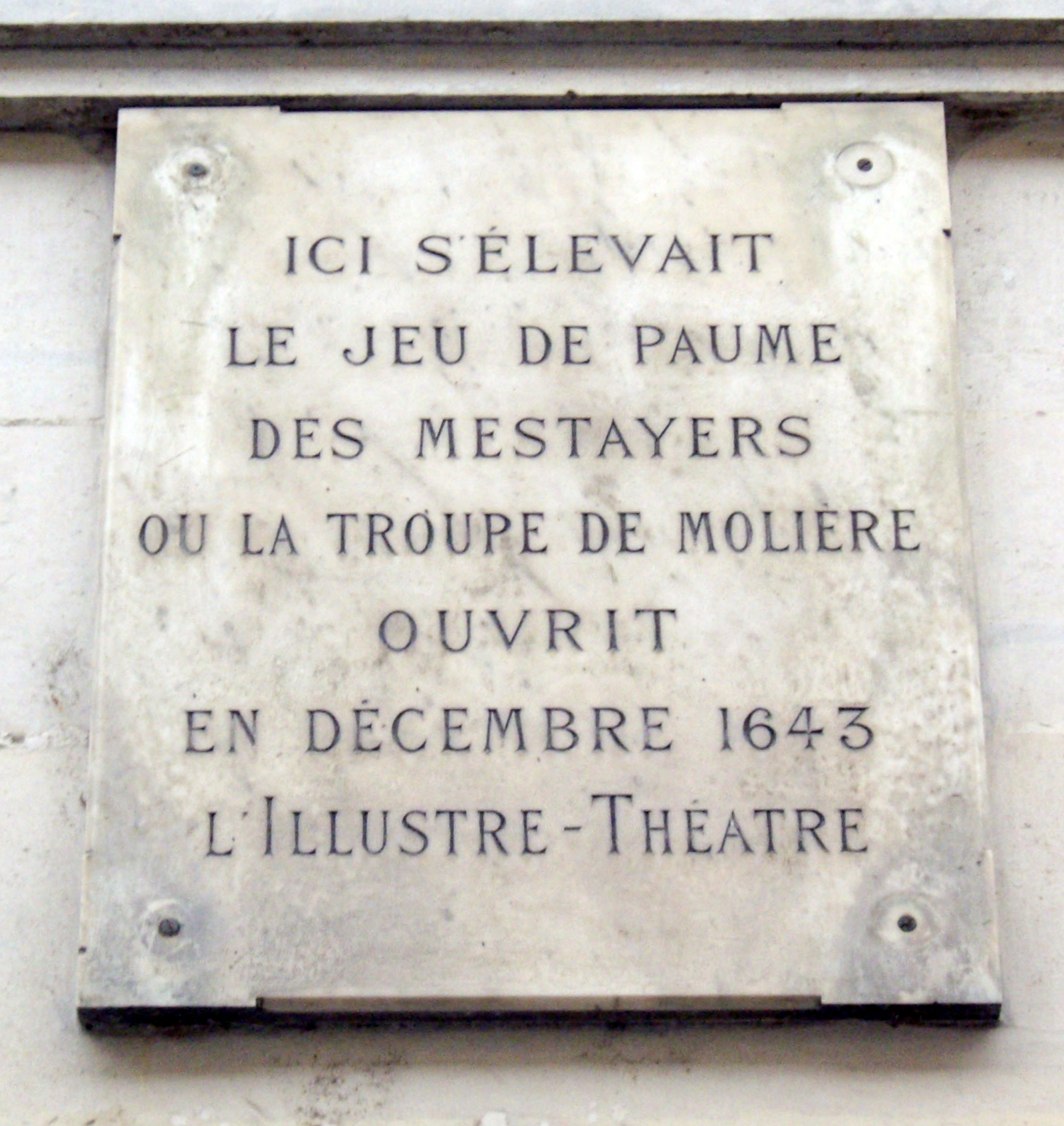
Plaque au 12 rue Mazarine (Paris).

Au tournant de l'année 1643, Jean-Baptiste Poquelin, d'ores et déjà émancipé d'âge et qui a renoncé à la survivance de la charge de son père, reçoit de celui-ci un important acompte sur l’héritage maternel. Il a quitté la maison de la rue Saint-Honoré et demeure à présent rue de Thorigny, dans le quartier du Marais, non loin des Béjart.
Le 30 juin, par-devant notaire, il s’associe avec neuf camarades, dont les trois aînés de la fratrie Béjart (Joseph, Madeleine et Geneviève), pour constituer une troupe de comédiens sous le nom de l'Illustre Théâtre. Ce sera la troisième troupe permanente à Paris, avec celle des « grands comédiens » de l’hôtel de Bourgogne et celle des « petits comédiens » du Marais.
Tout, à commencer par les termes mêmes du contrat d'association, suggère que le jeune Poquelin s'est engagé dans le théâtre pour y tenir les rôles de héros tragiques aux côtés de Madeleine Béjart, de quatre ans son aînée.

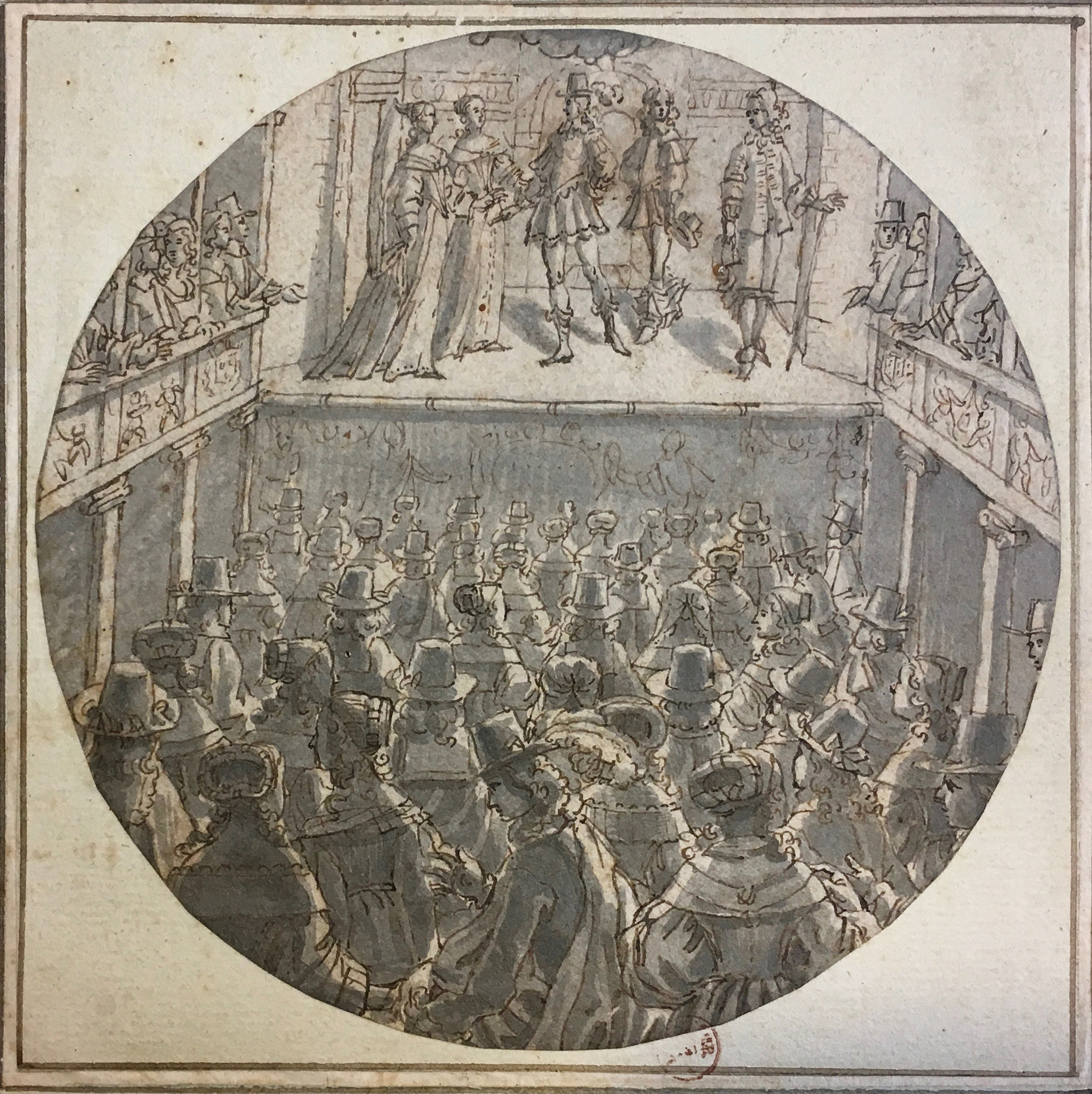
Intérieur d'un théâtre parisien, dans les années 1640, vraisemblablement un ancien jeu de paume ; dessin de François Chauveau.

À la mi-septembre, les nouveaux comédiens louent le jeu de paume dit des Métayers sur la rive gauche de la Seine, au faubourg Saint-Germain. En attendant la fin des travaux d'aménagement de la salle, ils se rendent à Rouen, afin de s'y produire pendant la foire Saint-Romain, qui se tient du 23 octobre au 12 novembre. Rouen est la ville où réside alors Pierre Corneille, mais aucun document ne permet d'affirmer, comme le font les épigones de Pierre Louÿs, que Molière a mis à profit ce séjour pour nouer des relations avec l'auteur du Cid et du Menteur.
La salle des Métayers ouvre ses portes le 1er janvier 1644. Pendant les huit premiers mois de représentations, le succès de la nouvelle troupe est d'autant plus grand que, le jeu de paume du Marais ayant brûlé le 15 janvier, ses locataires ont dû partir jouer en province pendant sa reconstruction.
En octobre 1644, le théâtre du Marais, refait à neuf et doté d'une salle équipée à présent de « machines », accueille de nouveau le public, et il semble que la salle des Métayers commence alors à se vider. Cela pourrait expliquer la décision, prise en décembre, de déménager sur la rive droite au jeu de paume de la Croix-Noire (actuel 32, quai des Célestins), plus près des autres théâtres. Molière est seul à signer le désistement du bail, ce qui pourrait indiquer qu'il est devenu le chef de la troupe. Cependant, ce déménagement vient accroître les dettes de la troupe — les investissements initiaux de location et d'aménagement du local, puis d'aménagement d'un nouveau local, ont été coûteux et les engagements financiers pèsent lourd par rapport aux recettes — et, dès le 1er avril 1645, les créanciers entament des poursuites.
Au début du mois d'août, Molière est emprisonné pour dettes au Châtelet, mais peut se tirer d’affaire grâce à l'aide de son père. À l’automne, il quitte Paris.

#### Nom de scène «Moliere»
C'est au cours du premier semestre de 1644 que Jean-Baptiste Poquelin prend pour la première fois ce qui deviendra son nom de scène puis d'auteur. Le 28 juin, il signe « De Moliere » (sans accent) un document notarié dans lequel il est désigné sous le nom de « Jean-Baptiste Pocquelin, dict Molliere ». « Ce fut alors, écrira Grimarest en 1705, [qu'il] prit le nom qu'il a toujours porté depuis. Mais lorsqu'on lui a demandé ce qui l'avait engagé à prendre celui-là plutôt qu'un autre, jamais il n'en a voulu dire la raison, même à ses meilleurs amis ».
Divers auteurs — Élie Cottier, Léon Thoorens, Virginia Scott, Georges Forestier — ont fait remarquer que dans la première moitié du XVIIe siècle les comédiens choisissaient très souvent des noms de scène se référant à des fiefs imaginaires, tous plus ou moins "champêtres" : Pierre le Messier, sieur de Bellerose, Guillaume Desgilberts, sieur de Montdory, Josias de Soulas, sieur de Floridor, Zacharie Jacob, sieur de Montfleury. Un grand nombre de lieux-dits ou de villages français se nomment Meulière ou Molière, et désignent des sites où se trouvaient des carrières de pierres à meule ; en Picardie, les « mollières » sont des terres marécageuses et incultes. Bien que les marécages et les carrières soient des lieux moins chargés de poésie que les Monts d'or et les Monts fleuris, il n'est pas inconcevable que Molière se soit à son tour inventé un fief campagnard, ce qui expliquerait qu'il ait commencé par signer « De Molière » et ait été régulièrement désigné comme « le sieur de Molière ».
Mais à l'époque où Poquelin a choisi son nom de scène, le toponyme Molière (avec ses variantes) était également un patronyme relativement répandu, et plusieurs historiens ont ainsi pu voir dans ce choix un hommage au musicien et danseur Louis de Mollier (vers 1615-1688), auteur en 1640 d'un recueil de Chansons pour danser. Selon Paul Lacroix, par exemple, on peut avancer « avec une certaine apparence de probabilité que Poquelin se regardait comme le fils adoptif du sieur de Molière » ; Elizabeth Maxfield-Miller considère, quant à elle, comme « très plausible » l'hypothèse que « le jeune Poquelin aurait rencontré Louis de Mollier, [lequel] lui aurait permis d'employer une variante de son nom comme nom de théâtre ».

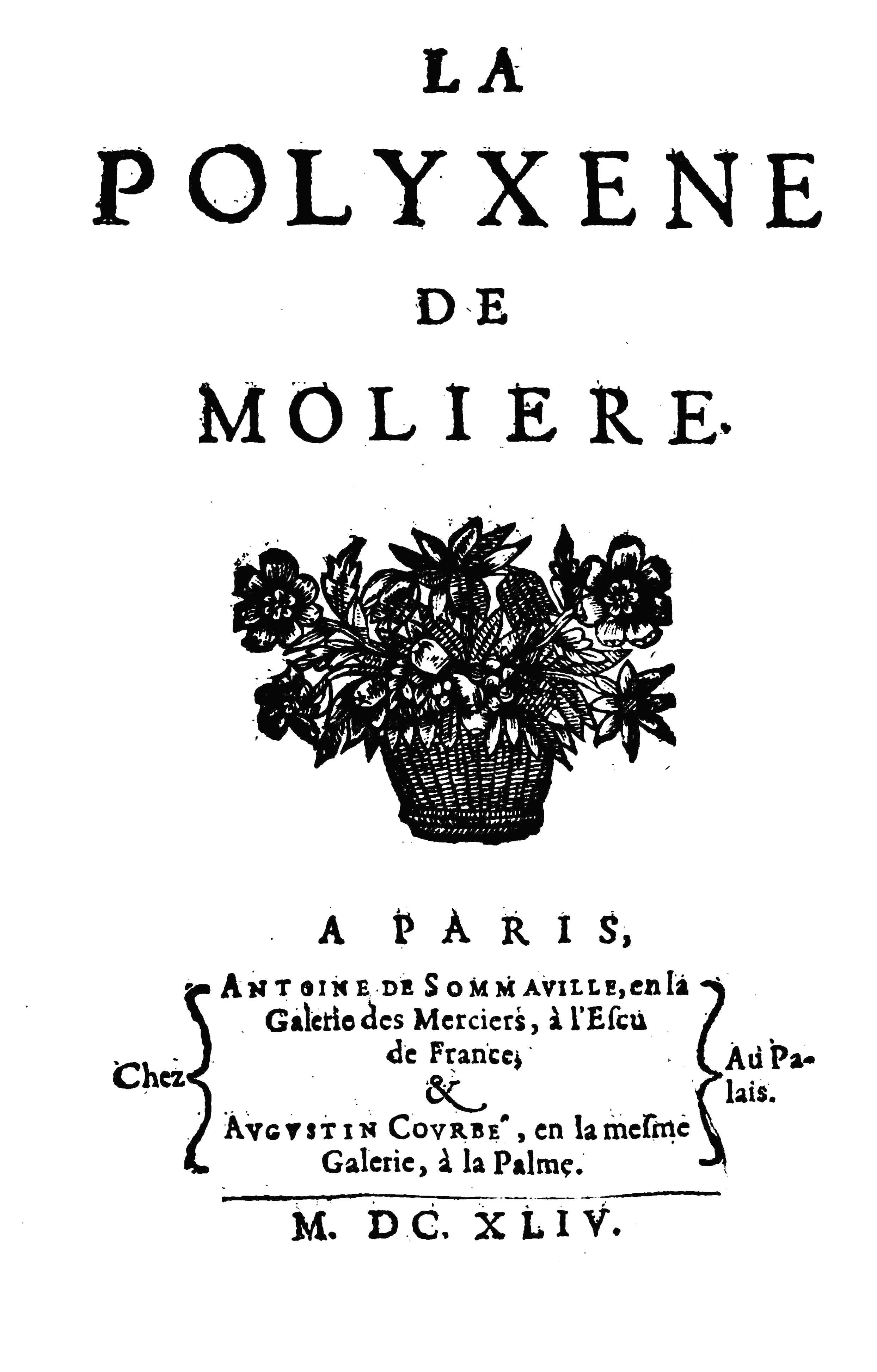

François Rey propose pour sa part, et après plusieurs auteurs des derniers siècles, de voir dans le choix du jeune Poquelin une référence et un hommage à un personnage d'une tout autre stature. Il fait valoir qu'en cette même année 1644 venait de paraître, chez deux des principaux libraires parisiens, la quatrième édition d'un roman-fleuve dans le goût de L'Astrée, intitulé La Polyxene de Moliere. On y trouvait un prince Alceste, d'une jalousie morbide, un Philinte, un Oronte, et cette Polyxène, à qui la « spirituelle » Magdelon des Précieuses ridicules empruntera son nom. Son auteur, François de Molière d'Essertines (1600-1624), poète, traducteur et épistolier, dont la prose, « d'une extrême pureté », passait selon Charles Sorel pour l'une des plus « polies » du temps, avait été assassiné vingt ans plus tôt dans la fleur de son âge. Proche des milieux libertins, il était l'ami de Théophile de Viau, de Tristan L'Hermite, de Marc-Antoine de Saint-Amant, d'Adrien de Monluc, de Michel de Marolles, et le jeune Saint-Évremond, qui ne l'avait pas connu, se réclamait de lui dans sa toute récente Comédie des Académistes.

#### Les années de province (1646-1658)

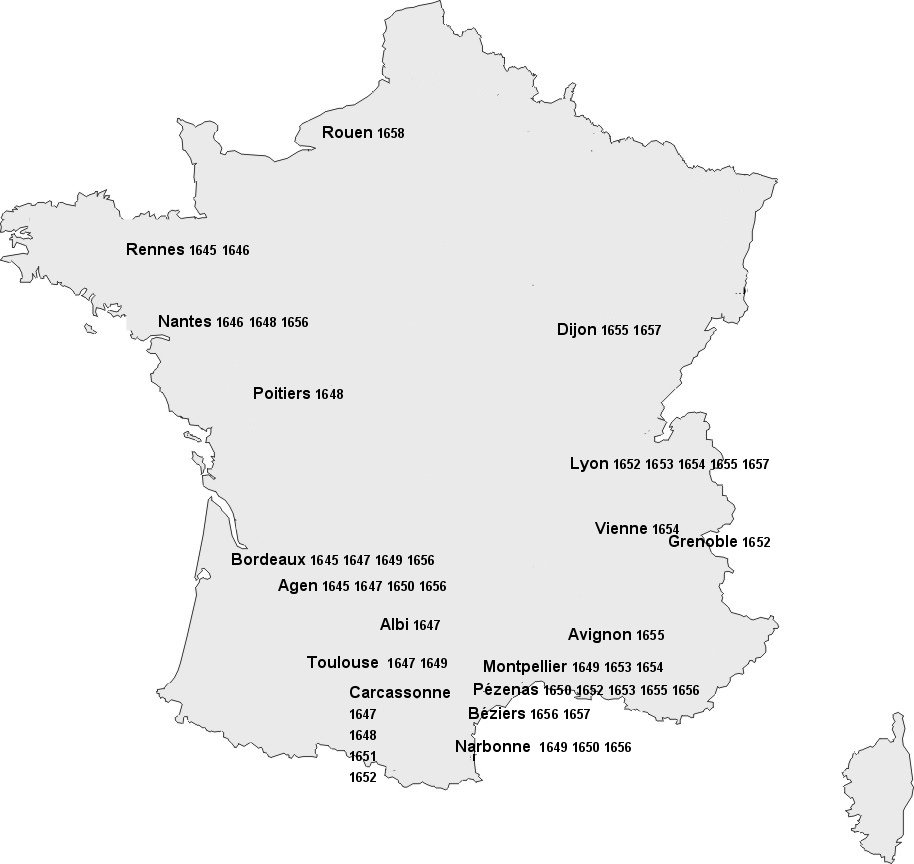
Les séjours en province de la troupe de Dufresne et Molière entre 1645 et 1658.

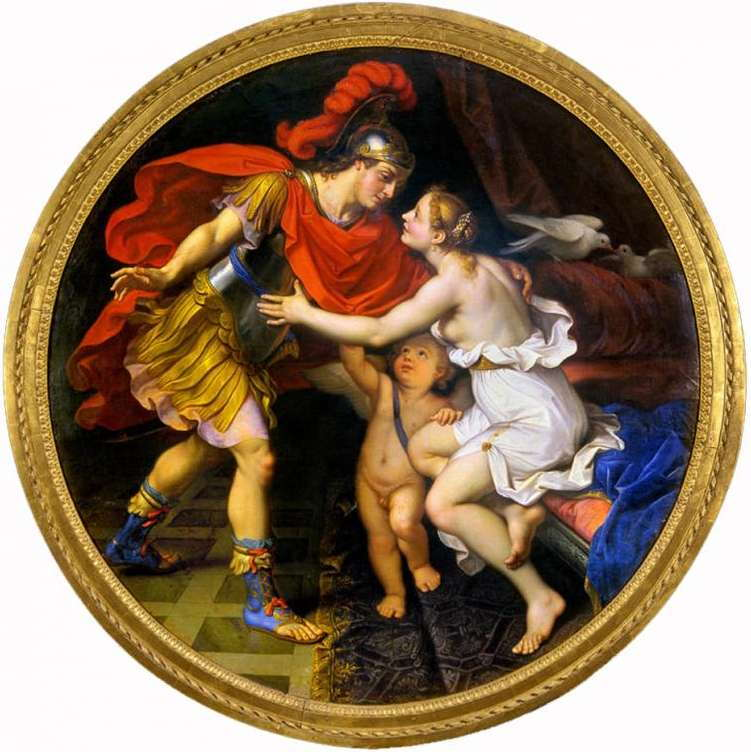
Madeleine Béjart-Cléopâtre et Molière-César dans La Mort de Pompée de Pierre Corneille, modèles pour Mars et Vénus de Nicolas Mignard, 1658 (musée des Beaux-Arts d'Aix-en-Provence).

À l'automne 1645, Molière et ses compagnons du "Théâtre Illustre" tentent une tournée dans l'ouest de la France, mais elle ne semble pas avoir été fructueuse et on les retrouve empêtrés dans les procès en décembre. Heureusement, Molière et ses amis Béjart (Joseph, Madeleine et Geneviève, bientôt rejoints par leur mère qui amène le petit Louis, âgé de 16 ans) sont engagés durant le relâche de Pâques 1646 par la plus réputée des "troupes de campagne", la troupe du duc d'Épernon, gouverneur de Guyenne, et dirigée par Charles Dufresne. En avril 1646, il quitte Paris avec cette troupe. Il passe les douze années suivantes à parcourir les provinces du royaume, principalement la Guyenne, le Languedoc, la vallée du Rhône, le Dauphiné, la Bourgogne, avec des séjours réguliers à Lyon, parfois longs de plusieurs mois. Même si une chronologie complète n'a pas pu être établie, on a repéré la présence de la troupe à Agen, Toulouse, Albi, Carcassonne, Poitiers, Grenoble, Pézenas, Montpellier, Vienne, Dijon, Bordeaux, Narbonne, Béziers et Avignon (voir carte ci-contre).
À cette époque, des troupes itinérantes — on en compte une petite quinzaine — sillonnent les routes de France, menant le plus souvent une vie précaire, dont Scarron a brossé un tableau haut en couleur dans son Roman comique en 1651. En dépit de la célèbre déclaration formulée le 16 avril 1641 par Louis XIII à l'initiative de Richelieu, déclaration qui levait l'infamie pesant sur les comédiens, l’Église continue, dans de nombreuses villes, petites ou grandes, de s'opposer aux représentations théâtrales. Quelques troupes cependant jouissent d’un statut privilégié, qu'elles doivent à la protection d'un grand seigneur amateur de fêtes et de spectacles. C’est le cas de celle que dirige alors le comédien Charles Dufresne et qui est entretenue depuis vingt ans par les puissants ducs d’Épernon, gouverneurs de Guyenne.
C'est cette troupe qui, au cours de l'année 1646, recueille les Béjart et Molière, lequel sera progressivement amené à en prendre la direction. Dès 1647, elle est appelée à jouer pour le comte d’Aubijoux, lieutenant-général du roi pour le Haut-Languedoc, « grand seigneur éclairé, libertin et fastueux », qui lui assure une « gratification annuelle considérable », l'invitant à se produire à Pézenas, Béziers, Montpellier.

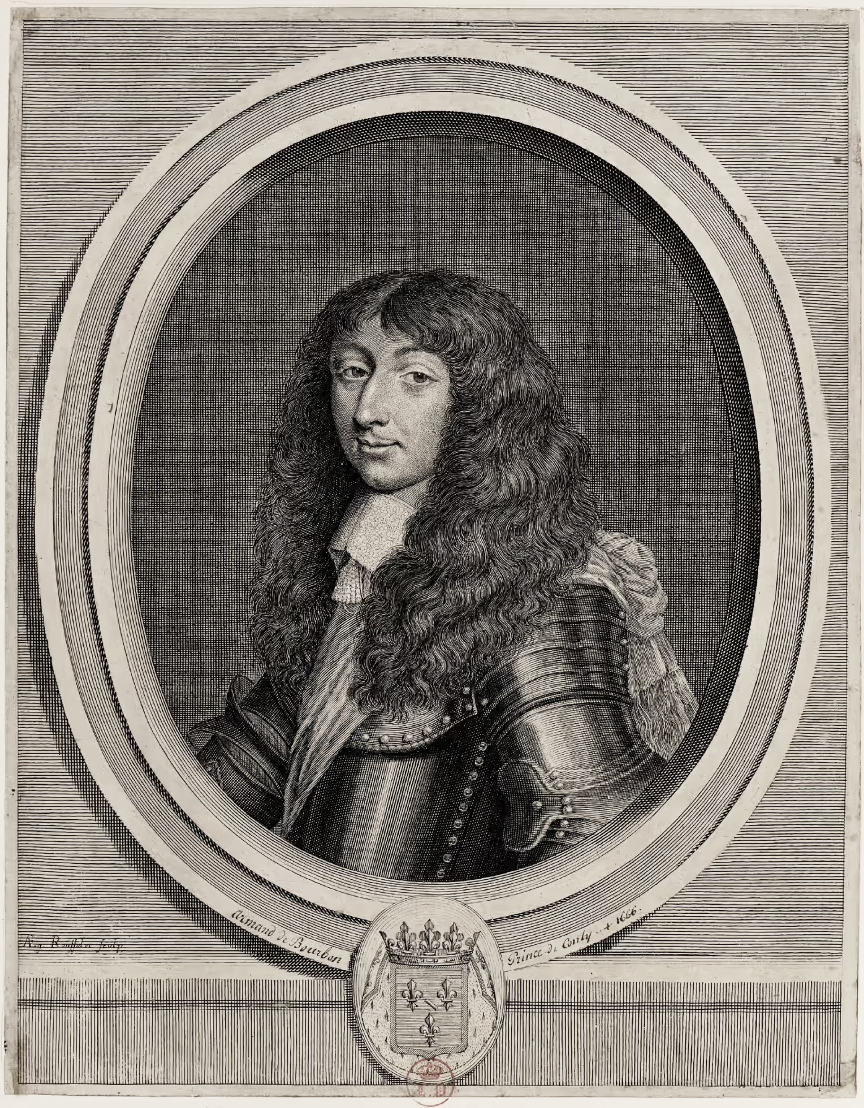
Armand de Bourbon, prince de Conti.

Durant l'été 1653, le prince de Conti, qui, après avoir été l'un des principaux chefs de la Fronde, capitule à Bordeaux et se rallie au pouvoir royal, quitte Bordeaux pour venir s'installer avec sa cour dans son château de la Grange des Prés à Pézenas. Il est à présent le troisième personnage du royaume. En septembre, la troupe de Dufresne-Molière est invitée à y donner la comédie devant le prince et sa maîtresse. Ce sera le début d'une étroite relation intellectuelle entre le prince et le comédien, dont Joseph de Voisin, confesseur de Conti, témoignera quinze ans plus tard :
« Monseigneur le prince de Conti avait eu en sa jeunesse tant de passion pour la comédie qu’il entretint longtemps à sa suite une troupe de comédiens, afin de goûter avec plus de douceur le plaisir de ce divertissement ; et ne se contentant pas de voir les représentations du théâtre, il conférait souvent avec le chef de leur troupe, qui est le plus habile comédien de France, de ce que leur art a de plus excellent et de plus charmant. Et lisant souvent avec lui les plus beaux endroits et les plus délicats des comédies tant anciennes que modernes, il prenait plaisir à les lui faire exprimer naïvement, de sorte qu’il y avait peu de personnes qui pussent mieux juger d’une pièce de théâtre que ce prince. »
Molière et ses camarades pourront dès lors se prévaloir, dans tous les lieux où ils joueront, de la protection et des largesses de « Son Altesse Sérénissime le prince de Conti ». Le musicien et poète d’Assoucy, qui passe plusieurs mois avec eux en 1655, décrit une troupe accueillante où l’on fait bonne chère et qui jouit d’une large prospérité.
En 1653 ou 1655, alors qu'elle séjourne à Lyon, la troupe crée L'Étourdi ou les Contretemps, première « grande comédie » de Molière, largement imitée d'une pièce italienne. Exploitant des procédés typiques de la commedia dell'arte, Molière donne au rôle de Mascarille, qu'il interprète, une exceptionnelle importance, le faisant paraître dans 35 des 41 scènes que compte la pièce ; ce qui fait écrire à l'historienne Virginia Scott que Molière avait alors « découvert que son véritable talent était dans la comédie, même s'il n'avait pas encore abandonné tout espoir d'être reconnu comme acteur tragique » — comme le montrent les portraits en habit de César peints par Sébastien Bourdon et les frères Mignard.
Au cours de cette période, Molière compose aussi un certain nombre de farces. Citant l'une de ces petites pièces, Le Docteur amoureux, que la troupe devait jouer en octobre 1658 devant le roi, La Grange écrira : « Cette comédie et quelques autres de cette nature n'ont point été imprimées : il les avait faites sur quelques idées plaisantes, sans y avoir mis la dernière main, et il trouva à propos de les supprimer lorsqu'il se fut proposé pour but, dans toutes ses pièces, d'obliger les hommes à se corriger de leurs défauts. Comme il y avait longtemps qu'on ne parlait plus de petites comédies, l'invention en parut nouvelle, et celle qui fut représentée ce jour-là divertit autant qu'elle surprit tout le monde. »

Ces farces obtiennent un vif succès, comme en témoigne le contemporain Donneau de Visé, qui souligne ce qu'elles doivent aux Italiens : 

« Molière fit des farces qui réussirent un peu plus que des farces et qui furent plus estimées dans toutes les villes que celles que les autres comédiens jouaient. Ensuite il voulut faire une comédie en cinq actes et les Italiens ne lui plaisant pas seulement dans leur jeu, mais encore dans leurs comédies, il en fit une qu'il tira de plusieurs des leurs, à laquelle il donna pour titre L'Étourdi ou Les Contretemps. »

Grimarest met également l'accent sur l'inspiration italienne de ces farces : « Il avait accoutumé sa Troupe à jouer sur le champ de petites Comédies, à la manière des Italiens. Il en avait deux entre autres, que tout le monde en Languedoc, jusqu’aux personnes les plus sérieuses, ne se lassaient point de voir représenter. C’étaient Les Trois Docteurs rivaux, et Le Maître d’École, qui étaient entièrement dans le goût Italien. » Pour sa part, Henry Carrington Lancaster note que, si Molière a écrit de courtes farces, « elles peuvent avoir été inspirées par la commedia dell'arte aussi bien que par les survivances provinciales de la vieille farce française ».

Adaptées à un public qui avait pour l'improvisation « un goût vif et naturel », ces farces, dont la plupart ne nous sont pas parvenues, ont recours, selon des recherches récentes, aux « mêmes ressources dramatiques que celles qui [faisaient] le succès de la commedia dell'arte […] adoptant une forme de jeu scénique qui était jusqu’alors l’apanage des Italiens, comme le lazzo (acrobatie verbale et gestuelle), le quiproquo et, bien sûr, l’humour bouffon ». Divers spécialistes ont identifié dans les pièces de cette époque des modules dramatiques facilement réutilisables d'une pièce à une autre, dans lesquels la répétition de phrases ou de sections de phrase peut se prolonger de façon élastique — procédé typique du théâtre improvisé —. En ce sens, Molière peut être vu, selon Claude Bourqui, comme « l'héritier de la commedia dell'arte », voire, selon un critique anglais, comme le « dramaturge comique suprêmement italien que l'Italie n'a jamais produit ». En même temps, loin d'être un imitateur servile, Molière a transcendé ce répertoire par la cohérence de sa vision et l'arrimage délibéré du ressort comique à des questions pertinentes pour ses contemporains, ainsi que l'avait noté La Grange, cité plus haut.

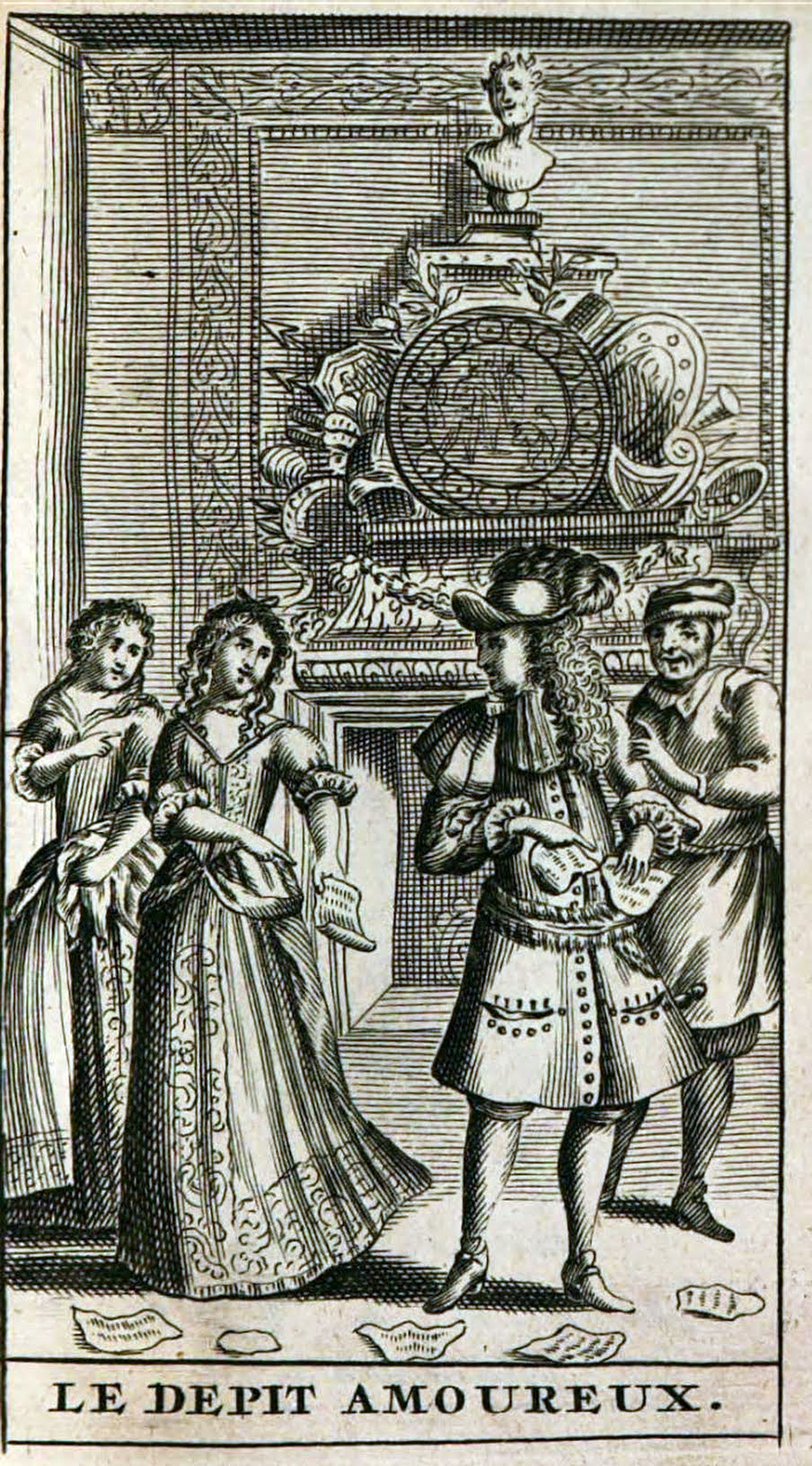

En 1656, le prince de Conti, « converti aux valeurs chrétiennes les plus rigoureuses », retire sa protection à la troupe et lui interdit de porter plus longtemps son nom. Au cours du mois de décembre 1656, Molière fait représenter à Béziers sa deuxième « grande comédie », Le Dépit amoureux, pour les États de Languedoc.
Dans les dernières semaines de l'automne 1657, la troupe séjourne à Avignon. Molière s'y lie d'amitié avec les frères Nicolas et Pierre Mignard, qui peignent plusieurs portraits de lui et un tableau le représentant en dieu Mars étreignant Vénus-Madeleine Béjart.
Au début de 1658, la troupe, qui est dès lors considérée comme la meilleure « troupe de campagne » du royaume, décide de gagner Paris pour tenter de s'y implanter. Les comédiens commencent par se rendre à Rouen, d'où Molière et Madeleine Béjart peuvent faire aisément des allers et retours à la capitale, afin de trouver une salle et de s'assurer les appuis nécessaires.

### Le début de la gloire

#### Le théâtre du Petit-Bourbon

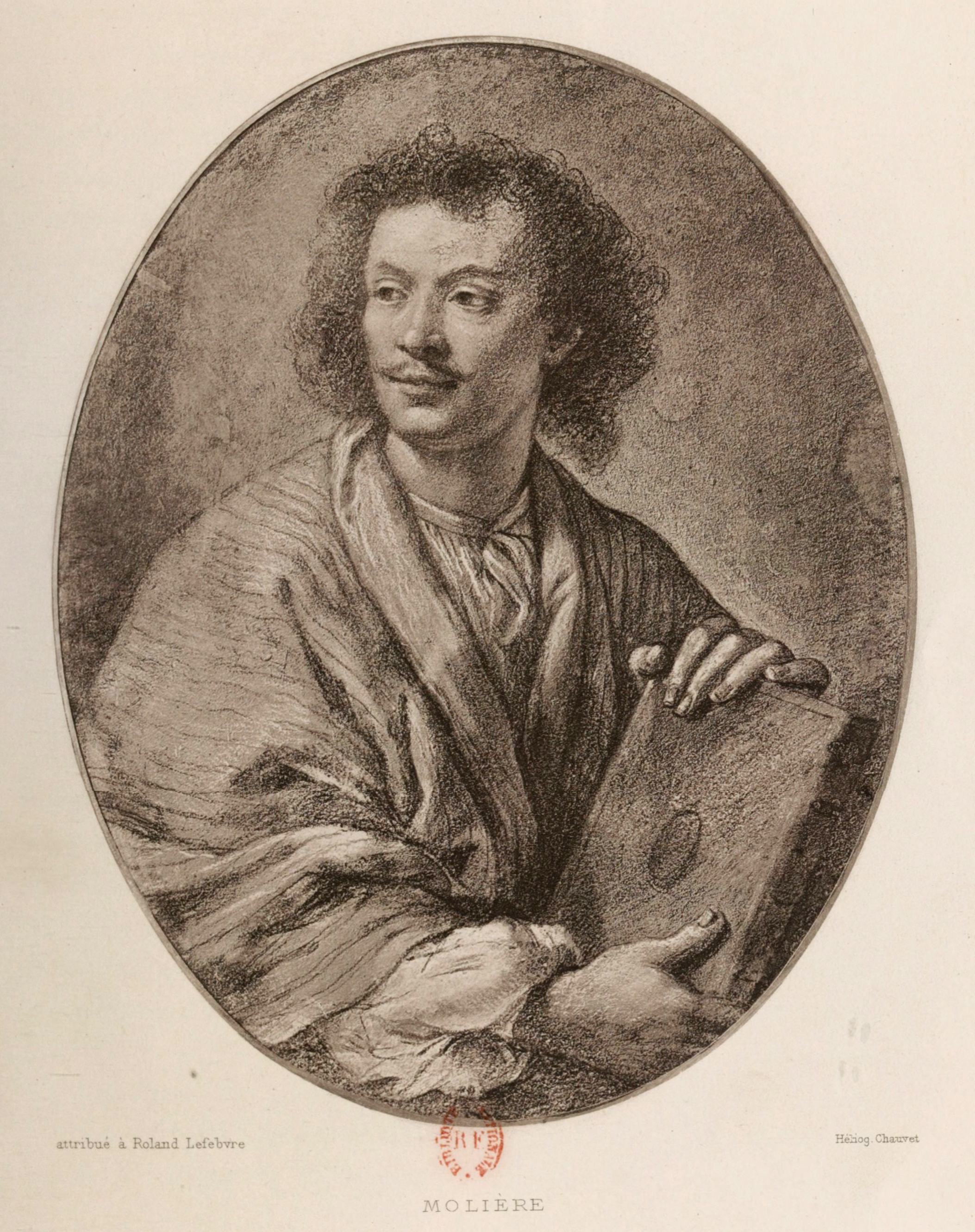
Dessin aux trois crayons de Molière en 1658 par Roland Lefèvre.

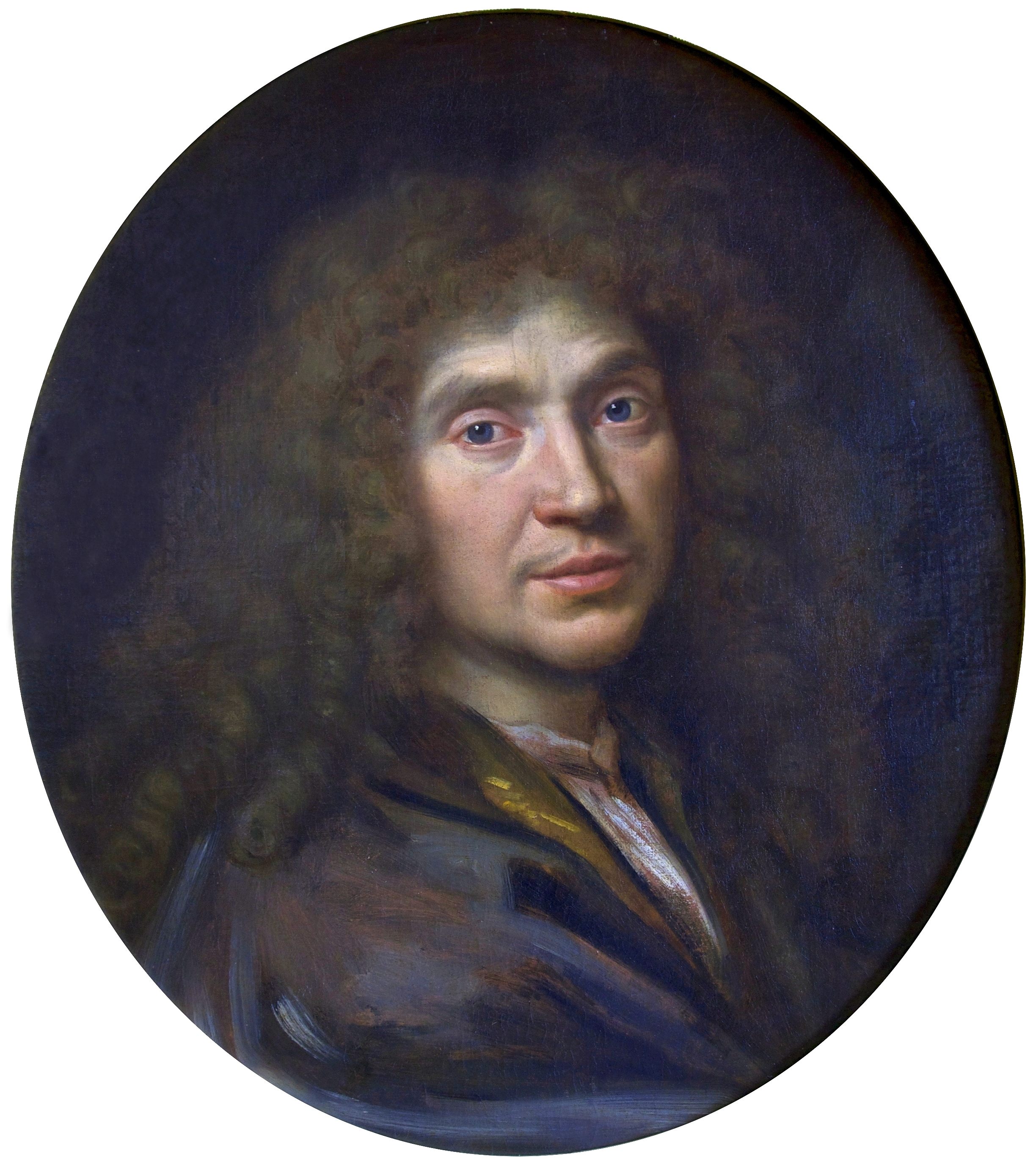
Molière par Pierre Mignard (1658).

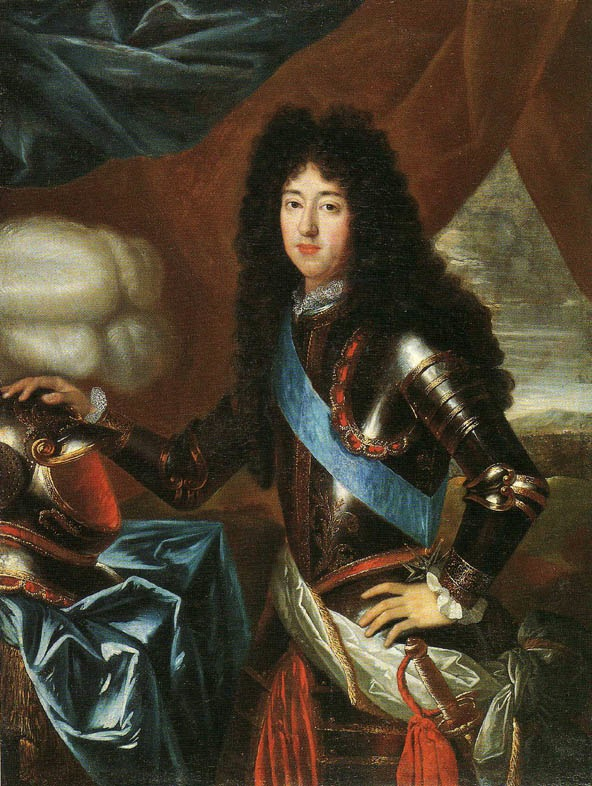
Portrait de Philippe d'Orléans, dit « Monsieur », frère unique de Louis XIV, par Henri Gascar (1635-1701).

Au début de l'automne 1658, Molière et ses camarades (Dufresne, Madeleine, Joseph, Geneviève et Louis Béjart, Edme et Catherine de Brie, Marquise Du Parc et son mari René, dit Gros-René) sont agréés par Philippe d'Orléans, dit « Monsieur », frère unique du roi, qui leur accorde sa protection. Le 24 octobre, ils se produisent au Louvre devant Louis XIV, Anne d'Autriche, Mazarin et les comédiens de l'hôtel de Bourgogne. Ils jouent successivement Nicomède de Corneille et une farce de Molière qui n'a pas été conservée, Le Docteur amoureux.
À la suite de cet « examen réussi », la salle de théâtre du Petit-Bourbon, vaste et bien équipée, est mise à leur disposition. Ils l'occuperont pendant deux ans, jouant en alternance avec Scaramouche et ses camarades de la troupe italienne. C'est sans doute durant cette période que Molière perfectionne son jeu en étudiant les techniques du grand acteur comique qu'était Tiberio Fiorilli.

La « Troupe de Monsieur » commence à représenter le 2 novembre. Outre de vieilles pièces, la troupe joue L'Étourdi et Le Dépit amoureux, qui sont fort bien accueillis. Au cours du relâche de Pâques 1659, Dufresne prend sa retraite, laissant à Molière l'entière direction de la troupe. Entrent deux acteurs comiques, le célèbre « enfariné » Jodelet et son frère L’Espy, ainsi que Philibert Gassot, sieur Du Croisy et Charles Varlet, sieur de La Grange. Ce dernier a laissé un registre personnel, conservé à la Comédie-Française, dans lequel il notait les pièces jouées, la recette et ce qu’il jugeait important de la vie de la troupe. Ce document permet de suivre dans le détail le répertoire joué par Molière à partir de 1659.

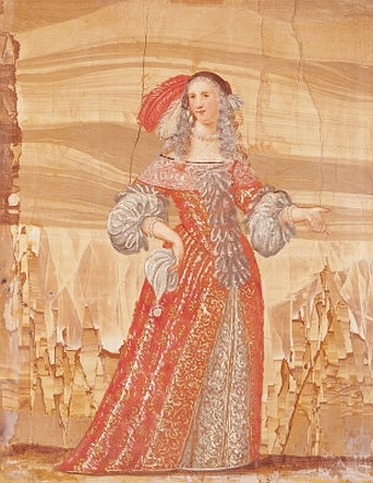
Madeleine Béjart dans le rôle de Magdelon, dite Polyxène, des Précieuses ridicules (peinture sur marbre).

Le 18 novembre 1659, Molière fait représenter une nouvelle pièce, la « petite comédie » des Précieuses ridicules, dans laquelle il joue le rôle du valet Mascarille. Satire féroce du snobisme et du jargon de certains salons parisiens mis en vogue notamment par Madeleine de Scudéry, la pièce remporte un vif succès et crée un effet de mode. Selon le « nouvelliste » Jean Donneau de Visé, « le succès fut tel qu'on venait à Paris de vingt lieues à la ronde afin d'en avoir le divertissement ». Le sujet est copié et repris. Molière fait imprimer sa pièce à la hâte parce qu’on tente de la lui voler, ainsi qu'il s'en explique dans une préface qui ne manque pas de piquant. C’est la première fois qu’il publie, il a désormais le statut d’auteur.

Plusieurs hauts personnages — ministres, financiers et autres « grands seigneurs », dont le prince de Condé, de retour d'exil — invitent la troupe à venir représenter Les Précieuses dans leurs hôtels. De retour de Saint-Jean-de-Luz, où il est allé épouser l'infante Marie-Thérèse d'Espagne, Louis XIV voit la pièce le 29 juillet 1660. Deux jours plus tard, il verra Sganarelle ou le Cocu imaginaire, « petite comédie » en vingt-trois scènes en vers, qui sera, jusqu'à la mort de Molière, la comédie la plus souvent représentée par la troupe. Cette pièce suscite un tel intérêt qu'il s'en publie rapidement une édition pirate, due à Neuf-Villenaine, pseudonyme de Donneau de Visé. Dans l'épître de cette édition, intitulée « À un ami », ce dernier écrit : 

« Ses pièces ont une si extraordinaire réussite, puisque l'on n'y voit rien de forcé, que tout y est naturel, que tout y tombe sous le sens, et qu'enfin les plus spirituels confessent que les passions produiraient en eux les mêmes effets qu'elles produisent en ceux qu'il introduit sur la scène. »

La nouvelle troupe suscite dans le public parisien un véritable engouement, qu'elle doit moins aux tragédies qu'elle continue sans succès de mettre à l'affiche, qu'aux comédies de Molière, qui vont constituer peu à peu l'essentiel du répertoire.
Le 6 avril 1660, le frère cadet de Molière, Jean III Poquelin, meurt. La charge de tapissier et valet de chambre du roi revient de nouveau à l'aîné. Il la gardera jusqu'à sa mort. Elle impliquait qu'il se trouve chaque matin au lever du roi, un trimestre par an. Dans son acte d'inhumation, il sera dit « Jean-Baptiste Poquelin de Molière, tapissier, valet de chambre du roi ». Selon la préface de son œuvre parue en 1682, « son exercice de la comédie ne l'empêchait pas de servir le Roi dans sa charge de valet de chambre où il se rendait très assidu ».
Le 11 octobre 1660, Antoine de Ratabon, surintendant des bâtiments du roi, donne l'ordre d'entamer les travaux de démolition du Petit-Bourbon, pour faire place à la future colonnade du Louvre. Une nouvelle salle, située dans le Palais-Royal, demeure de Philippe d'Orléans et Henriette d'Angleterre, est mise à la disposition de la Troupe de Monsieur, qui la partagera, là encore, avec les comédiens italiens.

#### Le théâtre du Palais-Royal

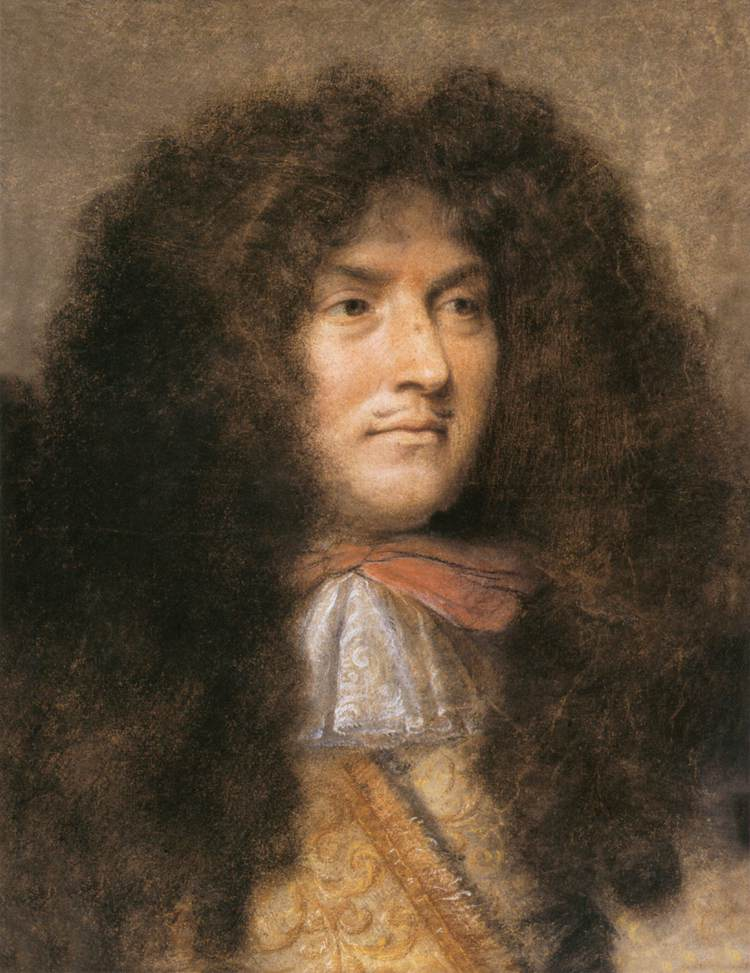
Portrait de Louis XIV, par Charles Le Brun.

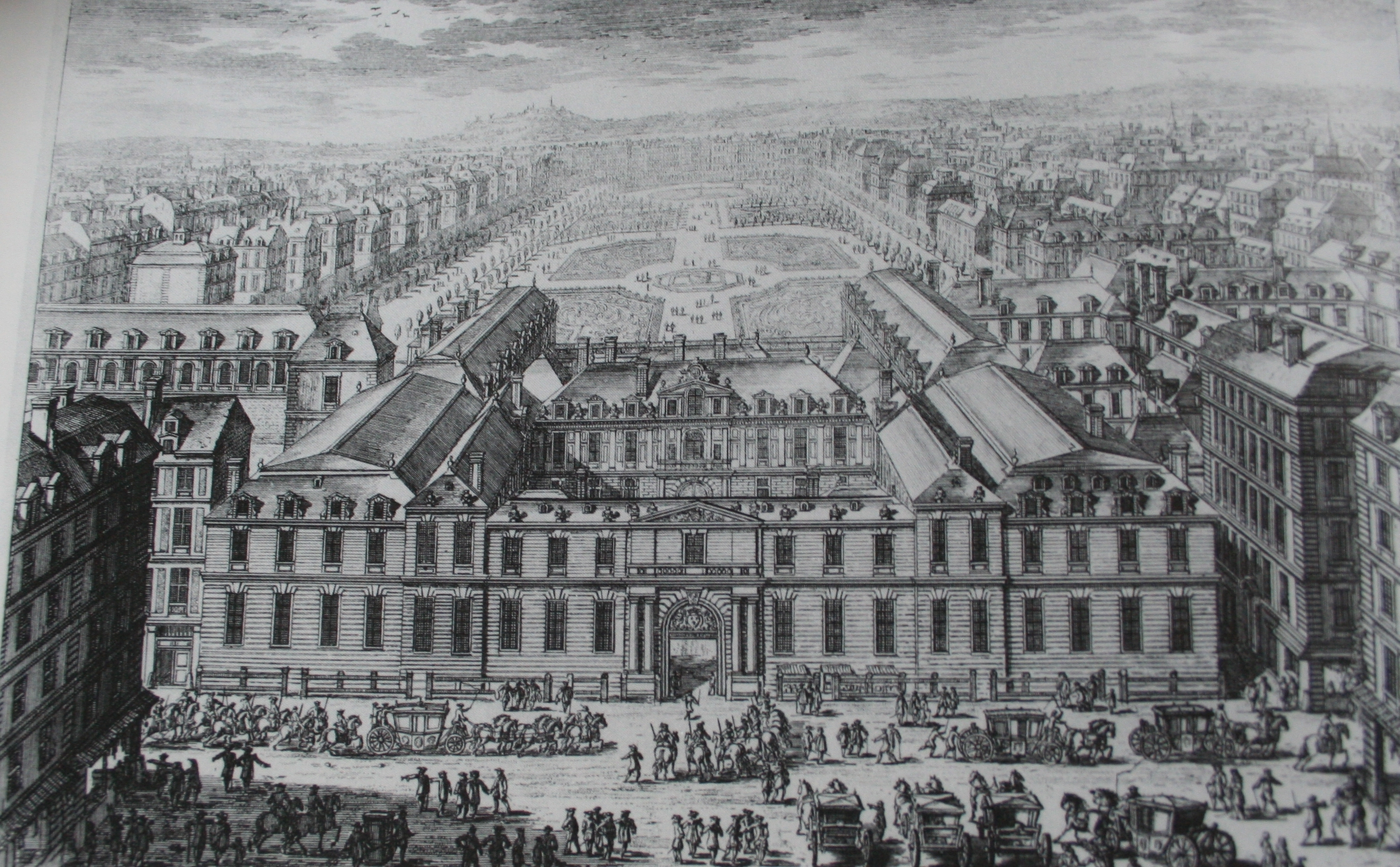
Le Palais-Royal vers 1679.
Le théâtre est à droite de l’entrée du palais. Molière s’installe dans le quartier, dans un appartement au second étage de la troisième maison de la rue Saint-Thomas-du-Louvre.

La salle du Palais-Royal, entièrement rénovée, ouvre ses portes le 20 janvier 1661. Le 4 février, la troupe y crée une nouvelle pièce de Molière, la comédie héroïque Dom Garcie de Navarre, dans laquelle il tient le rôle-titre aux côtés de Madeleine Béjart. Mais elle ne donnera lieu qu'à sept représentations consécutives, et ce fiasco, qui marque la fin des espoirs de l'acteur Molière pour s'imposer dans le genre tragique — alors considéré comme « le plus haut genre théâtral » —, ramène définitivement l'auteur sur le terrain de la comédie. Cette œuvre aujourd'hui délaissée n'en reste pas moins un moment charnière dans la carrière de Molière dramaturge. Jean de Beer écrit : « C'est dans Dom Garcie de Navarre qu'il entend pour la première fois quel son peut rendre sa présence dans ses ouvrages ; à cet égard, la pièce est importante, importante comme œuvre, importante comme date. […] Dans Dom Garcie, Molière pressent Alceste et Célimène, Amphitryon, et même Le Tartuffe et Les Femmes savantes lui devront quelque chose. »
Hostile à l'emphase qui prévalait alors dans l'interprétation de la tragédie, Molière était partisan d'une diction « naturelle », « modulée en fonction du sens du texte » et ce souci du naturel se révèle aussi dans son style, qui cherche « à prêter à chacun sa langue ». Grimarest, qui enseignait lui-même la déclamation, fournira plus tard un autre élément susceptible d'expliquer l'échec que Molière rencontra dans les rôles sérieux :
« Dans les commencements qu'il monta sur le théâtre, [Molière] reconnut qu'il avait une volubilité de langue dont il n'était pas le maître et qui rendait son jeu désagréable ; et des efforts qu'il faisait pour se retenir dans la conversation, il s'en forma un hoquet qui lui demeura jusques à la fin. Mais il sauvait ce désagrément par toute la finesse avec laquelle on peut représenter. Il ne manquait aucun des accents et des gestes nécessaires pour toucher le spectateur […] Il est vrai qu'il n'était bon que pour représenter le comique. Il ne pouvait entrer dans le sérieux, et plusieurs personnes assurent qu'ayant voulu le tenter, il réussit si mal la première fois qu'il parut sur le théâtre qu'on ne le laissa pas achever. Depuis ce temps-là, dit-on, il ne s'attacha qu'au comique. »
Le 24 juin 1661, la troupe crée L'École des maris, une petite comédie en trois actes. Le succès est tel que le surintendant des finances Nicolas Fouquet passe commande à Molière d'un spectacle pour la fête à laquelle il a convié le roi et sa cour pour le 17 août, dans le cadre somptueux de son château de Vaux-le-Vicomte.
C’est la première fois que Molière crée une pièce pour la cour. Connaissant le goût de Louis XIV pour les ballets, il crée un nouveau genre, la comédie-ballet, intégrant comédie, musique et danse : les entrées de ballet ont le même sujet que la pièce et sont placées au début et dans les entractes de la comédie. Ce seront Les Fâcheux, pochade en trois actes et en vers, « conçue, faite, apprise et représentée en quinze jours », s'il faut en croire son auteur. Le roi ayant observé qu’un fâcheux auquel Molière n’avait pas pensé méritait sa place dans la galerie, Molière modifie rapidement le contenu de sa pièce pour y ajouter la scène du chasseur importun (Acte II, scène 6). Pour concevoir et mettre au point le spectacle dans lequel s'insère sa comédie et qui intègre la musique et la danse, Molière a collaboré avec Jean-Baptiste Lully pour la musique, Pierre Beauchamp pour la danse et Giacomo Torelli pour la scénographie. À partir de septembre, le spectacle, donné au Palais-Royal avec « ballets, violons, musique » et en faisant « jouer des machines », rencontre un public nombreux et lui aussi enthousiaste. La saison est une des meilleures de la troupe.
Cette première comédie-ballet (Molière en composera quatre ou cinq autres) soulève l'enthousiasme de La Fontaine, qui écrit à son ami Maucroix : « C'est un ouvrage de Molière : / Cet écrivain, par sa manière, / Charme à présent toute la cour. / De la façon que son nom court, / Il doit être par-delà Rome. / J'en suis ravi, car c'est mon homme. »

#### Mariage et paternité

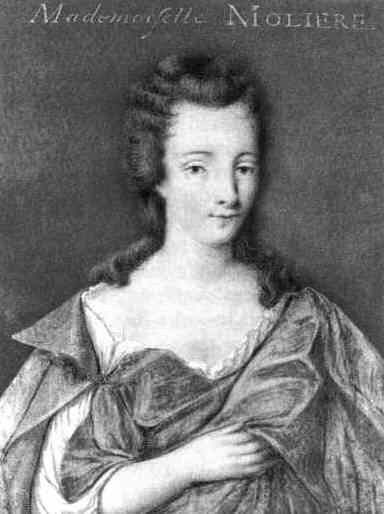
Mademoiselle Molière : portrait d'Armande Béjart.

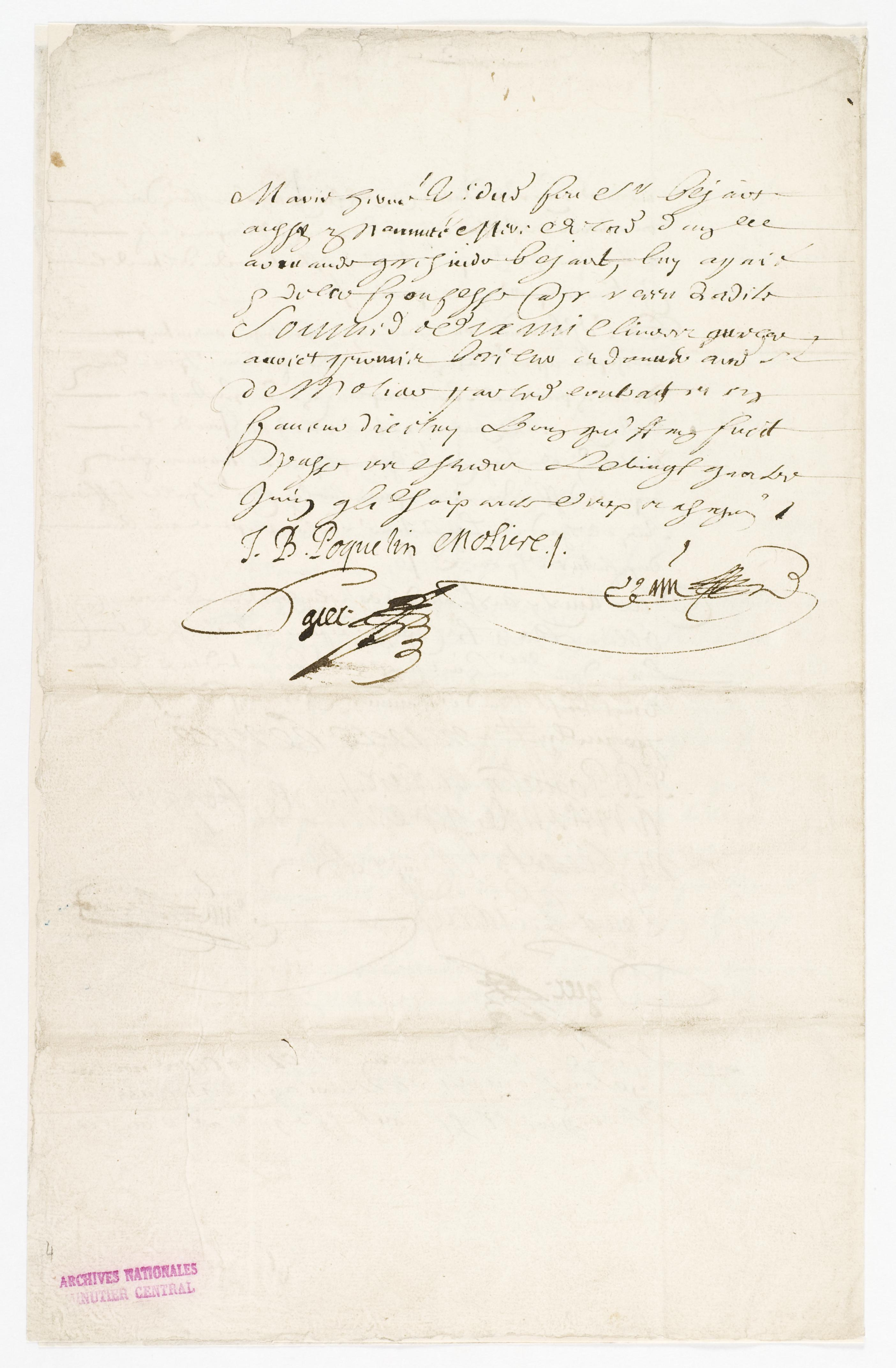
Dernière page du contrat de mariage entre Molière et Armande Béjart.

Le 23 janvier 1662, Molière signe un contrat de mariage avec Armande Béjart, « âgée de vingt ans ou environ », qu'il épouse religieusement le 20 février. Dans les deux occasions, la jeune femme est dite fille de Joseph Béjart et Marie Hervé, et sœur de Madeleine Béjart, son aînée de vingt ans ou plus. Toutefois, certains contemporains voient en elle la fille de Madeleine. C'est ce qu'affirmera Nicolas Boileau en 1702, et c'est la thèse que Grimarest défendra trois ans plus tard dans sa Vie de M. de Molière, précisant même qu'Armande est une fille que Madeleine a eue avant de connaître le jeune Poquelin, de « Monsieur de Modène, gentilhomme d'Avignon ». De fait, Esprit de Rémond de Modène et la jeune Madeleine Béjart ont eu le 3 juillet 1638 une fille qui, huit jours plus tard à l'église Saint-Eustache, a reçu le prénom de Françoise, et ils seront, en 1665, respectivement parrain et marraine d'Esprit-Madeleine Poquelin, fille de Molière et d'Armande.
Les historiens s'accordent à voir la future « Mademoiselle Molière » (Armande Béjart) dans la jeune « Mlle Menou » qui, en 1653, jouait le rôle d'une néréide dans une représentation de l'Andromède de Corneille donnée à Lyon par Molière et ses camarades.
L’acte de baptême d'« Armande Grésinde Claire Élisabeth Béjart » aurait pu établir sa véritable filiation, mais il n'a pas été présenté lors de la signature du contrat de mariage, et il n'a jusqu'à présent pas été retrouvé.
L'incertitude née de la grande différence d'âge entre les deux « sœurs » Béjart sera exploitée par les ennemis de Molière, qui, à plusieurs reprises au cours de la décennie suivante, insinueront qu'Armande serait la propre fille de Molière et de son ancienne maîtresse. Ainsi, dans une requête présentée à Louis XIV au plus fort de la « querelle de L'École des femmes » (voir ci-dessous), le comédien Montfleury, ridiculisé par Molière dans L'Impromptu de Versailles, accusera celui-ci « d’avoir épousé la fille et d’avoir autrefois couché avec la mère ».
Molière et Armande auront quatre enfants dont une seule fille atteignant l'âge adulte. Leur premier fils, Louis, baptisé le 24 février 1664 avec pour parrain Louis XIV et pour marraine Henriette d'Angleterre, duchesse d'Orléans, mais cet enfant meurt à huit mois et demi. Ils auront ensuite une fille, Esprit-Madeleine, baptisée le 4 août 1665, morte en 1723, à 57 ans sans descendance ; une autre fille, Marie, morte peu après sa naissance à la fin de l'année 1668 et un deuxième fils, Pierre, baptisé le 1er octobre 1672 et mort le mois suivant.
Ce mariage a fait couler beaucoup d'encre. La jeune Armande, au dire de ses détracteurs, aimait se faire courtiser par une foule d'admirateurs, au grand dam d'un Molière fort jaloux et dont les rieurs se moquaient d'autant plus qu'il avait mis en scène des personnages de mari trompé : « Si vous voulez savoir pourquoi presque dans toutes ses pièces il raille tant les cocus et dépeint si naturellement les jaloux, c'est qu'il est du nombre de ces derniers. » Ce thème sera exploité dans la pièce Élomire hypocondre (1670) et, plus encore, dans la biographie romancée La Fameuse Comédienne (1688), qui dresse de « la Molière » un portrait extrêmement négatif. Grimarest, qui s'appuie sur les souvenirs de Baron et de nombreux témoignages, laisse entendre que le couple n'était pas heureux et présente Armande comme « une coquette outrée ». Dans les moments difficiles, Molière se retirait dans la maison qu'il louait dans le village d'Auteuil depuis le milieu de la décennie 1660-1670. Toujours amoureux de sa femme, il l'aurait décrite sous les traits de Lucile dans Le Bourgeois gentilhomme (Acte III, scène 9).

### Le temps des polémiques

#### La querelle deL'École des femmes

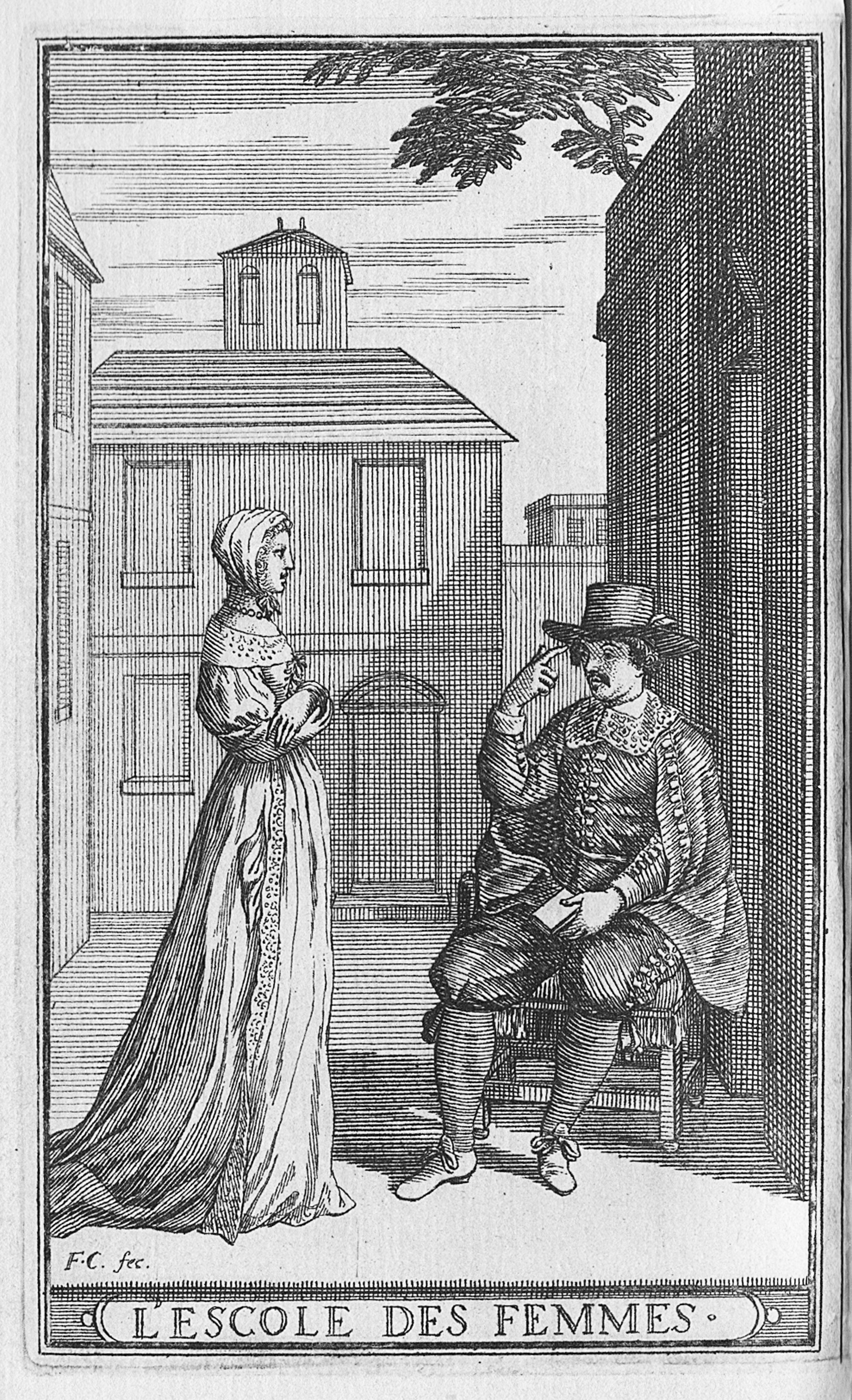
Frontispice de François Chauveau pour l'édition originale de 1663.

Le 26 décembre 1662, la troupe crée L'École des femmes, quatrième grande comédie de Molière, dans laquelle il bouscule les idées reçues sur le mariage et la condition des femmes. Le succès, éclatant, consacre Molière comme grand auteur. C'est de cette période, en particulier, que les historiens datent le début de ses relations avec Nicolas Boileau, qui fait paraître en septembre 1663 ses célèbres Stances à Molière dans lesquelles il défend vigoureusement la pièce : « En vain mille esprits jaloux, / Molière, osent avec mépris / Censurer ton plus bel ouvrage […] ».
Cependant, quelques littérateurs en quête de notoriété — au premier rang desquels Jean Donneau de Visé et Charles Robinet, rédacteur de la Gazette dite de Renaudot, soutenus dans l'ombre par les frères Pierre et Thomas Corneille — pointent dans la pièce ce qu'ils feignent de considérer comme des indices d’immoralité, telle la fameuse scène du « le… » (Acte II, scène 5), et d’impiété, telle la prétendue parodie de sermon dans les recommandations d’Arnolphe à Agnès, et des commandements divins dans les Maximes du mariage ou les devoirs de la femme mariée, avec son exercice journalier (Acte III, scène 2).
À cela s'ajoutent des comédies jouées par la troupe concurrente de l’hôtel de Bourgogne, qui mettent en cause la moralité de Molière et l’attaquent sur sa vie privée. La querelle de L’École des femmes va durer plus d’un an et nourrir les entretiens des salons parisiens.
Molière, qui semble avoir d'abord bien accueilli la publicité que lui attiraient ces critiques, réplique une première fois en juin 1663 au Palais-Royal par La Critique de l'École des femmes, dans laquelle un des personnages revient sur le scandale provoqué par la scène du « le… ». Faisant valoir « ses mérites d'auteur et d'inventeur de la psychologie comique », il montre que l'art de la comédie est plus exigeant que celui de la tragédie :

« Uranie : La tragédie, sans doute, est quelque chose de beau quand elle est bien touchée ; mais la comédie a ses charmes, et je tiens que l’une n’est pas moins difficile à faire que l’autre.

— Dorante : Assurément, madame ; et quand, pour la difficulté, vous mettriez un plus du côté de la comédie, peut-être que vous ne vous abuseriez pas. Car enfin, je trouve qu’il est bien plus aisé de se guinder sur de grands sentiments, de braver en vers la fortune, accuser les destins, et dire des injures aux dieux, que d’entrer comme il faut dans le ridicule des hommes, et de rendre agréablement sur le théâtre les défauts de tout le monde. »

En juin, Louis XIV fait dispenser ses premières « gratifications aux gens de lettres ». Molière, qui fait partie des bénéficiaires, compose et fait paraître à cette occasion un Remerciement au Roi en vers libres. Sa gratification sera renouvelée tous les ans jusqu’à sa mort.
En octobre, il présente devant la cour L'Impromptu de Versailles, sorte de « comédie des comédiens », dans laquelle il met en scène sa propre troupe en train de répéter et demande solennellement à ses ennemis de cesser de l'attaquer sur sa vie privée.

#### L’interdiction duTartuffe

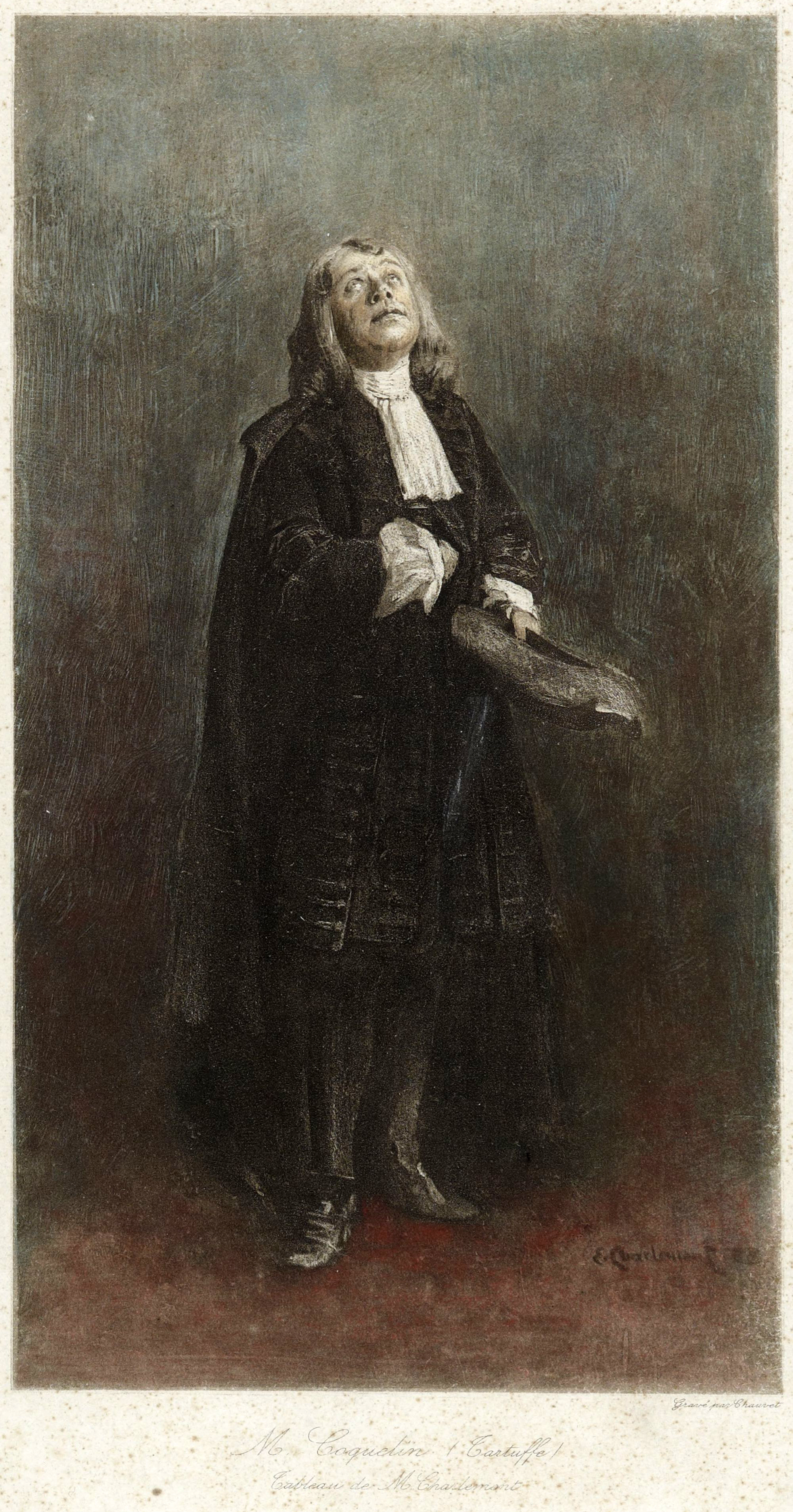
Coquelin aîné dans le rôle de Tartuffe, peint par Eduard Charlemont (1848-1906). Ah ! pour être dévot, je n'en suis pas moins homme.

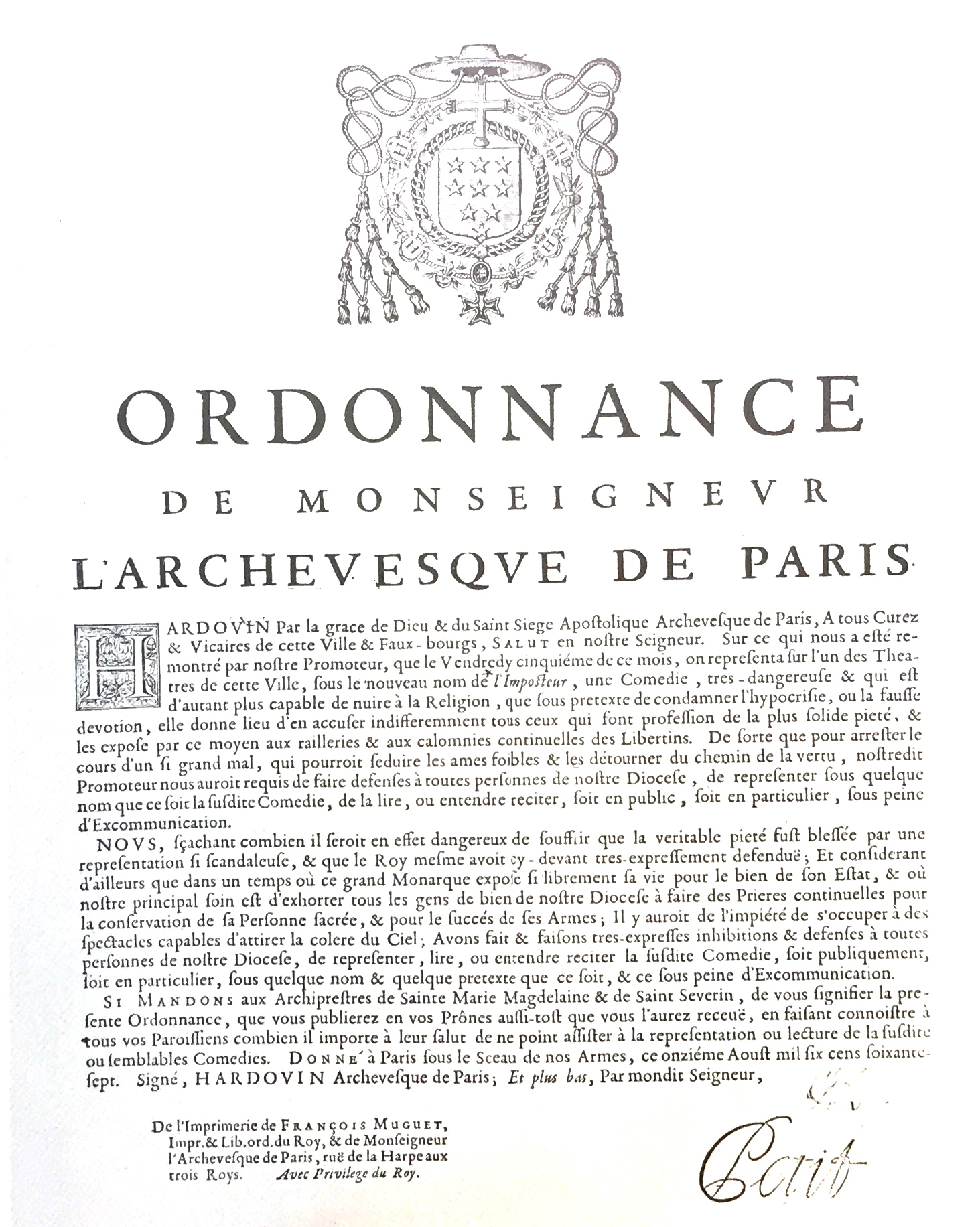
Ordonnance de Hardouin de Péréfixe du 11 août 1667.

Le 29 janvier 1664, dans le salon de la reine-mère Anne d'Autriche au Louvre, Molière présente devant la famille royale une comédie-ballet, Le Mariage forcé, dans laquelle il reprend son personnage de Sganarelle et où Louis XIV danse, costumé en Égyptien,.
Du 30 avril au 14 mai 1664, la troupe de Monsieur est à Versailles pour les fêtes des Plaisirs de l'île enchantée, qui sont en quelque sorte l’inauguration des jardins de Versailles. C’est un véritable « festival Molière » et sa troupe contribue beaucoup aux réjouissances des trois premières journées. Le deuxième jour, elle crée La Princesse d'Élide, « comédie galante, mêlée de musique et d’entrées de ballet » dont Molière, pressé par le temps, n'a pu versifier que le premier acte et une scène du deuxième.
Le soir du 12, alors qu'une partie des invités du roi a regagné Paris, la troupe crée une nouvelle comédie de Molière intitulée, semble-t-il, Le Tartuffe ou l'Hypocrite. Cette première version en trois actes est chaudement applaudie par le roi et ses invités. Le lendemain pourtant, ou le surlendemain, Louis XIV se laisse convaincre par son ancien précepteur, le tout nouvel archevêque de Paris Hardouin de Péréfixe, d'interdire les représentations publiques de la pièce — ce qui ne l'empêchera pas de la revoir quatre mois plus tard, en privé, avec une partie de la Cour, au château de Villers-Cotterêts, résidence de son frère Philippe d'Orléans.
Cette satire de la fausse dévotion, en plaçant la religion sous un jour comique sinon ridicule, scandalise les milieux dévots. La pièce de Molière prend en effet position sur une question éminemment politique, celle de la séparation de l'Église et de l'État : « L'hypocrisie de Tartuffe […] pose le problème, propre à la société catholique, depuis la Renaissance et le concile de Trente, du respect des frontières entre sacerdoce et laïcat, entre morale cléricale et morale civile, entre espace sacré et espace public laïc. »
Quelques semaines après la première représentation, le curé Pierre Roullé, farouche adversaire du jansénisme, publie un opuscule intitulé Le Roy glorieux au monde, ou Louis XIV, le plus glorieux de tous les Roys du monde, dans lequel il traite Molière de « démon vêtu de chair et habillé en homme ». Molière se défend par un premier Placet présenté au Roi, à l'été 1664, dans lequel il cite les outrances de ce pamphlet comme contraires au jugement favorable qu'avait d'abord donné le roi et invoque pour sa défense le but moral de la comédie :

« Le devoir de la comédie étant de corriger les hommes en les divertissant, j'ai cru que, dans l'emploi où je me trouve, je n'avais rien de mieux à faire que d'attaquer par des peintures ridicules les vices de mon siècle ; et comme l'hypocrisie sans doute en est un des plus en usage, des plus incommodes et des plus dangereux, j'avais eu, Sire, la pensée que je ne rendrais pas un petit service à tous les honnêtes gens de votre royaume, si je faisais une comédie qui décriât les hypocrites et mît en vue comme il faut toutes les grimaces étudiées de ces gens de bien à outrance, toutes les friponneries couvertes de ces faux-monnayeurs en dévotion, qui veulent attraper les hommes avec un zèle contrefait et une charité sophistique. »

Louis XIV ayant confirmé l'interdiction de représenter la pièce en public, Molière entreprend de la remanier pour la rendre conforme à son argumentation. On sait, par une lettre du duc d’Enghien, qu'au début de l'automne 1665 il est en train d’ajouter un quatrième acte aux trois actes joués à Versailles l'année précédente.
À la fin de juillet 1667, Molière profite d’un passage du roi chez son frère et sa belle-sœur à Saint-Cloud pour obtenir l’autorisation de représenter une nouvelle version en cinq actes. La pièce s’appelle désormais L’Imposteur et Tartuffe y est renommé Panulphe. Créé le 5 août au Palais-Royal devant une salle comble, le spectacle est immédiatement interdit sur ordre du premier président du Parlement, Guillaume de Lamoignon — chargé de la police en l’absence du roi —, interdiction redoublée le 11 août par l’archevêque de Paris, qui fait défense à ses diocésains, sous peine d’excommunication, de représenter, lire ou entendre la pièce incriminée. Molière tente d'obtenir l'appui de Louis XIV en écrivant un Second placet, que La Grange et La Thorillière sont chargés d'aller présenter au roi, qui fait alors le siège de Lille. Cette démarche reste sans succès.
Pour que la pièce soit définitivement autorisée, sous le titre Le Tartuffe ou l'Imposteur, il faudra attendre encore un an et demi et la fin de la guerre contre les jansénistes, ce qui donne à Louis XIV les coudées franches en matière de politique religieuse. Cette autorisation intervient au moment exact de la conclusion définitive de la Paix clémentine, aboutissement de longues négociations entre, d’un côté, les représentants du roi et le nonce du pape Clément IX et, de l’autre, les représentants des « Messieurs » de Port-Royal et des évêques jansénistes. La coïncidence est frappante : l’accord étant conclu en septembre 1668, c’est le 1er janvier 1669 qu’une médaille commémorant la Paix de l’Église est frappée. Et c’est le 3 février, deux jours avant la première du Tartuffe, que le nonce du pape remet à Louis XIV deux « brefs » dans lesquels Clément IX se déclarait entièrement satisfait de la « soumission » et de l'« obéissance » des quatre évêques jansénistes.
Le Tartuffe définitif est ainsi créé le 5 février 1669. C’est le triomphe de Molière, sa pièce le plus longtemps jouée (72 représentations jusqu’à la fin de l’année) et son record de recettes.

#### Triomphe et mise en cause duFestin de Pierre, puis protection royale

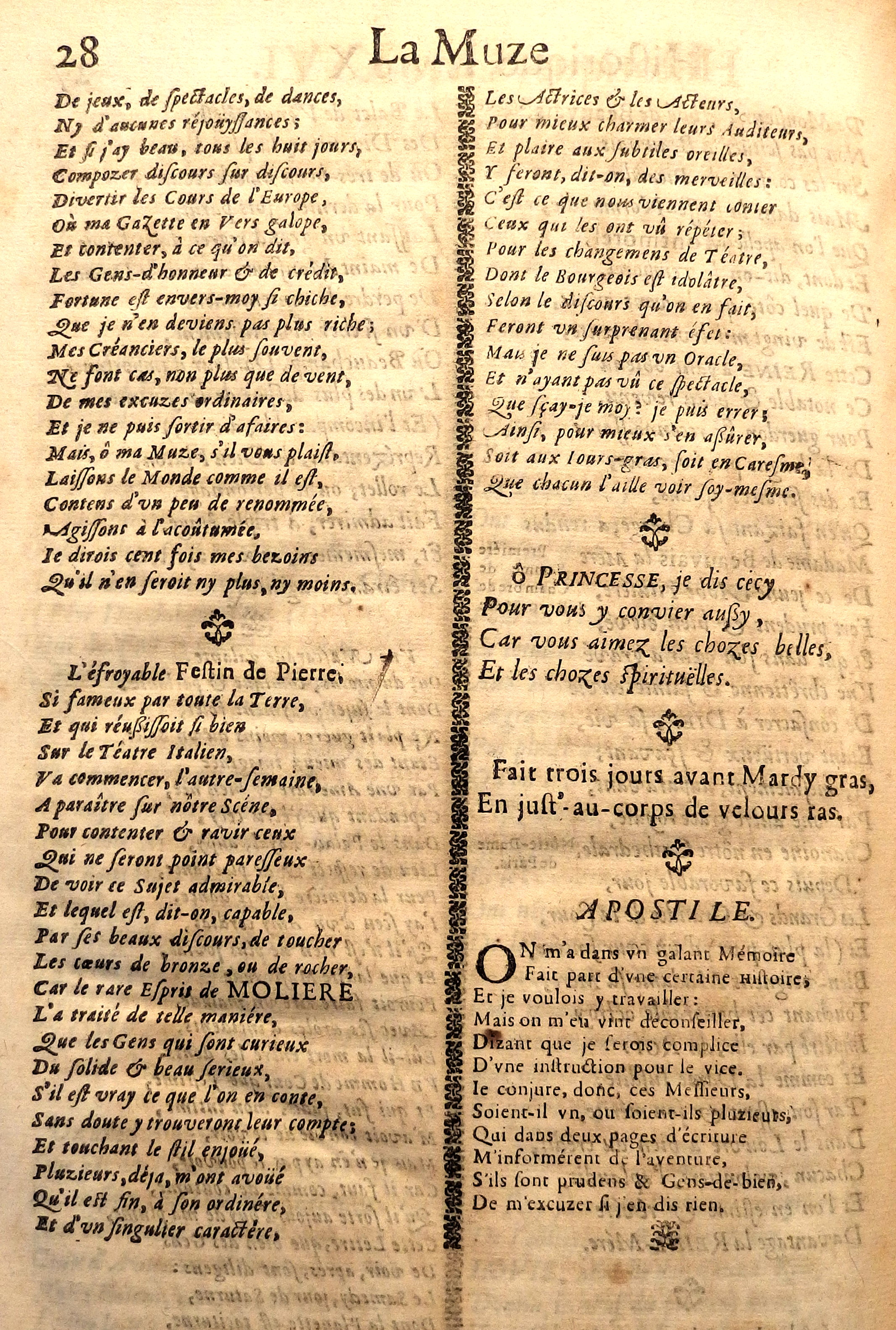
L'annonce du Festin de Pierre dans La Muse historique du 14 février 1665.

Le dimanche 15 février 1665, la troupe de Monsieur crée Le Festin de Pierre ou l'Athée foudroyé, comédie de Molière qui constitue la troisième adaptation française de la légende de Don Juan. C'est un triomphe : la recette dépasse même celles de L'École des femmes, et les suivantes s'accroîtront encore durant les deux premières semaines du carême.
Donné quinze fois jusqu'au 20 mars, le spectacle n'est pas repris après le relâche de Pâques. Le texte de Molière ne sera édité qu'après sa mort et il faudra attendre cent cinquante ans pour qu'il soit rejoué sur une scène française.
Au cours du relâche de Pâques, un libraire spécialisé dans la publication de pièces de théâtre, et en particulier celles qui ont été créées à l'hôtel de Bourgogne, met en vente un libelle au titre presque anodin : Observations sur une comédie de Molière intitulée « Le Festin de Pierre », dans lequel un « sieur de Rochemont », dont on ignore aujourd'hui encore la véritable identité, s'en prend avec une extrême violence à Molière et à ses deux dernières pièces : Le Tartuffe et Le Festin de Pierre. Le succès de ce pamphlet est immédiat et massif, comme l'atteste l'existence d'une dizaine d'impressions, éditions et contrefaçons différentes.
Deux partisans de Molière prennent sa défense quelques mois plus tard : le premier n'a jamais été identifié ; le second serait Jean Donneau de Visé selon René Robert et François Rey. Ils seront rejoints en août par Charles Robinet, ancien détracteur de Molière et principal rédacteur de la Gazette dite de Renaudot.
Le roi fait taire les adversaires de Molière en prenant la troupe sous sa protection. Selon François Rey, l'événement aurait eu lieu le 14 juin, dans le cadre d'une grande fête donnée par Louis XIV à Versailles et où la troupe de Molière a été appelée à jouer Le Favori de Mlle Desjardins, qu'elle vient de créer au Palais-Royal. Ce jour-là, écrira plus tard La Grange dans son Registre, en se trompant apparemment de date et de lieu, « le Roi dit au sieur de Molière qu’il voulait que la troupe dorénavant lui appartînt, et la demanda à Monsieur. Sa Majesté donna en même temps six mille livres de pension à la troupe, qui prit congé de Monsieur, lui demanda la continuation de sa protection et prit ce titre : La Troupe du Roi au Palais-Royal ». Désormais, les trois troupes françaises de Paris sont directement sous l'autorité royale.

### L'apogée de sa carrière

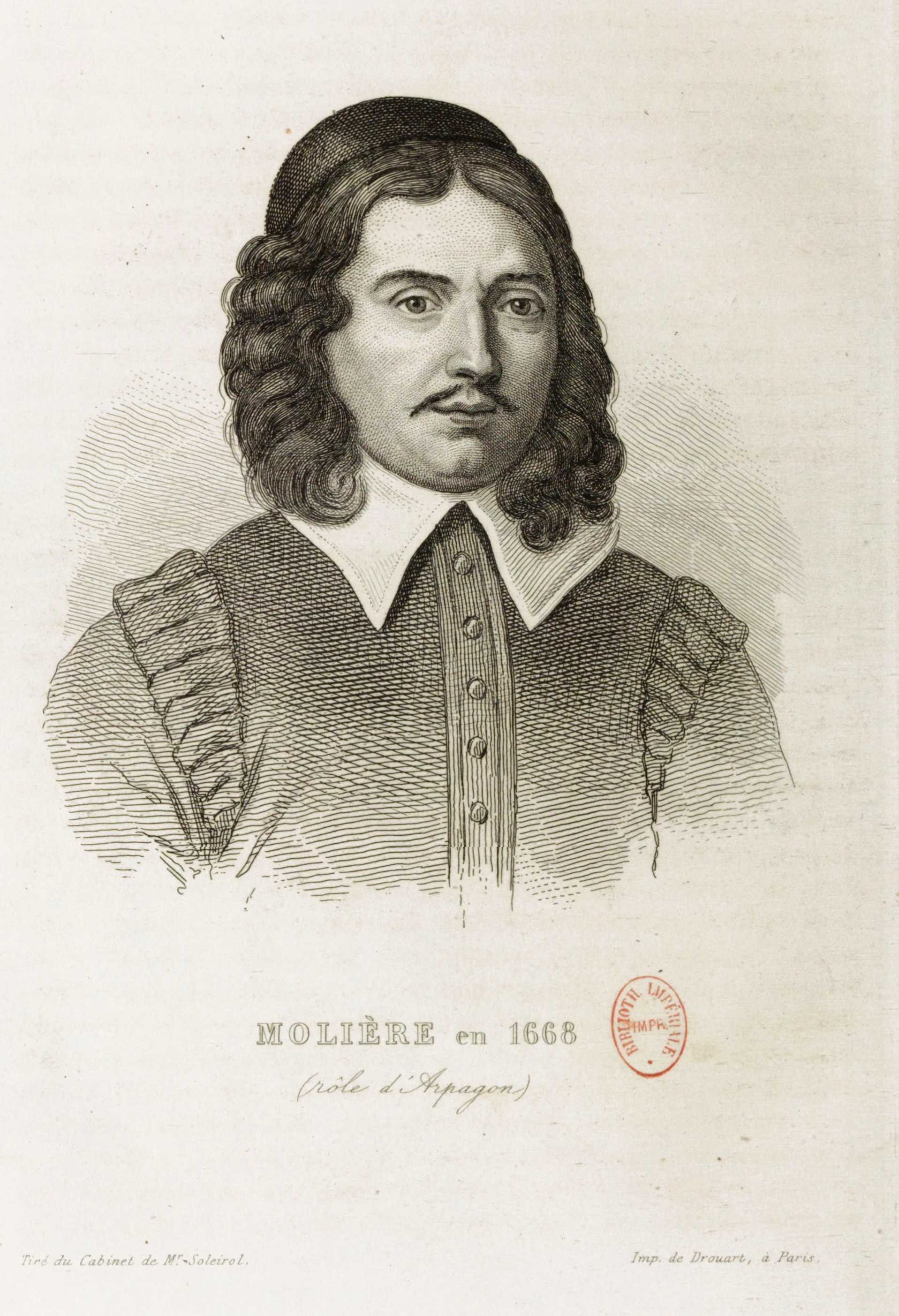
Portrait de Molière en 1668 dans le rôle d'Harpagon, d'après un dessin d'Élisabeth-Sophie Chéron.

Contrairement à une idée reçue depuis le XXe siècle, on ne voit pas que Molière ait eu à souffrir des polémiques occasionnées par ses trois pièces réputées les plus audacieuses. Comédies-ballets créées à la cour et comédies unies créées à la ville ou à la cour alternent avec un succès qui se dément rarement jusqu'à la mort de Molière en février 1673. Et les critiques qui ont cru que Le Misanthrope, créé en juin 1666, manifestait le désarroi de Molière face aux difficultés rencontrées par Le Tartuffe n'ont sans doute pas pris suffisamment en compte le témoignage, il est vrai tardif, de Nicolas Boileau, selon lequel Le Misanthrope aurait été entrepris dès le commencement de 1664, c'est-à-dire parallèlement au Tartuffe.
Certes, Molière dut patienter cinq ans avant que son Tartuffe reçoive enfin l'autorisation d'être représenté en public, et il lui fallut transformer sa pièce pour en gommer le côté trop manifeste de satire de la dévotion. L'Église et les dévots ne furent cependant pas dupes et continuèrent de juger la pièce dangereuse. Si Molière n'a jamais voulu renoncer à cette pièce, quoique interdite, c'est qu'il se savait soutenu par les personnages les plus puissants de la cour, à commencer par le roi lui-même, et qu'il était certain qu'une comédie qui ridiculisait les dévots attirerait la foule dans son théâtre.
Parallèlement, Molière put donner l'impression de s'orienter vers des sujets en apparence inoffensifs : c'est du moins ainsi que l'interprétèrent les critiques du XXe siècle. En fait, Molière passa d'une satire à une autre, en apparence plus inoffensive et moins dangereuse : celle de la médecine et des médecins — dont plusieurs chercheurs ont montré les liens avec la satire anti-religieuse.

#### La troupe
La troupe est d’une stabilité exemplaire. À Pâques 1670, elle compte encore trois acteurs du temps de l’Illustre Théâtre : Molière, Madeleine Béjart et sa sœur Geneviève. Sept en faisaient partie lors des débuts à Paris (les mêmes plus Louis Béjart et le couple De Brie). Neuf y jouent depuis le remaniement de 1659 (les mêmes, plus La Grange et Du Croisy).

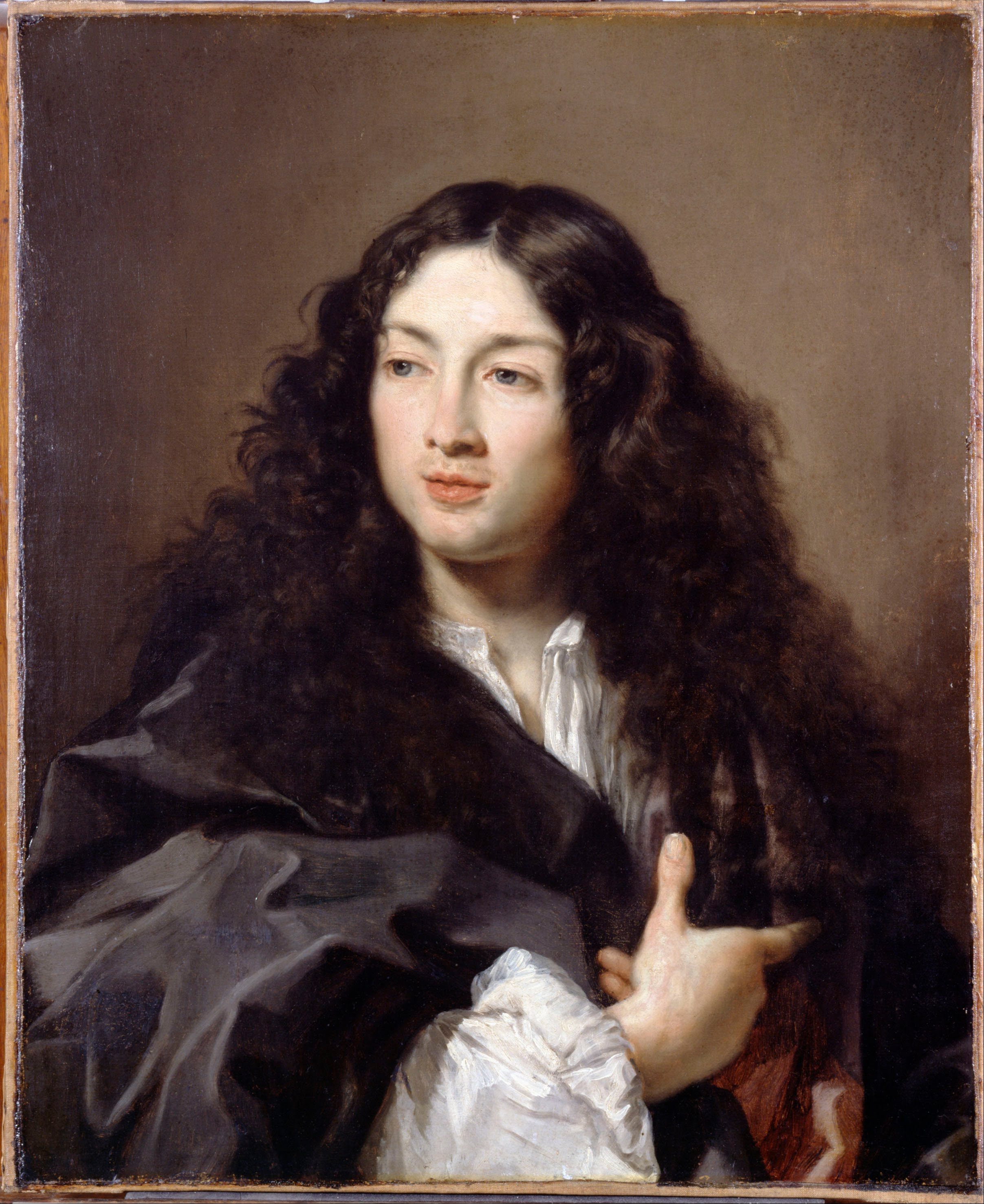
Michel Baron vers 1670, par Claude Lefèbvre.

Les nouveaux sont La Thorillière (1662), Armande Béjart (1663) et André Hubert (1664). Un seul départ volontaire : celui de Marquise Du Parc, qui, à Pâques 1667, passe à l'hôtel de Bourgogne, où elle créera le rôle-titre de l’Andromaque de Racine. Un seul départ à la retraite : celui de L'Espy, frère de Jodelet. En 1670, Louis Béjart demande à son tour à quitter le métier ; il a 40 ans. Les comédiens s’engagent à lui verser une pension de 1000 livres aussi longtemps que la troupe subsiste.
En avril 1670, le jeune Michel Baron, alors âgé de 17 ans, entre dans la troupe. Molière tenait tellement à l’y avoir qu'il avait obtenu une lettre de cachet du roi pour l’enlever, malgré son contrat, à la troupe de campagne dont il faisait partie. Ce dernier a une part et le couple Beauval, comédiens chevronnés, une part et demie. La compagnie compte désormais huit comédiens et cinq comédiennes, pour douze parts et demie.
Madeleine Béjart meurt le 17 février 1672, un an jour pour jour avant Molière. Elle est inhumée sans difficulté sous les charniers de l'église Saint-Paul. Elle a en effet reçu les derniers sacrements, après avoir signé (sous la contrainte) l'acte de renonciation solennelle à la profession de comédienne. Elle jouissait d’une large aisance. Son testament favorise grandement sa sœur (ou sa fille) Armande.
Pour les comédiens de Molière, c’est la prospérité. Pour les cinq dernières saisons (1668-1673), le bénéfice total annuel de la troupe — revenus du théâtre, gratifications pour les représentations privées données à des particuliers, gratifications du roi et pension du roi — s'élève en moyenne à 54 233 livres, contre 39 621 livres les cinq saisons précédentes, à répartir en douze parts environ.
Molière est riche. Roger Duchêne a calculé que, pour la saison 1671-1672, sa femme et lui ont reçu 8 466 livres à eux deux pour leurs parts de comédiens, plus ce que Molière a eu de la troupe comme auteur et ce que les libraires lui ont versé pour la publication de ses pièces. Il s’y ajoute les rentes des prêts qu’il a consentis et les revenus qu’Armande tire de l’héritage de Madeleine, soit au total plus de 15 000 livres, l’équivalent, ajoute Duchêne, du montant de la pension que verse Louis XIV au comte de Grignan pour exercer sa charge de lieutenant général au gouvernement de la Provence.
Durant les quatorze saisons de son activité parisienne, entre 1659 et 1673, la troupe a joué quatre-vingt-quinze pièces pour un total de 2 421 représentations, publiques ou privées.

#### Les sept dernières saisons de Molière

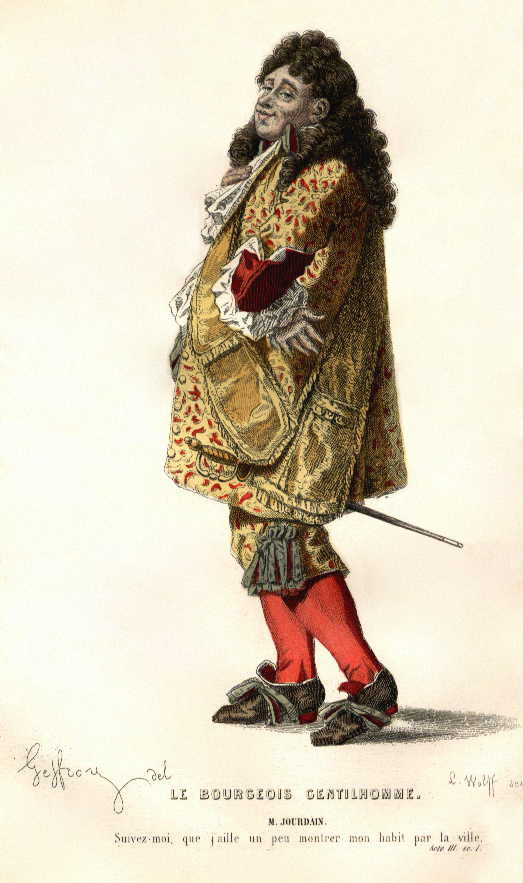
: Suivez-moi, que j'aille un peu montrer mon habit par la ville.

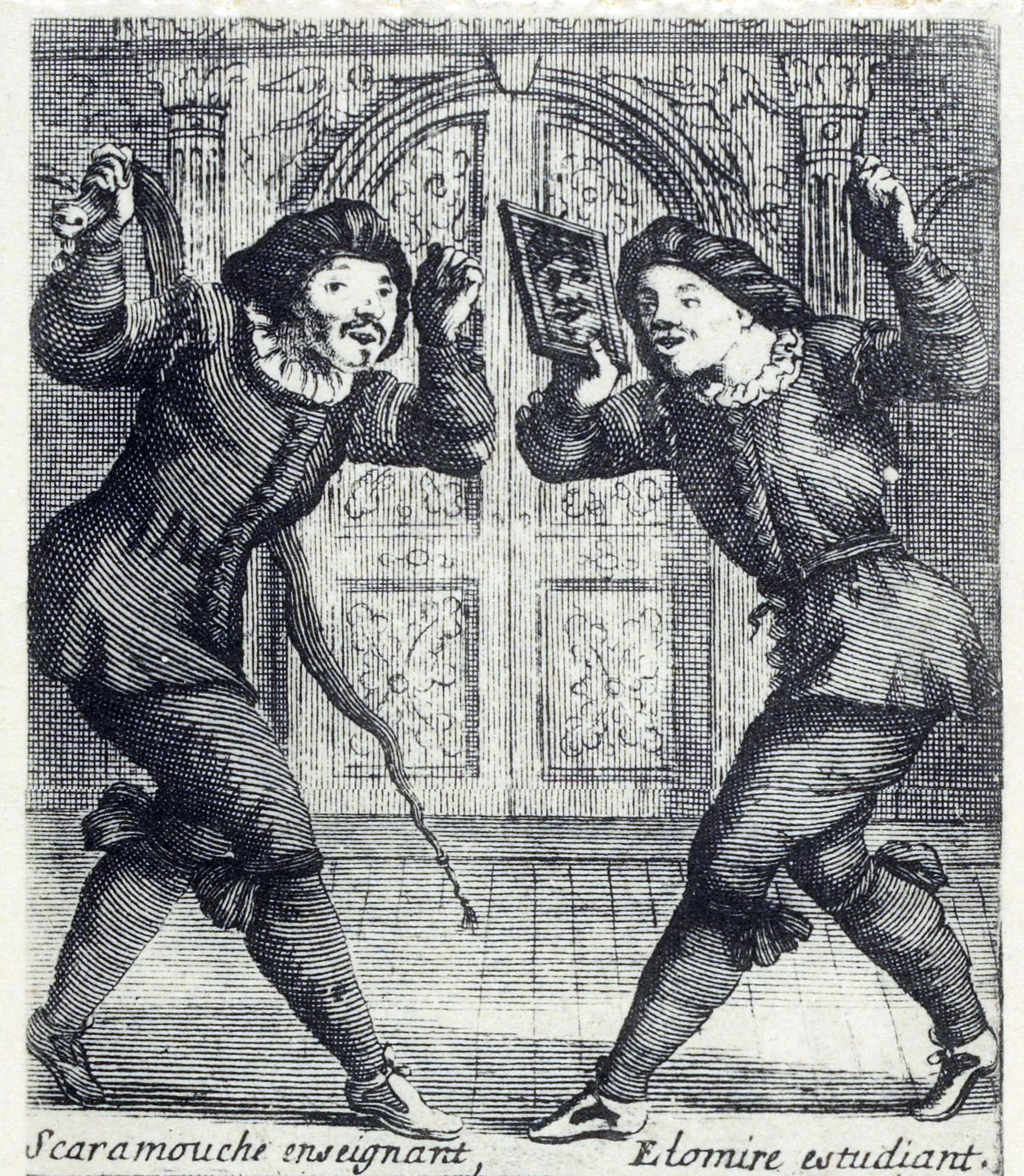
Scaramouche enseignant, Élomire étudiant, détail du frontispice d’Élomire hypocondre, une comédie satirique, représentant à droite Molière (Élomire) en costume de théâtre, s'appliquant, une petite glace dans la main droite, à copier les gestes, attitudes et jeux de physionomie de Tiberio Fiorilli, dit Scaramouche.

Saison 1665-1666 : le 14 septembre 1665, la Troupe du Roi crée devant la cour réunie à Versailles L'Amour médecin, comédie-ballet en trois actes et en prose. Ce « petit impromptu » a été, écrit Molière dans sa préface, « proposé, fait, appris et représenté en cinq jours ».
Décembre 1665 : très longue interruption des représentations de la troupe. Le bruit court que Molière est malade.
Saison 1666-1667 : en mars, paraît la première véritable édition de ses Œuvres complètes en deux volumes et à pagination continue. Elle contient neuf pièces et est imprimée et mise en vente par un cartel de huit libraires, avec des « lettres [de privilège] obtenues par surprise », ce qui amènera Molière à confier la publication de sa comédie suivante, Le Misanthrope, à un libraire, Jean Ribou, qui en 1660 avait piraté Les Précieuses ridicules et Sganarelle ou le Cocu imaginaire.
Le 4 juin 1666, il donne la première représentation publique du Misanthrope, sa 16e pièce, dans laquelle il joue le rôle d'Alceste. Cette « grande comédie » est une pièce « ambigüe et particulièrement riche […] qui représente un point d'équilibre entre toutes les expériences dramaturgiques de Molière ». Au lieu de montrer un amoureux dont les desseins sont contrariés par un rival ou un père intransigeant, le protagoniste y est son propre adversaire. La pièce sera jouée 299 fois jusqu’à la fin du règne de Louis XIV (1715).
Le 6 août, au Palais-Royal, Molière crée Le Médecin malgré lui, qu'il appelle une « petite bagatelle ». Selon son contemporain Subligny : « Cette bagatelle est d'un esprit si fin / Que […] / L'estime qu'on en fait est une maladie / Qui fait que dans Paris tout court au Médecin. »
Le 1er décembre 1666, la troupe part à Saint-Germain pour de grandes fêtes données par le roi, qui mobilisent toutes les troupes de Paris et dureront jusqu’au 27 février 1667. Elle joue dans le Ballet des Muses et donne trois comédies (Pastorale comique, Mélicerte et Le Sicilien). Le poète de la cour Benserade écrit à cette occasion : « Le célèbre Molière est dans un grand éclat / Son mérite est connu de Paris jusqu’à Rome. / Il est avantageux partout d’être honnête homme / Mais il est dangereux avec lui d’être un fat. »
Mars-décembre 1667 : maladie de Molière.
Le 10 juin, première du Sicilien à Paris. La recette est la plus faible jamais réalisée par la création d'une pièce de Molière. Celle-ci est toutefois considérée comme la meilleure partition musicale de Lully, grâce à « un heureux équilibre entre l'alternance des intermèdes musicaux, le parlé, le chanté et les ensembles vocaux ».
Le 5 août, création de L'Imposteur, réécriture du Tartuffe, interdit immédiatement. Ordonnance de Péréfixe qui menace d'excommunication toute personne qui verrait, lirait ou écouterait cette pièce. Molière se retire de la scène pendant plusieurs mois.
Saison 1667-1668 : le 13 janvier 1668, Amphitryon, comédie en trois actes et en vers libres adaptée de Plaute, est créé au Palais-Royal. Le roi et la cour assistent à la 3e représentation aux Tuileries.
Outre son appartement parisien, Molière loue une maison à Auteuil, où il se retire pour lire et se reposer, et où il invite ses amis, notamment Chapelle.
Saison 1668-1669 : c’est une saison faste. Pour célébrer la paix d’Aix-la-Chapelle (mai 1668), le roi donne à sa cour des fêtes grandioses. Plus de deux mille personnes assistent au Grand Divertissement royal, pastorale avec chants et danse. La musique est de Lully, le texte de Molière. La comédie George Dandin est enchâssée dans la pastorale.
L’Avare, comédie en cinq actes et en prose, est créé le 9 septembre au Palais-Royal. Après Amphitryon créé en janvier, c’est la deuxième pièce adaptée de Plaute en une année. Molière la jouera 47 fois dans son théâtre. Les recettes, assez modestes, montrent à l'évidence que le public ne s'est pas passionné pour la pièce, alors que celle-ci deviendra l’un de ses plus grands succès. L'Avare est parfois caractérisé, à l'instar du Misanthrope et des Femmes savantes, comme une « comédie sérieuse », Harpagon n’étant pas un personnage entièrement comique. Le triomphe du Tartuffe, enfin joué librement le 5 février 1669, va faire oublier le relatif échec de L'Avare.
Saison 1669-1670 : la troupe a suivi la cour à Chambord du 17 septembre au 20 octobre 1669. C’est là qu’est joué Monsieur de Pourceaugnac, nouvelle comédie-ballet, où « l'action comique s'intègre à ce qui devient un spectacle total, auquel tous les arts sont appelés à participer ». La pièce est plus dure pour les médecins que Le Malade imaginaire, aussi âpre que L'Amour médecin. Reprise à Paris en novembre, elle y obtient un vif succès.
Pour le carnaval, un spectacle est commandé à Molière : ce seront Les Amants magnifiques, comédie en cinq actes et en prose, « mêlée de musique et d'entrées de ballet ». Le spectacle donné à Saint-Germain, en février 1670, « dépasse en pompe et en magnificence toutes les représentations antérieures […] Le roi participe au ballet dans le rôle de Neptune, puis d'Apollon ».

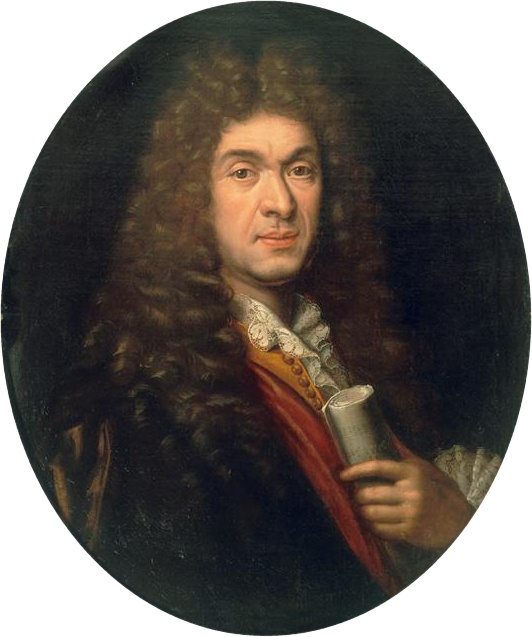
Jean-Baptiste Lully.

Saison 1670-1671 : Louis XIV, qui vient de recevoir à Versailles l'ambassadeur ottoman Soliman Aga, veut donner à sa cour une comédie-ballet où des Turcs apparaissent sur scène à leur désavantage. Molière compose le texte, Lully la musique : l'ensemble donne Le Bourgeois gentilhomme. Le texte et l'intrigue n'ont ici qu'une importance secondaire, l'accent étant mis sur le côté spectaculaire d'une pièce qui se termine dans une « apothéose burlesque ». Donnée sept fois devant la cour en octobre 1670, puis au Palais-Royal à partir du 23 novembre, la pièce est « si populaire que tout Versailles et Paris en chantaient les airs ».
En janvier 1671, dans la grande salle des Tuileries, la Troupe du Roi crée devant la cour la tragédie-ballet de Psyché. Pressé par le temps, Molière a dû demander l'aide de Pierre Corneille et Philippe Quinault pour la versification. La musique est de Lully. La jeune Esprit Madeleine Poquelin joue le rôle d'une petite Grâce accompagnant Vénus.
Saison 1671-1672 : Les Fourberies de Scapin, créées le 24 mai 1671, sont un échec : 18 représentations seulement, avec des recettes de plus en plus faibles. À croire que le public a partagé l'opinion que Boileau exprimera deux ans plus tard dans son Art poétique : « Dans ce sac ridicule où Scapin s'enveloppe, / Je ne reconnais pas l'auteur du Misanthrope. » La pièce connaîtra le succès après la mort de Molière : 197 représentations de 1673 à 1715.
En décembre 1671, le roi commande pour l’arrivée de la nouvelle épouse de Monsieur un ballet, La Comtesse d'Escarbagnas, joué plusieurs fois devant la cour.
Le 11 mars 1672, Les Femmes savantes, septième et dernière grande comédie en cinq actes et en vers de Molière, est créée au Palais-Royal. C'est un franc succès : 1 735 livres de recette. Bussy-Rabutin estime que c'est « un des plus beaux ouvrages de Molière ». La pièce sera affichée sans discontinuer jusqu'au 15 mai, en deçà et au-delà du relâche de Pâques. Le roi la verra deux fois, la première à Saint-Cloud, le 11 août, la seconde le 17 septembre 1672 à Versailles ; ce sera alors la dernière fois que Molière jouera à la cour.

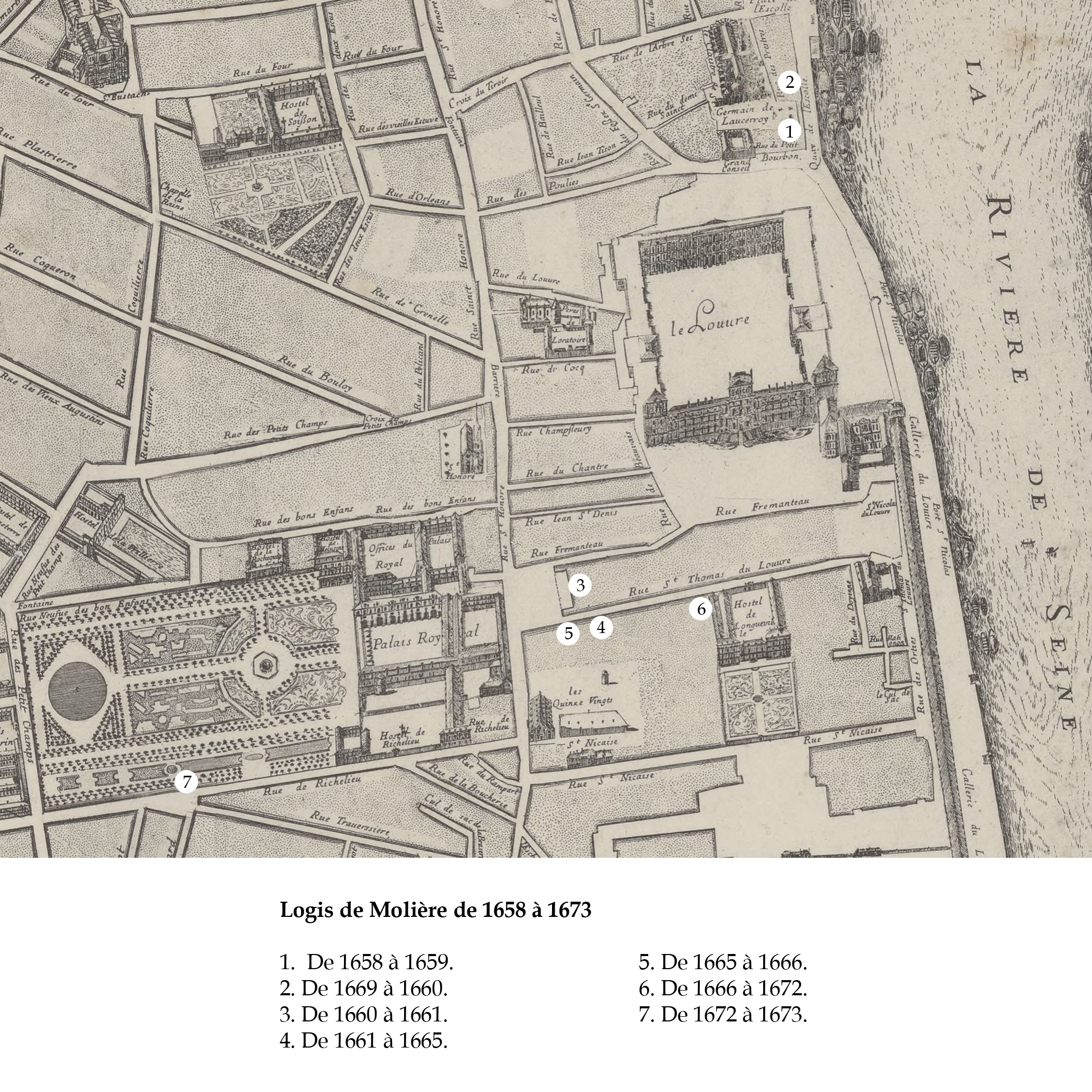
Logis de Molière de 1658 à 1673.

Le 1er octobre 1672, Molière et sa famille s’installent rue de Richelieu, dans une vaste maison à deux étages avec entresol.
Le 10 février 1673, la troupe donne la première représentation du Malade imaginaire, « comédie mêlée de musique et de danse » employant huit chanteurs et nombre de danseurs et musiciens. Loin d'être secondaires, les intermèdes musicaux occupent plus d'une heure dans la pièce et la musique de Charpentier, « soumise au sens des paroles, leur prête une force expressive plus grande ». C'est un succès : « Les trois premières représentations rapportèrent respectivement 1 992, 1 459 et 1 879 livres. » La quatrième sera fatale à Molière.
Avec Monsieur de Pourceaugnac (1669), Le Bourgeois gentilhomme (1670) et Le Malade imaginaire (1673), Molière est parvenu, écrit Georges Forestier, « à sublimer à la fois la formule de la farce et celle de la comédie-ballet dans un spectacle total où le ballet rythme le déroulement de la comédie, où la farce déborde la comédie pour rendre burlesque le ballet, où le déguisement, arme ordinaire des habiles contre le personnage ridicule, devient mascarade à laquelle on force celui-ci à participer ». En même temps, comme le fait remarquer Ramon Fernandez, Monsieur de Pourceaugnac présente « un monde cynique, indifférent au bien et au mal », comme c'était déjà le cas dans Amphitryon, George Dandin et L’Avare : Molière s'est désintéressé de la leçon morale de la comédie.

#### Le conflit avec Lully et la réponse de Molière

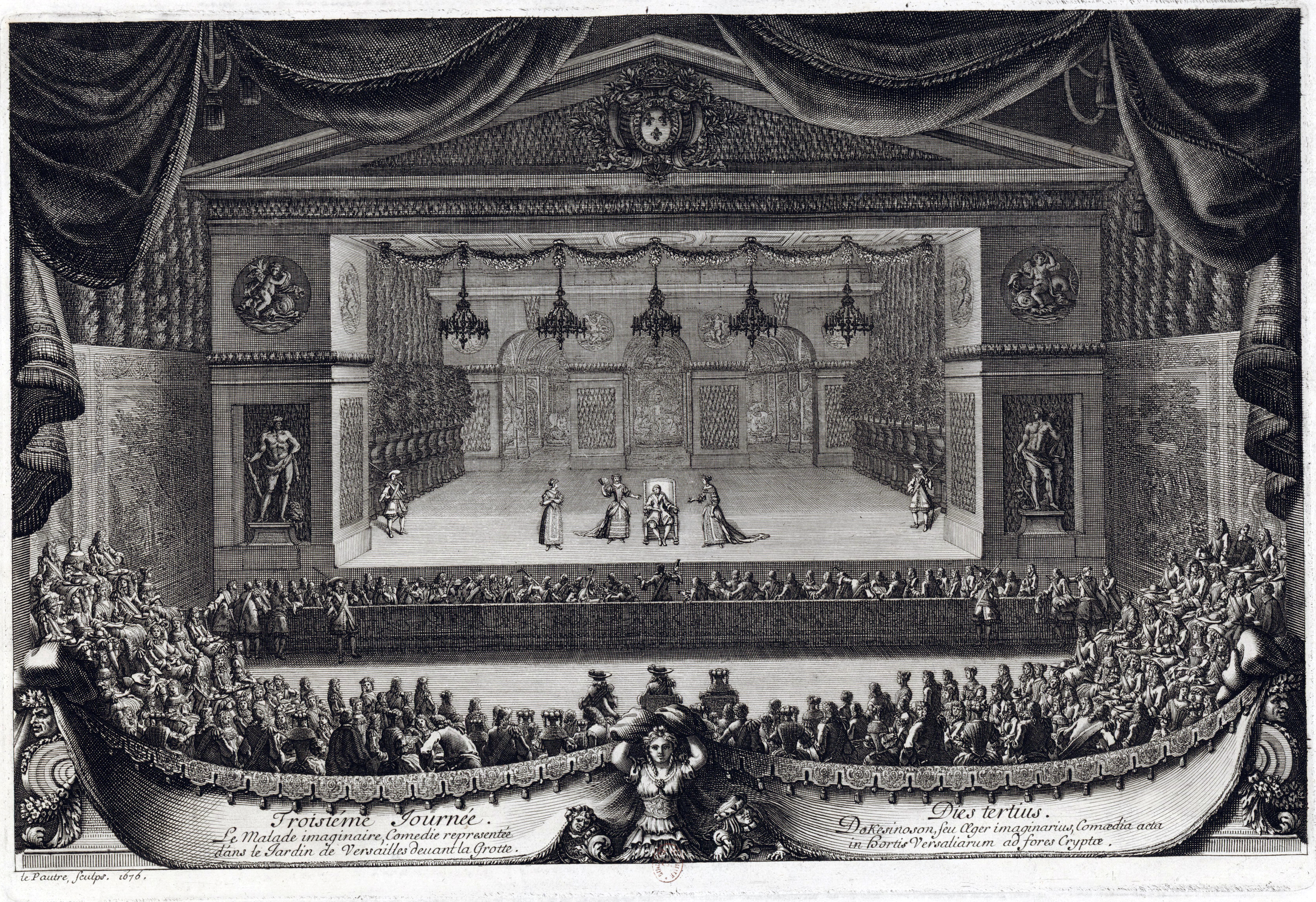
Le Malade imaginaire à Versailles. Par suite du conflit de Molière avec Lully, le roi ne verra la pièce de Molière avec la musique de Charpentier qu’en 1674 à Versailles, devant la grotte de Thétis. Gravure de Jean Le Pautre.

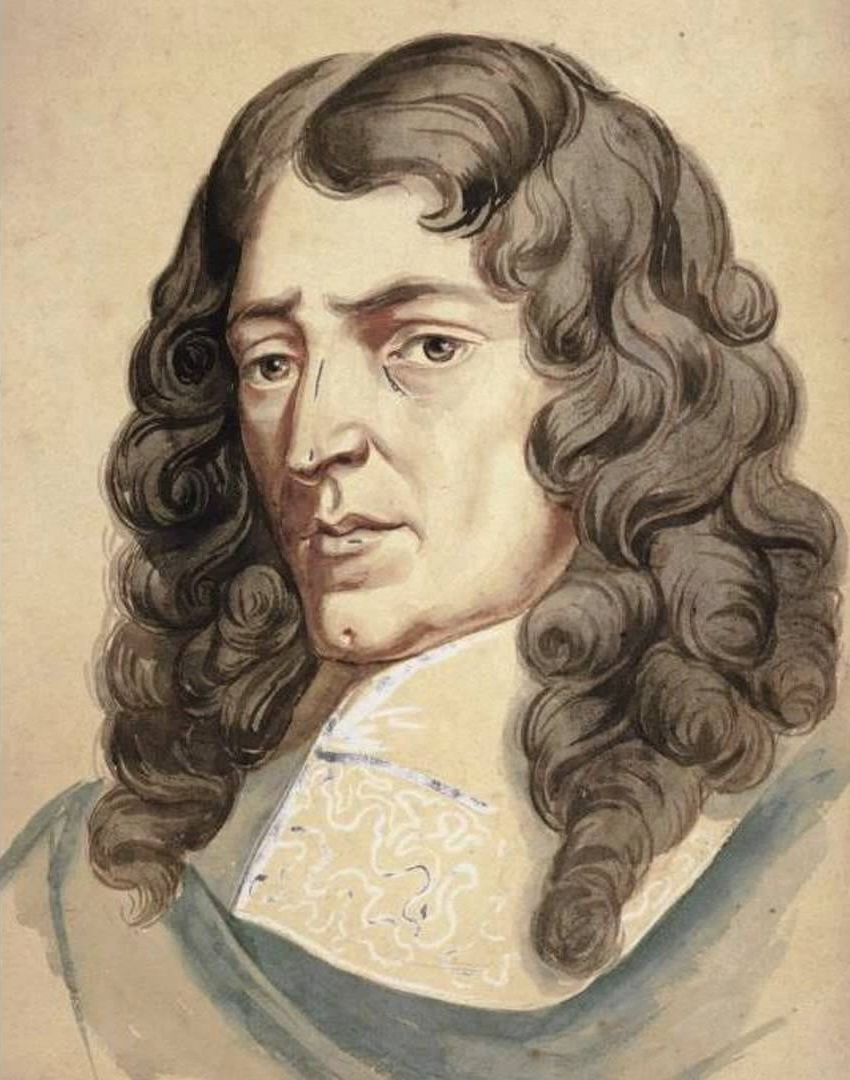
Marc-Antoine Charpentier.

À partir de 1664, et pendant huit ans, Molière et Lully, surintendant de la musique royale, collaborent avec succès, Lully composant la musique des comédies de Molière pour les grandes fêtes royales. Comme Molière, il pensait jusqu’alors l’opéra en français impossible. Le succès de Pomone, premier opéra français, le fait changer d’avis. En mars 1672, Lully obtient du roi l’exclusivité des spectacles chantés et interdit aux troupes théâtrales de faire chanter une pièce entière sans sa permission. La troupe de Molière proteste, une bonne partie de son répertoire étant constituée de comédies-ballets. Le 29 mars 1672, le roi lui accorde la permission d’employer 6 chanteurs et 12 instrumentistes, à peu près l’effectif utilisé par son théâtre.
Le 8 juillet 1672, La Comtesse d'Escarbagnas est donnée au Palais-Royal avec une musique nouvelle de Marc-Antoine Charpentier, récemment revenu de ses études à Rome. En septembre, un nouveau privilège accorde à Lully la propriété des pièces dont il fera la musique. Molière confie aussi à Marc-Antoine Charpentier les intermèdes musicaux de pièces anciennes qu'il reprend, tel Le Mariage forcé dont le trio burlesque « La, la, la, la, bonjour » est resté célèbre.
Le goût du roi va à l’opéra, au détriment de ce que pratique Molière, attaché à l’importance du texte parlé et à la primauté de l’écrivain sur le musicien. Mais le roi aime aussi la comédie. Le succès du Bourgeois gentilhomme — pièce qui annonce à beaucoup d'égards Le Malade imaginaire — et le triomphe de Psyché avec une musique de Marc-Antoine Charpentier au Palais-Royal, le 11 novembre 1672, lui ont aussi confirmé que la troupe peut prospérer en jouant des pièces avec ballets et parties chantées pour le seul public parisien.

#### «Malade imaginaire» et maladie réelle: légendes et réalités
Depuis le XVIIIe et surtout le XIXe siècle, amateurs de Molière et historiens se sont interrogés sur la santé de cet auteur qui a été emporté par la maladie au sortir de la quatrième représentation du Malade imaginaire, le 17 février 1673, et ils ont reconstruit l'histoire de sa santé à partir de la fin. Découvrant que Molière était resté éloigné du théâtre à deux reprises en février 1666 et en avril 1667 et qu'on avait alors craint pour sa vie – le 28 février 1666, le protestant Élie Richard écrit à son cousin Élie Bouhéreau, qui habite Dublin : « Molière qu’on a cru mort se porte bien. » et en avril 1667 le gazetier Charles Robinet écrit : « Le bruit a couru que Molière / Se trouvait à l’extrémité / Et proche d’entrer dans la bière. » – ils en ont déduit que des rumeurs avaient commencé à courir sur sa santé dès 1665 et qu'il aurait rechuté en 1666, premières atteintes du mal qui allait le ronger puis l'emporter huit ans plus tard. En fait, les gazetiers, qui ont continué à signaler les maladies et les fièvres qui mettaient en danger les personnages les plus importants de Paris et de la Cour et qui avaient les yeux constamment fixés sur Molière, n'ont plus jamais signalé quelque maladie, quelque défaillance, quelque accès de fièvre et ont manifesté, comme tous les contemporains, une surprise extrême à l'annonce de sa mort (voir l'article Mort de Molière).
De la même manière, les historiens ont lu au sens littéral des passages contenus dans une comédie-pamphlet intitulée Élomire hypocondre (1670) : « C'est une grosse toux, avec mille tintouins / Dont l'oreille me corne. » Mais la lecture de l'ensemble du texte fait découvrir au contraire que c'est un Molière en pleine forme qui énonce ce symptôme et que sa femme se désespère de voir qu'il se croit malade alors qu'il a toute sa santé : l'intention de l'auteur d'Élomire hypocondre était de retourner contre Molière la satire anti-médicale contenue dans la plus récente comédie-ballet de Molière (Monsieur de Pourceaugnac) et de présenter Molière comme un hypocondriaque qui se croit malade et veut consulter des médecins et des guérisseurs qui se moquent de lui.

Dans la préface de l'édition posthume des Œuvres de Monsieur de Molière, attribuée à La Grange, un comédien entré dans la troupe en 1659 et qui y est resté jusqu'à la fin, ce dernier écrit : 

« Lorsqu'il commença les représentations de cette agréable comédie [Malade imaginaire], il était malade en effet d'une fluxion sur la poitrine qui l'incommodait beaucoup, et à laquelle il était sujet depuis quelques années. Il s’était joué lui-même sur cette incommodité dans la cinquième scène du second Acte de L’Avare, lorsqu'Harpagon dit à Frosine : « Je n’ai pas de grandes Incommodités Dieu merci, il n’y a que ma fluxion qui me prend de temps en temps ; » À quoi Frosine répond : « Votre fluxion ne vous sied point mal, et vous avez grâce à tousser. » Cependant, c'est cette toux qui a abrégé sa vie de plus de vingt ans. »

Après la mort de Molière, aucune des très nombreuses épitaphes qui circuleront dans les semaines et les mois suivants ne laissera pourtant entendre que Molière était malade ; bien au contraire, beaucoup joueront avec le paradoxe que Molière, à jouer le malade et à feindre le mort en scène, a été rattrapé par la maladie et par la mort qui s'est ainsi vengée.

C'est à partir d'un roman biographique diffamatoire entièrement tourné contre Armande Béjart (La Fameuse Comédienne, anonyme, 1688) qu'est apparu le thème d'un Molière hanté par les infidélités de sa femme et progressivement rongé par la jalousie au point de s'en rendre de plus en plus malade. La même idée sera reprise par son premier biographe, Grimarest (La Vie de M. de Molière, 1705), ouvrage qui pourrait ensuite avoir influencé divers recueils de souvenirs sur le grand comédien. Ainsi lit-on, sous la plume de Jacques de Losme de Montchesnay (1666-1740), confident de Boileau, l'anecdote selon laquelle cet ami de Molière lui aurait conseillé de quitter le théâtre, du moins comme acteur : 

« Deux mois avant la mort de Molière, M. Despréaux alla le voir et le trouva fort incommodé de sa toux et faisant des efforts de poitrine qui semblaient le menacer d'une fin prochaine. Molière, assez froid naturellement, fit plus d'amitié que jamais à M. Despréaux. Cela l'engagea à lui dire : Mon pauvre M. Molière, vous voilà dans un pitoyable état. La contention continuelle de votre esprit, l'agitation continuelle de vos poumons sur votre théâtre, tout enfin devrait vous déterminer à renoncer à la représentation. À quoi le comédien aurait répondu : « Ah, Monsieur ! répondit Molière, que me dites-vous là? Il y a un honneur pour moi à ne point quitter ». »

 La maladie devait toutefois progresser et se transformer en bronchite chronique pour finalement dégénérer en pneumonie ou en pleurésie. C'est à partir de ces divers témoignages — considérés comme de simples « anecdotes » par plusieurs spécialistes —, que l'histoire de la création de sa dernière comédie a été reconstituée. Il est en effet frappant qu'en 1673, Molière crée au Palais-Royal une comédie mêlée de musique (de Marc-Antoine Charpentier) et de danses, Le Malade imaginaire, sa trentième pièce, dans laquelle il joue le personnage d'Argan, qui doit feindre d'être mort et dont une des répliques est précisément : « N'y a-t-il point quelque danger à contrefaire le mort ? » Beaucoup de critiques ont dès lors estimé que le choix d'un tel sujet ne saurait être attribué à une pure coïncidence. Patrick Dandrey y voit « une forme d'exorcisme, de dénégation symbolique du mal ». D'autres critiques ont reconstitué tout le parcours de Molière à partir de cette dernière pièce, tel Gérard Defaux, selon qui Molière était certainement conscient qu'il allait livrer sa dernière pièce :

« À considérer [cette pièce] dans une perspective aussi globale que possible, celle de l'œuvre entière, de sa cohérence interne, de son déroulement parfaitement maîtrisé, de son dynamisme et de sa croissance pour ainsi dire organiques, l'impression s'impose très vite que Molière a composé sa dernière comédie en sachant qu'elle serait la dernière, qu'il allait bientôt mourir et que ses jours étaient comptés. Non seulement parce que la maladie, imaginaire ou non, en fournit le sujet, et que, même en apparence surmontée, l'angoisse de la mort y est bien évidemment partout présente. Mais aussi, et surtout, parce que cette comédie constitue une véritable somme de sa pensée et de son art, en quelque sorte son testament comique. »

### Une mort légendaire

#### Les circonstances

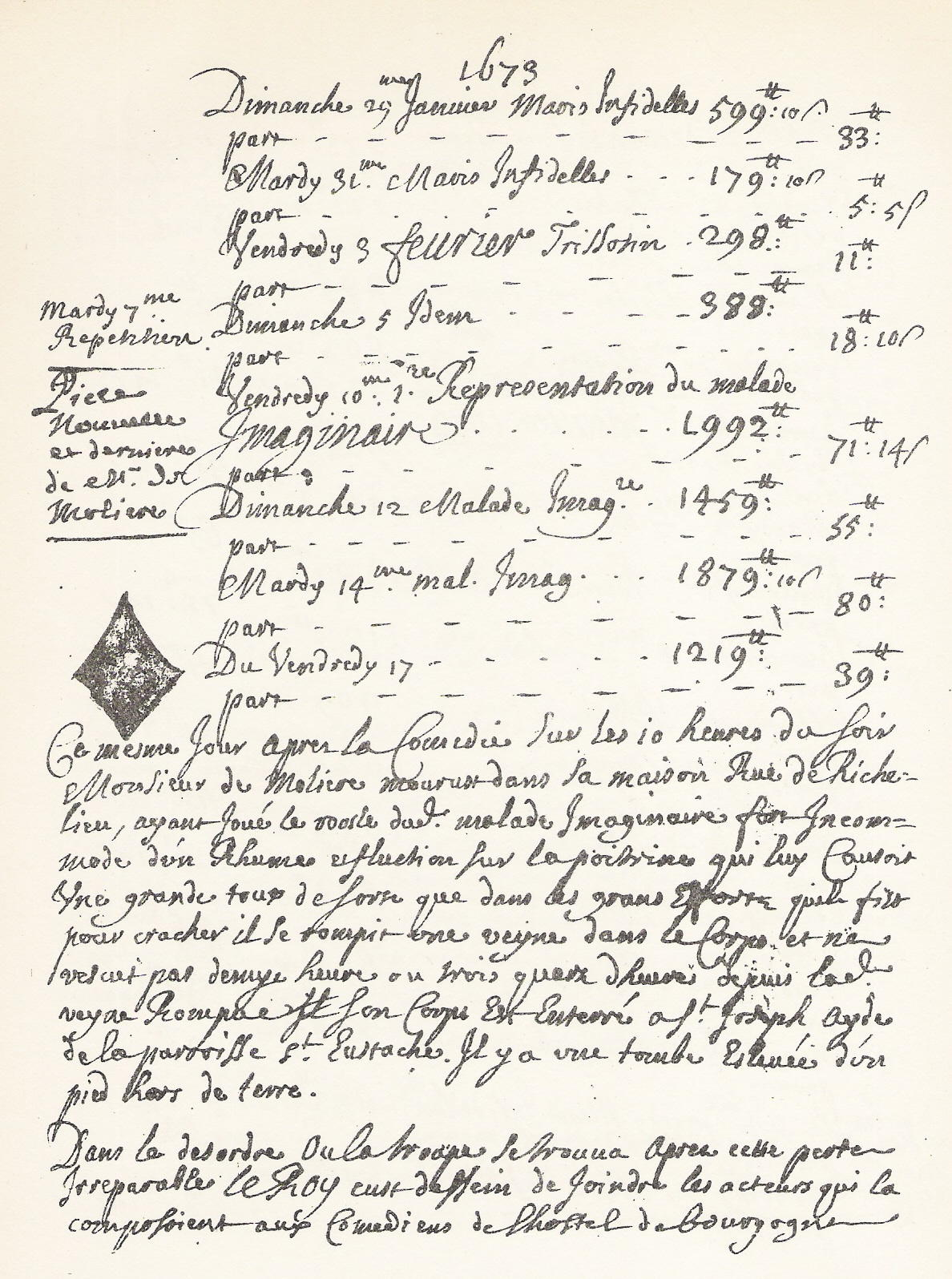
Page du Registre de relatant la mort de Molière.

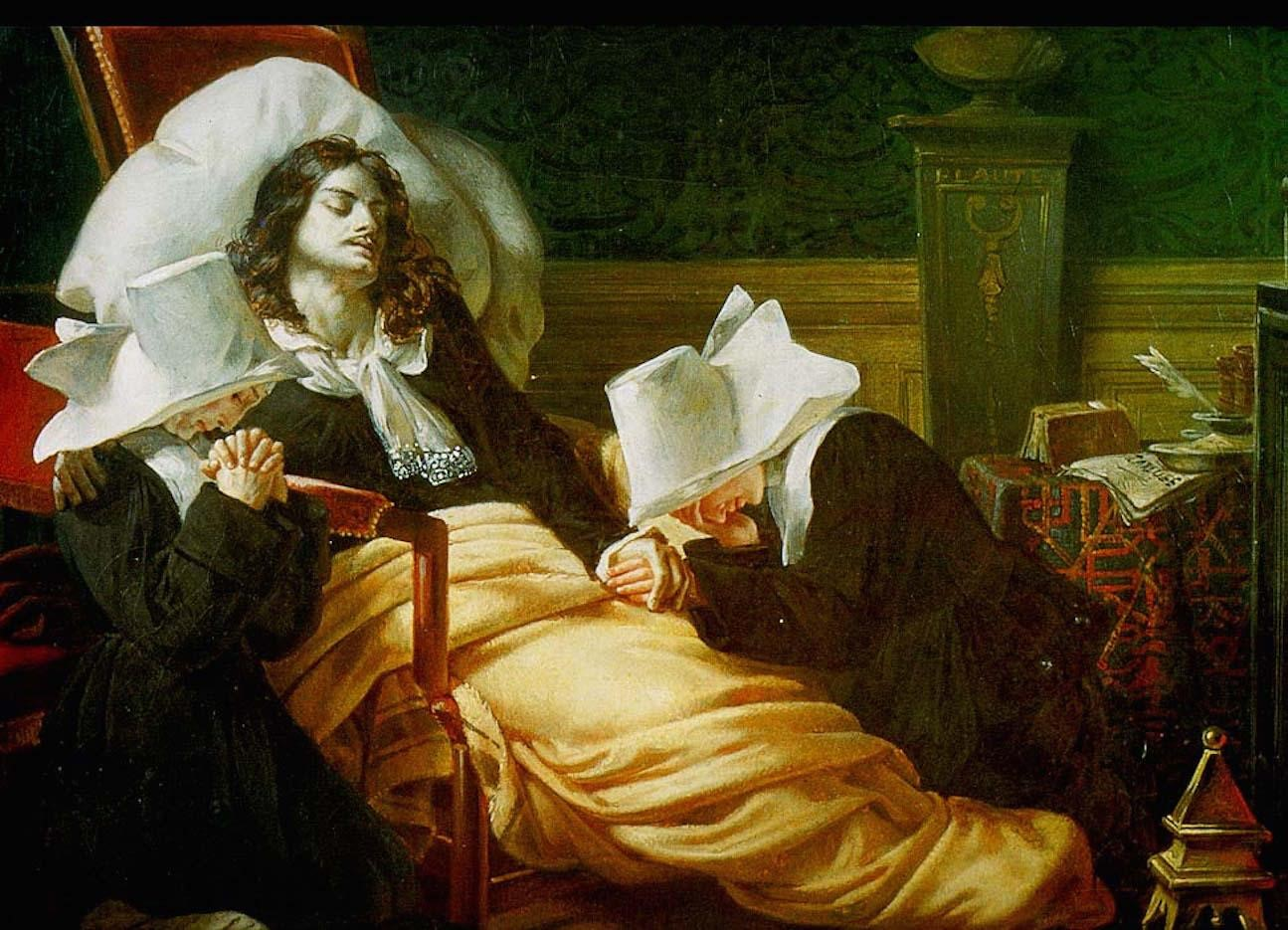
Molière mourant assisté de deux sœurs de la charité, toile de Pierre-Auguste Vafflard (1806).

Le 17 février 1673, un an jour pour jour après la mort de Madeleine Béjart, la Troupe du Roy donne la quatrième représentation du Malade imaginaire. Molière, qui y tient le rôle d'Argan, se sent plus fatigué qu'à l'ordinaire par sa « fluxion de poitrine », mais il refuse d'annuler la représentation. Selon le témoignage de La Grange (ci-contre), la mort serait survenue sur les dix heures du soir au 40, rue de Richelieu, ce que confirme la requête qu'Armande Béjart, veuve du défunt, a fait parvenir à l’archevêque de Paris, et dans laquelle elle fournit divers détails omis par Grimarest, notamment les allées et venues qui ont duré plus d’une heure et demie pour trouver un prêtre. Cette requête est le témoignage le plus fiable avec celui de La Grange.
L'idée selon laquelle il fut pris d'un malaise sur scène et qu'il était « si fort travaillé de sa fluxion qu'il eut de la peine à jouer son rôle » n'apparaît que dans des récits romancés postérieurs qui s'accordent seulement sur le fait qu'il mourut quelques heures plus tard.
Se fondant sur les souvenirs très peu fiables (si l'on en croit ses contemporains) de l'acteur Michel Baron, Grimarest a donné un récit circonstancié de cette fin, entièrement centré sur le seul Baron, qui sera repris sous des formes plus ou moins épurées par les historiens des XVIIIe et XIXe siècles, alors même qu'il est par avance contredit par le texte de la requête présentée par Armande Béjart à l'archevêque de Paris au lendemain de la mort de Molière :

« Les comédiens tinrent les lustres allumés, et la toile levée, précisément à quatre heures. Molière représenta avec beaucoup de difficulté, et la moitié des spectateurs s'aperçurent qu'en prononçant juro dans la cérémonie du Malade imaginaire, il lui prit une convulsion. Ayant remarqué lui-même que l'on s'en était aperçu, il se fit un effort et cacha par un ris forcé ce qui venait de lui arriver. Quand la pièce fut finie, il prit sa robe de chambre et fut dans la loge de Baron, et il lui demanda ce que l’on disait de sa pièce. […]. Baron après lui avoir touché les mains qu'il trouva glacées les lui mit dans son manchon pour les réchauffer. Il envoya chercher ses porteurs pour le porter promptement chez lui. […] Quand il fut dans sa chambre, Baron voulut lui faire prendre du bouillon, dont la Molière avait toujours provision pour elle, car on ne pouvait avoir plus de soin de sa personne qu'elle en avait. « Eh ! non, dit-il, les bouillons de ma femme sont de vraie eau forte pour moi ; vous savez tous les ingrédients qu'elle y fait mettre : donnez-moi plutôt un petit morceau de fromage de Parmesan. » La Forest lui en apporta ; il en mangea avec un peu de pain, et il se fit mettre au lit. Il n'y eut pas été un moment qu'il envoya demander à sa femme un oreiller rempli d'une drogue qu'elle lui avait promis pour dormir. « Tout ce qui n'entre point dans le corps, dit-il, je l'éprouve volontiers ; mais les remèdes qu'il faut prendre me font peur ; il ne faut rien pour me faire perdre ce qui me reste de vie. » Un instant après, il lui prit une toux extrêmement forte, et après avoir craché il demanda de la lumière. « Voici dit-il du changement ! » Baron, ayant vu le sang qu’il venait de rendre s'écria avec frayeur. « Ne vous épouvantez point, lui dit Molière, vous m'en avez vu rendre bien davantage. Cependant, ajouta-t-il, allez dire à ma femme qu'elle monte. » Il resta, assisté de deux sœurs religieuses, de celles qui viennent ordinairement à Paris quêter durant le carême, et auxquelles il donnait l'hospitalité. Elles lui donnèrent à ce dernier moment de sa vie tout le secours édifiant que l'on pouvait attendre de leur charité […] Enfin il rendit l'esprit entre les bras de ces deux bonnes sœurs. Le sang qui sortait par sa bouche en abondance l'étouffa. Ainsi, quand sa femme et Baron remontèrent, ils le trouvèrent mort. »

#### L’inhumation

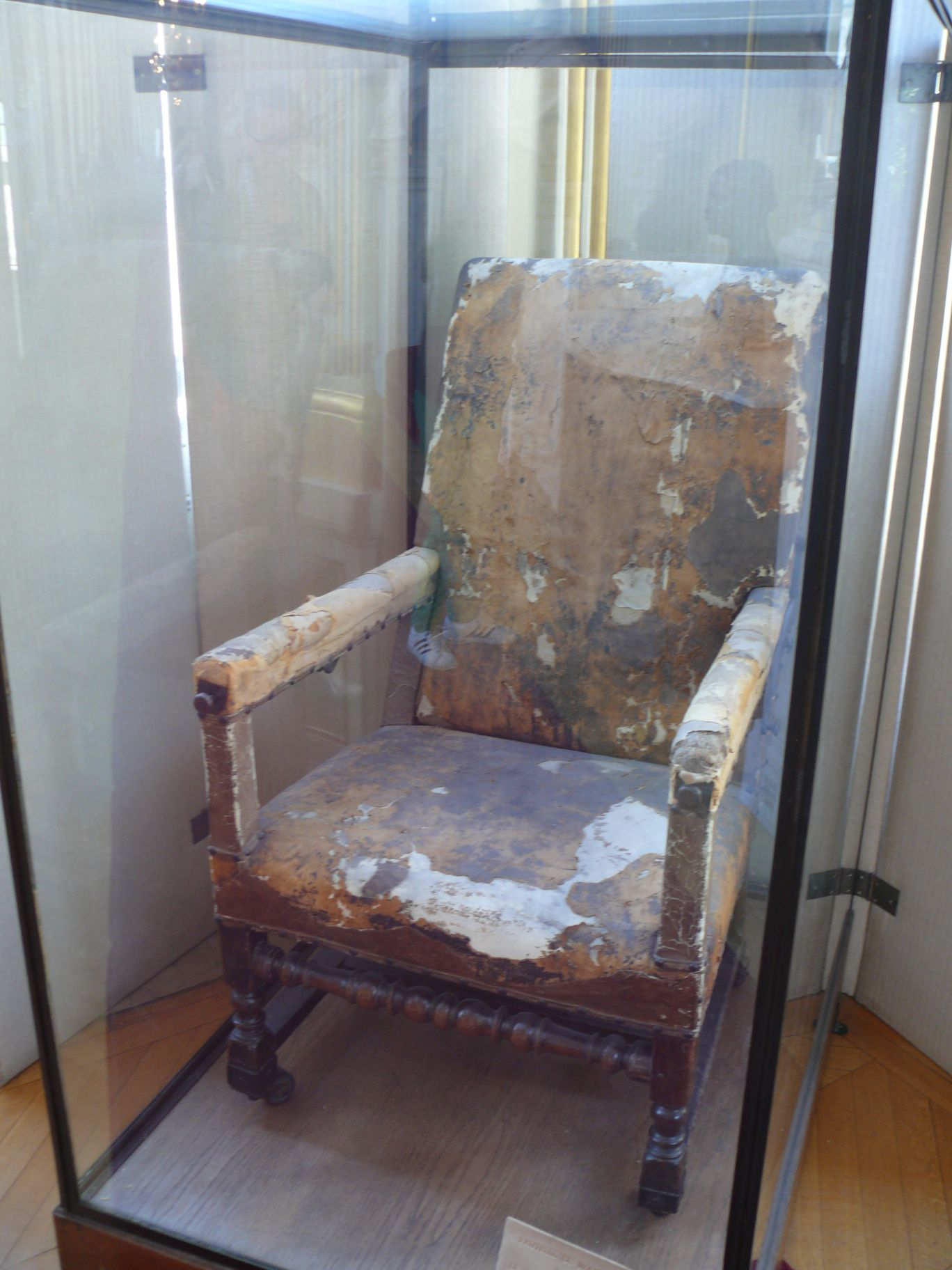
Fauteuil utilisé par Molière lors de sa dernière représentation, exposé à la salle Richelieu de la Comédie-Française. Il est de tradition qu'au jour anniversaire de sa naissance, ce fauteuil descende des cintres au milieu de la troupe au grand complet.

Molière n’ayant pas signé de renonciation à sa profession de comédien, il ne peut recevoir une sépulture religieuse, car le rituel du diocèse de Paris subordonne l’administration des sacrements à cette renonciation faite par écrit ou devant un prêtre. L’Église est embarrassée. Le curé de Saint-Eustache ne peut, sans faire scandale, l’enterrer en faisant comme s’il n’avait pas été comédien. Et, de l’autre côté, refuser une sépulture chrétienne à un homme aussi connu risque de choquer le public. La solution est de s’adresser à l’archevêque de Paris, ce que fait Armande le 18 février dans sa requête, où elle affirme que, des trois prêtres de la paroisse de Saint-Eustache auxquels elle a fait appel pour porter l'extrême-onction à Molière, deux ont refusé de venir et le troisième est arrivé trop tard. Pour plus de sûreté, elle va se jeter aux pieds du roi, qui la « congédie brusquement » tout en faisant écrire à l'archevêque « d'aviser à quelque moyen terme ». Ce dernier, après enquête, « eu égard aux preuves » recueillies, permet au curé de Saint-Eustache d’enterrer Molière, à condition que cela soit « sans aucune pompe et avec deux prêtres seulement, et hors des heures du jour et qu'il ne sera fait aucun service pour lui, ni dans la dite paroisse, ni ailleurs ». Molière est donc enterré de nuit le 21 février dans le cimetière de la chapelle Saint-Joseph.
Le récit de la cérémonie est fait par un témoin anonyme sur un pli adressé à un prêtre de l'église Saint-Joseph :

« Mardi 21 février 1673, sur les neuf heures du soir, l'on a fait le convoi de Jean-Baptiste Poquelin Molière, tapissier, valet de chambre, illustre comédien, sans autre pompe sinon de trois ecclésiastiques ; quatre prêtres ont porté le corps dans une bière de bois couverte du poêle des tapissiers ; six enfants bleus portant six cierges dans six chandeliers d'argent ; plusieurs laquais portant des flambeaux de cire blanche allumés. Le corps pris rue de Richelieu devant l'hôtel de Crussol, a été porté au cimetière de Saint-Joseph et enterré au pied de la croix. Il y avait grande foule de peuple et l'on a fait distribution de mille à douze cents livres aux pauvres qui s'y sont trouvés, à chacun cinq sols. Ledit sieur Molière était décédé le vendredi au soir 17 février 1673. Monsieur l'Archevêque avait ordonné qu'il fût ainsi enterré sans aucune pompe, et même défendu aux curés et religieux de ce diocèse de faire aucun service pour lui. Néanmoins l'on a ordonné quantité de messes pour le défunt. »

Le 9 mars suivant, La Gazette d'Amsterdam consacre un article à la mort et à l'enterrement de Molière. Du 13 au 21 mars suivant, on procède à un inventaire de ses biens.

La fin brutale d'un comédien aussi célèbre et controversé donne lieu à une centaine d’épitaphes et de poèmes. La plupart expriment de l'hostilité à l'égard de Molière, d'autres célèbrent ses louanges, comme l’épitaphe composée par La Fontaine : 
Sous ce tombeau gisent Plaute et Térence,

Et cependant le seul Molière y gît :

Leurs trois talents ne formaient qu’un esprit,

Dont le bel art réjouissait la France.

Ils sont partis, et j’ai peu d'espérance

De les revoir, malgré tous nos efforts ;

Pour un long temps, selon toute apparence,

Térence et Plaute et Molière sont morts.

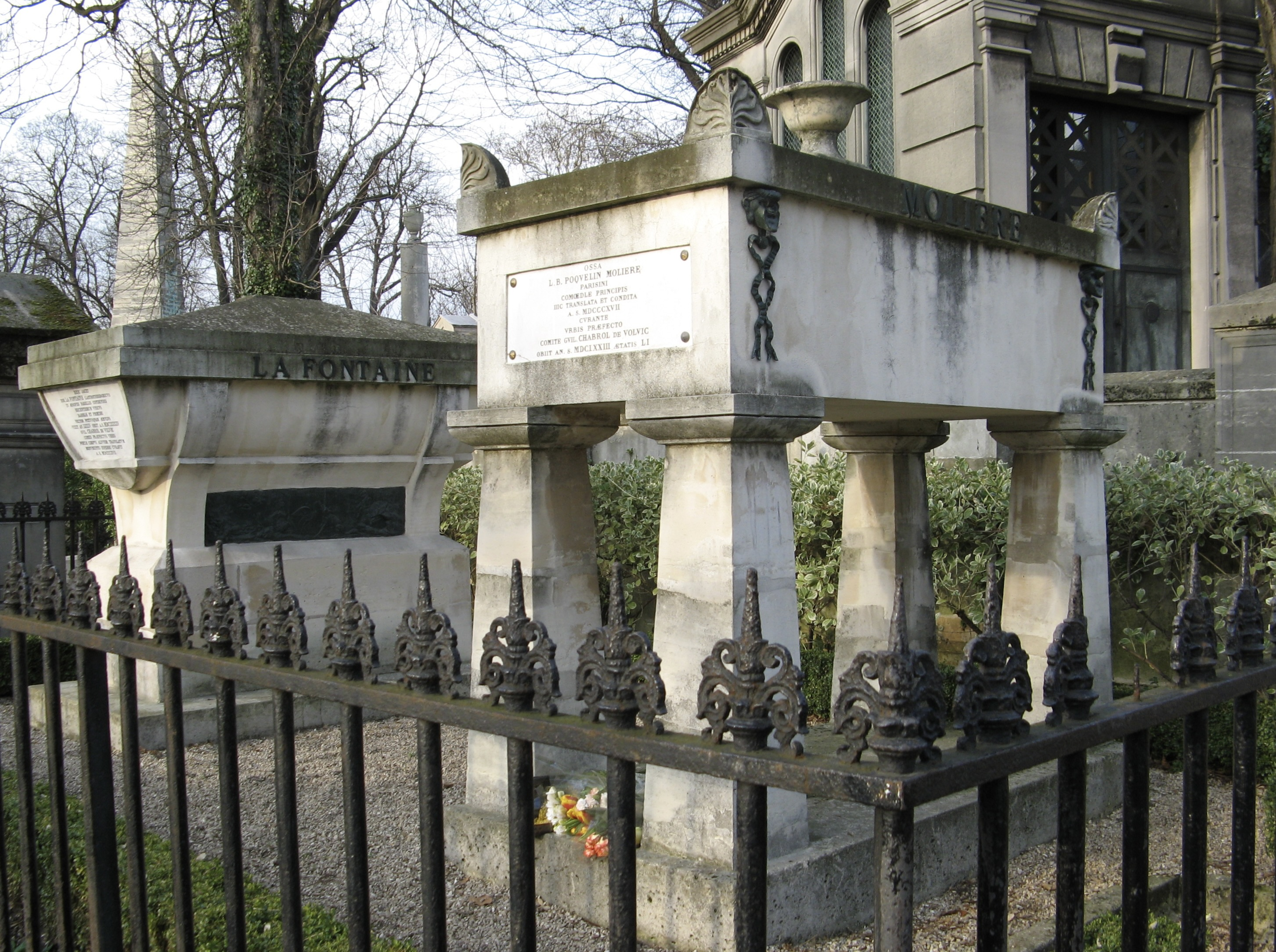
Tombes de La Fontaine et de Molière au cimetière du Père-Lachaise.

Le 6 juillet 1792, désireuses d’honorer les cendres des grands hommes, les autorités révolutionnaires font exhumer les restes présumés de Molière, et ceux de La Fontaine, qui repose dans le même lieu. L’enthousiasme étant retombé, les dépouilles restent de nombreuses années dans les locaux du cimetière, puis sont transférées en l'an VII au musée des monuments français. Après la suppression du musée en 1816, les cercueils sont transportés au cimetière de l’Est, l'actuel Père-Lachaise, où ils reçoivent une place définitive le 2 mai 1817.

### Épilogue
Une semaine après la mort de Molière, les représentations reprennent : Le Misanthrope d'abord, avec Baron dans le rôle d'Alceste, puis Le Malade imaginaire, avec La Thorillière dans celui d'Argan. Au cours de la clôture de Pâques, Baron, La Thorillière et le couple Beauval quittent la troupe pour rejoindre l'hôtel de Bourgogne ; un mois plus tard, le roi reprend aux camarades de Molière la salle qu'il avait accordée en 1660 à la « troupe de Monsieur » et la donne à Lully, afin d'y représenter ses spectacles d'opéra.

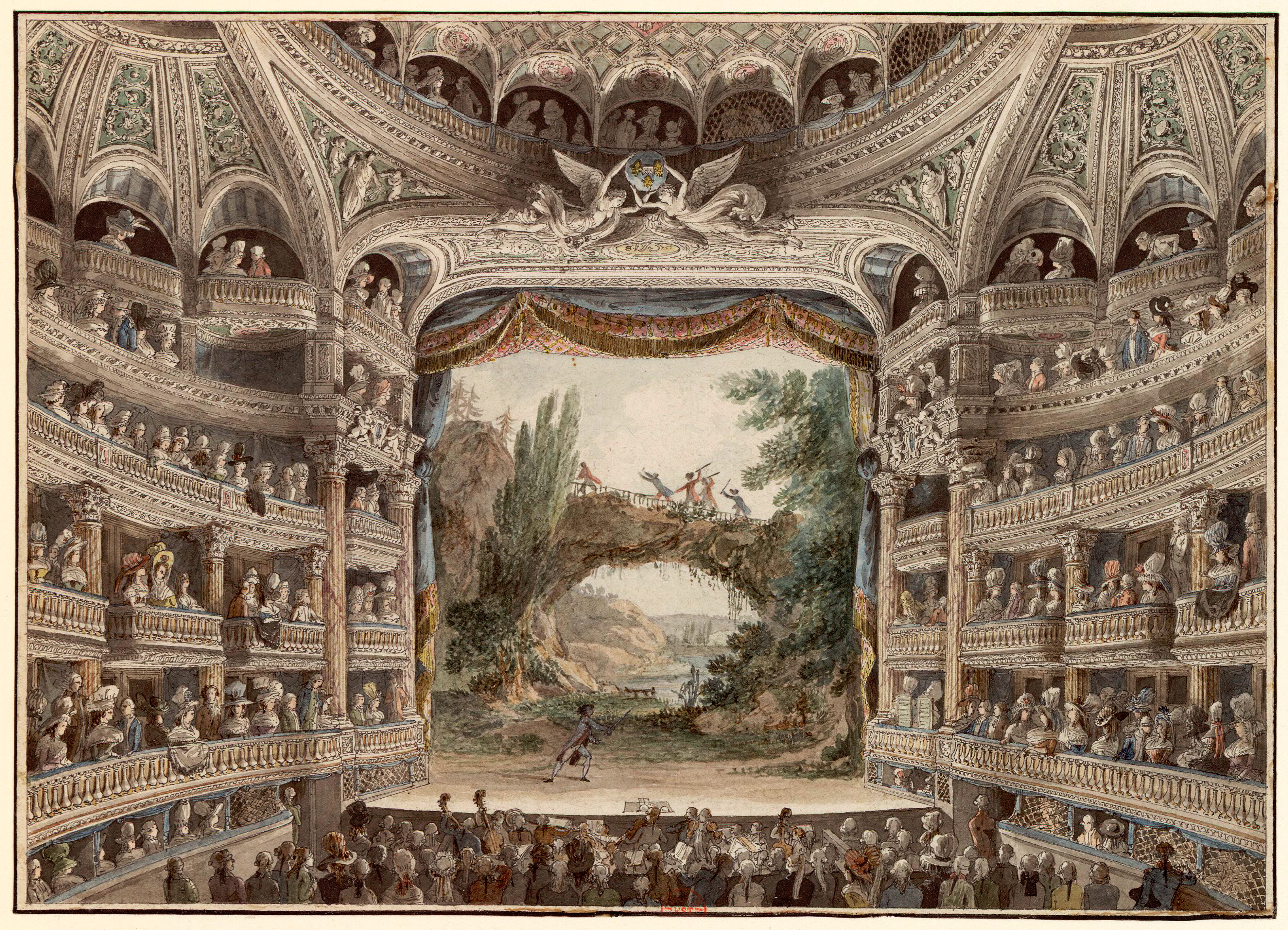
Intérieur de la Comédie-Française en 1790.

En 1680, un décret royal fait obligation à la Troupe du Roy à l'hôtel de Guénégaud de fusionner avec la Troupe Royale de l'hôtel de Bourgogne : c'est la naissance de la Comédie-Française. La nouvelle compagnie, assez nombreuse pour se partager entre Paris et les lieux de résidence de la cour, joue désormais tous les jours de la semaine, et non plus seulement les « jours ordinaires de comédie ».
En 1682, La Grange, à qui Armande Béjart avait remis tous les papiers de son défunt mari, publie les Œuvres de Monsieur de Molière en huit tomes, dont les deux derniers, intitulés Œuvres posthumes, donnent à lire pour la première fois des pièces que Molière n'avait jamais fait paraître. Selon certains, La Grange n'aurait pas hésité à modifier les dialogues de plusieurs comédies ; ce faisant, il inaugurait une pratique éditoriale qui s'est prolongée jusqu'à aujourd’hui. Le premier volume s'ouvre sur une préface non signée mais assurément composée par La Grange et qui constitue la première notice biographique consacrée à Molière.
En 1705, Jean-Léonor Le Gallois de Grimarest publie, sous le titre de La Vie de M. de Molière, la première véritable biographie du « Térence français », dont une grande partie des éléments lui a été fournie par le comédien Michel Baron et qui, maintes fois rééditée en dépit des critiques dont elle a été l'objet dès sa parution, reste un document incontournable.
En 1723, la postérité de Molière s'éteint avec la mort de sa fille, Esprit-Madeleine Poquelin.
La vie de Molière reste encore mal connue. Nous ne possédons de lui ni lettres, ni brouillons, ni mémoires. Les maisons dans lesquelles il a vécu ont disparu. Les seuls restes tangibles de son existence sont un ensemble d'actes notariés signés de sa main et le fauteuil dans lequel il a eu un malaise lors de sa dernière représentation (reproduit plus haut).

## L'homme Molière

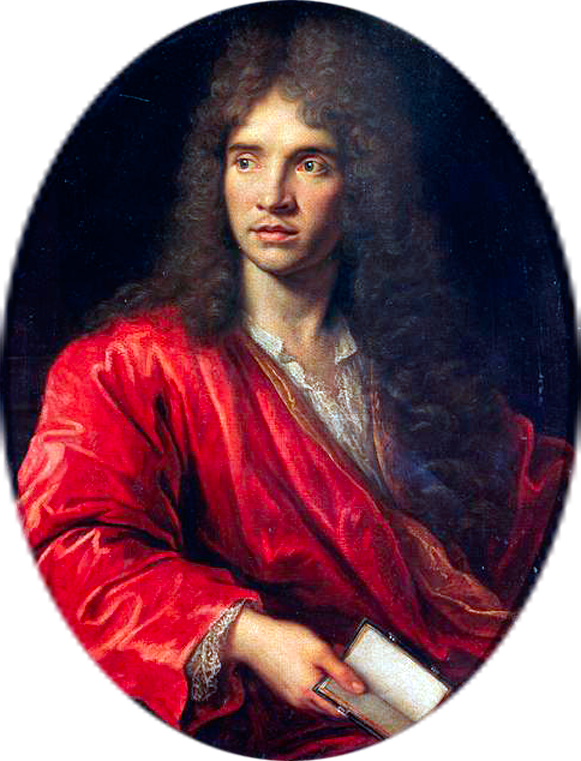
Portrait de Molière attribué à Pierre Mignard. Étant à la fois, acteur, auteur, metteur en scène et directeur de troupe, Molière est un véritable creuset du théâtre, où […] se fondent les différentes activités théâtrales.

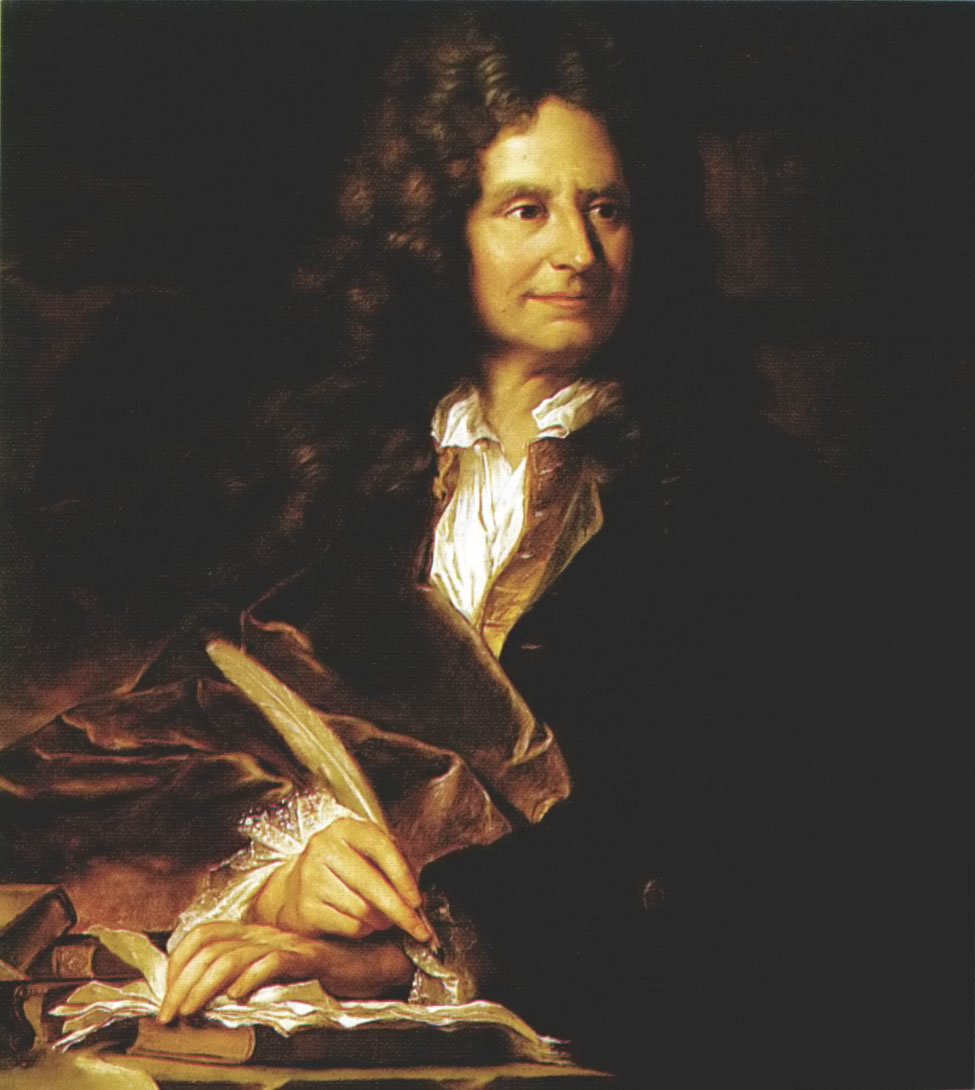
Nicolas Boileau (1704) estimait infiniment Molière.

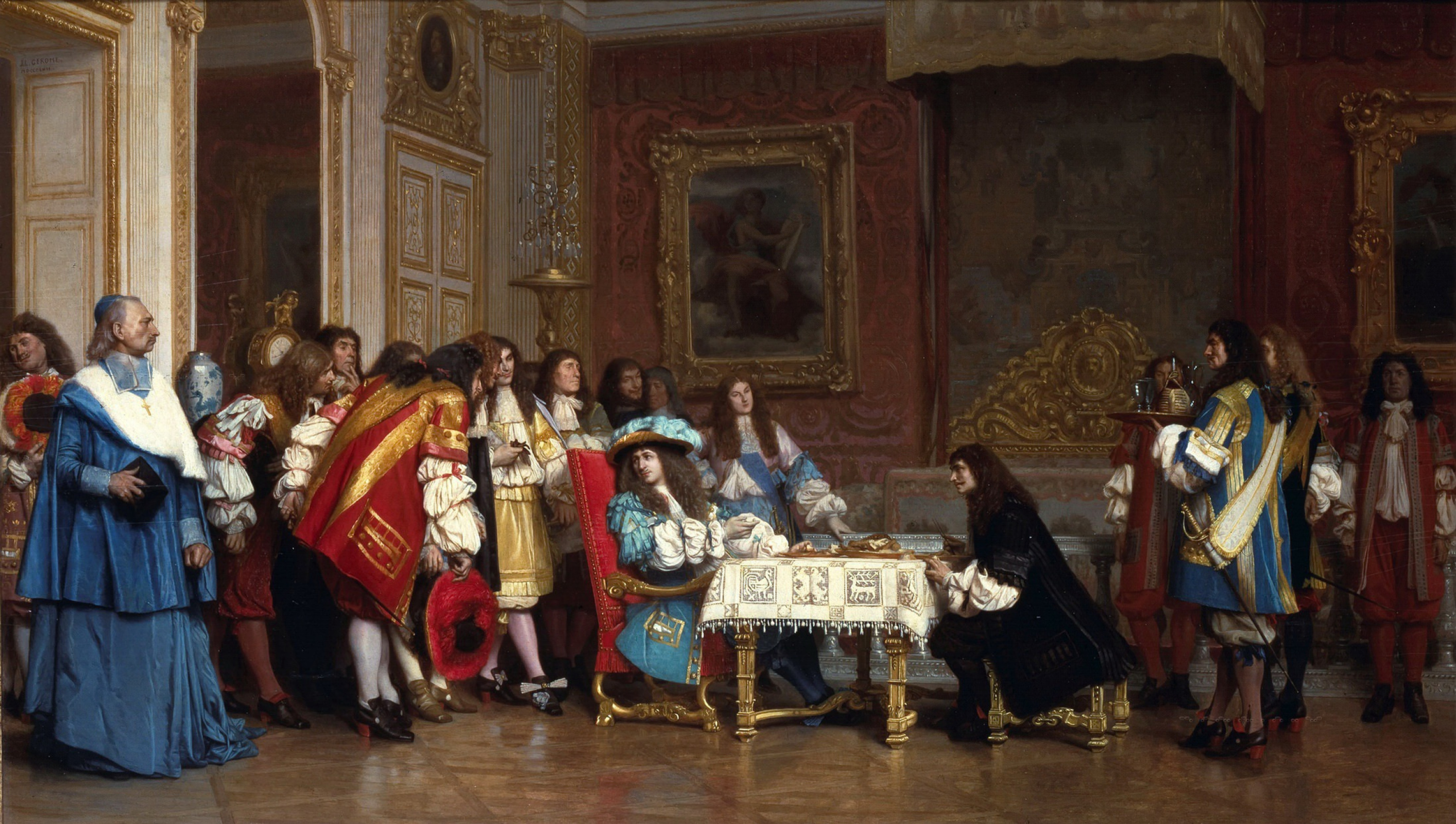
Louis XIV et Molière, par Jean-Léon Gérôme (tableau de 1863). Cette fiction picturale, dans l'esprit romantique et sans aucun fondement historique, veut illustrer la faveur réelle dont le comédien jouissait auprès du roi.

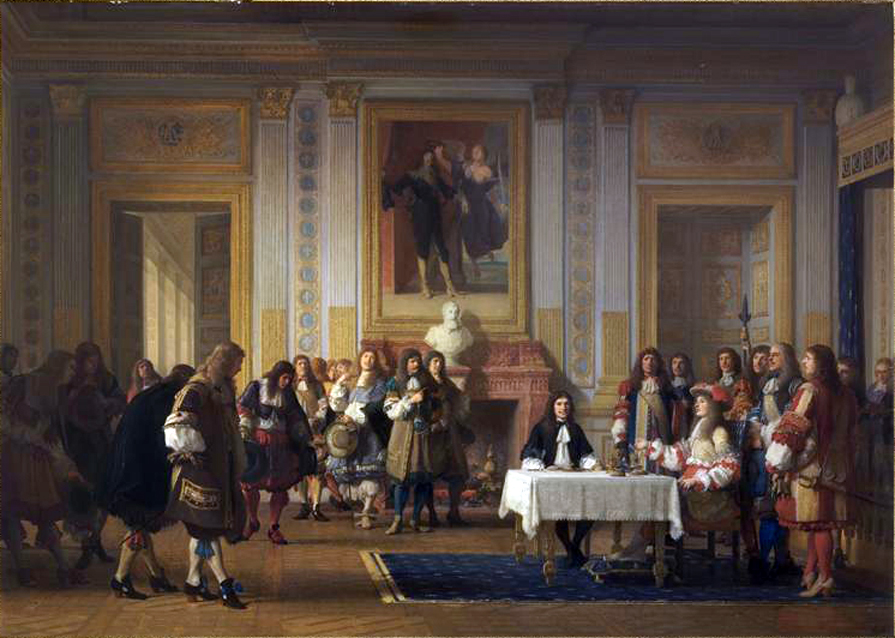
Molière reçu par, scène de fiction peinte par Jean Hégésippe Vetter (1864).

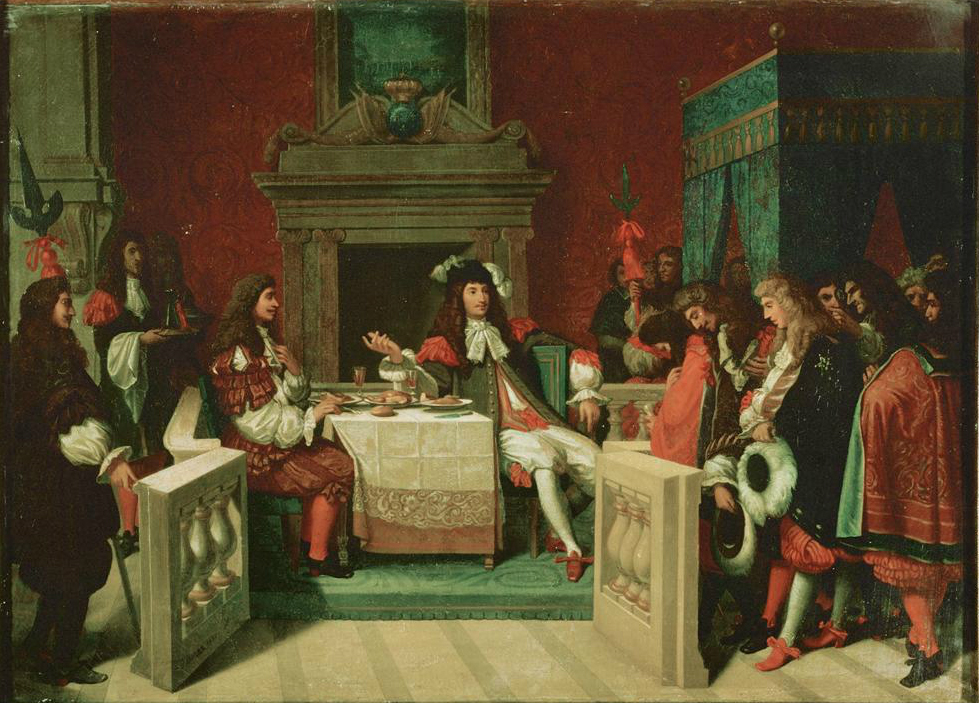
et Molière déjeunant à Versailles, par Ingres. Esquisse pour le tableau Le Déjeuner de Molière, qui fut détruit en 1871 au palais des Tuileries (bibliothèque-musée de la Comédie-Française, Paris).

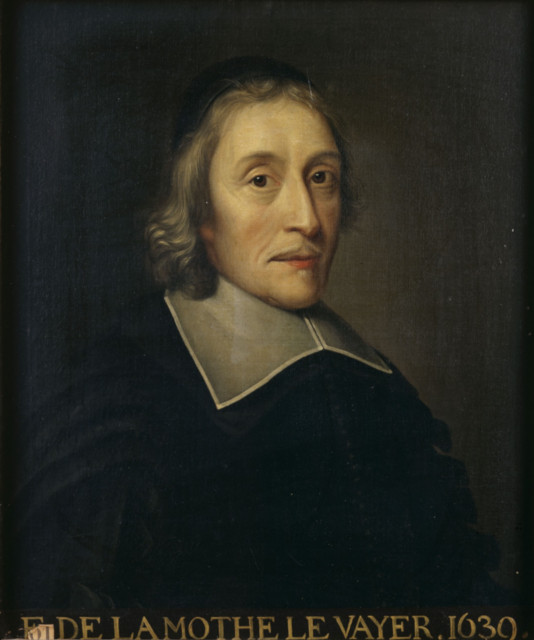
François de La Mothe Le Vayer était l'un de ses amis.

### Aspect physique et traits de caractère
On attribue à mademoiselle Poisson un portrait de Molière assez précis, que Jean-Louis Ignace de La Serre a reproduit en 1734 :

« Il n’était ni trop gras ni trop maigre ; il avait la taille plus grande que petite, le port noble, la jambe belle ; il marchait gravement, avait l’air très sérieux, le nez gros, la bouche grande, les lèvres épaisses, le teint brun, les sourcils noirs et forts, et les divers mouvements qu’il leur donnait lui rendaient la physionomie extrêmement comique. À l’égard de son caractère, il était doux, complaisant, généreux. Il aimait fort à haranguer ; et quand il lisait ses pièces aux comédiens, il voulait qu’ils y amenassent leurs enfants, pour tirer des conjectures de leurs mouvements naturels. »

Ce jugement est corroboré par de nombreux témoignages, tous, il est vrai, postérieurs à la mort de Molière. Dès 1674, Samuel Chappuzeau fait un vibrant « Éloge de Molière » :

« Outre les grandes qualités nécessaires au poète et à l'acteur, il possédait toutes celles qui font l'honnête homme ; il était généreux et bon ami, civil et honorable en toutes ses actions, modeste à recevoir les éloges qu'on lui donnait, savant sans vouloir le paraître, et d'une conversation si douce et si aisée que les premiers de la Cour et de la Ville étaient ravis de l'entretenir. »

La même année, dans la comédie L'Ombre de Molière, Brécourt dresse de son ancien camarade de scène un portrait tout aussi flatteur, le décrivant comme « le censeur de toutes les choses déraisonnables, blâmant les sottises, l'ignorance, et les vices de son siècle […] honnête, judicieux, humain, franc, généreux ».
Dans la préface de 1682, La Grange, qui a été son camarade durant plus de treize ans, le décrit comme :

« un homme civil et honnête, ne se prévalant point de son mérite et de son crédit, s'accommodant à l'humeur de ceux avec qui il était obligé de vivre, ayant l'âme belle, libérale : en un mot, possédant et exerçant toutes les qualités d'un parfaitement honnête homme. […] Quoi qu’il fût très agréable en conversation lorsque les gens lui plaisaient, il ne parlait guère en compagnie, à moins qu’il ne se trouvât avec des personnes pour qui il eût une estime particulière : cela faisait dire à ceux qui ne le connaissaient pas qu’il était rêveur et mélancolique ; mais s’il parlait peu, il parlait juste et d’ailleurs il observait les manières et les mœurs de tout le monde. »

Ce côté rêveur est également mentionné par Grimarest : « Chapelle reprochait toujours à Molière son humeur rêveuse. » De même, Nicolas Boileau « ne se lassait point d'admirer Molière, qu'il appelait toujours le Contemplateur. Il disait que la nature semblait lui avoir révélé tous ses secrets, du moins pour ce qui regarde les mœurs et les caractères des hommes. »

En 1663, dans sa comédie Zélinde ou la véritable critique de l'École des femmes, Donneau de Visé présente Élomire [Molière] appuyé sur un comptoir et silencieux, 

« dans la posture d'un homme qui rêve. Il avait les yeux collés sur trois ou quatre personnes de qualité qui marchandaient des dentelles ; il paraissait attentif à leurs discours, et il semblait, par le mouvement de ses yeux, qu'il regardait jusques au fond de leurs âmes pour y voir ce qu'elles ne disaient pas. »

Et Donneau précise plus loin que Molière semblait cacher sous son manteau des tablettes sur lesquelles il notait les propos entendus ou dessinait les grimaces des gens qu'il observait.
Plusieurs anecdotes attestent qu'il était aussi d'un tempérament impatient et « facile à s'indigner ». Grimarest relève également qu'« il n'aimait point le jeu », qu'« il avait assez de penchant pour le sexe » et que « c'était l'homme du monde qui se faisait le plus servir ; il fallait l'habiller comme un Grand Seigneur, et il n'aurait pas arrangé les plis de sa cravate ».

### L'acteur et le chef de troupe
En ce qui a trait à ses qualités d'acteur, « on ne doute plus aujourd'hui que Molière ait été un grand acteur comique. » « Tous [ses contemporains] s'accordent pour louer les qualités exceptionnelles du metteur en scène et de l'acteur comique. » Selon Donneau de Visé, « il semblait qu'il eût plusieurs voix ; tout parlait en lui, et d'un pas, d'un sourire, d'un clin d'œil et d'un remuement de tête, il faisait plus concevoir de choses que le plus grand parleur n'aurait pu dire en une heure. » À propos du jeu de Molière dans Sganarelle, il écrit dans ses commentaires publiés sous le pseudonyme de Neuf-Villenaine : « Son visage et ses gestes expriment si bien la jalousie, qu’il ne serait pas nécessaire qu’il parlât pour paraître le plus jaloux de tous les hommes », ajoutant que Molière comme acteur avait « des gestes qui sont inimitables, et qui ne se peuvent exprimer sur le papier ».
En revanche, Molière était médiocre dans le genre sérieux et se faisait régulièrement siffler dans des rôles tragiques. Comme le note Charles Perrault en 1697 : « Il a été si excellent acteur pour le comique, quoique très médiocre pour le sérieux, qu'il n'a pu être imité que très imparfaitement par ceux qui ont joué son rôle après sa mort. »

Ses qualités d'acteur ainsi que « son adresse et son esprit » l'avaient tout naturellement porté à la tête de ses camarades et il a laissé le souvenir d'un « grand chef de troupe ». Perfectionniste, il préparait la représentation d'une nouvelle pièce par des répétitions précises et minutieuses, qui pouvaient parfois durer plus de deux mois. Donneau de Visé en donne ce témoignage :

« Il a pris le soin de faire si bien jouer ses compagnons que tous les acteurs qui jouent dans la pièce sont des originaux que les plus habiles maîtres de ce bel art pourront difficilement imiter […] chaque acteur sait combien il doit faire de pas et toutes ses œillades sont comptées. »

 Lors de la représentation du Tartuffe en février 1669, Charles Robinet note : « Et les caractères, au reste […] / Sont tous si bien distribués / Et naturellement joués, / Que jamais nulle comédie / Ne fut aussi tant applaudie. »
Comme le souligne René Bray, « [son] autorité n'était point celle d'un tyran, pas même d'un maître : elle était celle d'un camarade estimé, respecté, aimé. » Ses camarades continuèrent à lui faire confiance car il s'était acquis leur loyauté et, même au cours des pires moments qu'elle eut à traverser, « toute la troupe de Monsieur demeura stable ». Il lui fallut aussi arbitrer à plusieurs reprises les rivalités de préséance entre les trois comédiennes vedettes de la troupe : Madeleine Béjart, la plus ancienne, la Du Parc renommée pour sa beauté et la De Brie dont le talent était remarquable.
Excellent improvisateur, il a été jusqu'à l'automne 1664 l'orateur de la troupe, chargé de présenter la pièce avant la représentation pour obtenir l'attention du public tout en vantant l'intérêt ou le mérite des acteurs. Cette tâche, qui exigeait « de l'autorité, du tact et de l'esprit », fut ensuite confiée à La Grange.

### Ses amis et connaissances
Molière ne semble pas avoir eu de véritables liens d'amitié avec les comédiens de sa troupe, à l'exception de Baron, et un historien a pu souligner comme « l'un des paradoxes du personnage, modèle de tous les comédiens français, [le fait] que sa vie professionnelle ait été entièrement vouée au théâtre, alors que ses amitiés, ses attachements, ses goûts, ses intérêts intellectuels […] le portaient vers les salons et les compagnies savantes, vers des poètes, des traducteurs, des philosophes, des médecins, des physiciens, des voyageurs ». On relève ainsi, parmi ses fréquentations plus ou moins proches, le poète libertin Chapelle, le philosophe François de La Mothe Le Vayer, précepteur de Monsieur, son fils l'abbé La Mothe Le Vayer, aumônier de Madame et passionné de comédie, et sa nièce Honorée de Bussy. Il fréquentait aussi le médecin et voyageur François Bernier, vulgarisateur de l'œuvre de Gassendi, le mathématicien et physicien Jacques Rohault, le secrétaire d'État Louis-Henri de Loménie de Brienne, les peintres Nicolas et Pierre Mignard, les frères Pierre, Gilles et Nicolas Boileau, l'avocat Bonaventure de Fourcroy, le nouvelliste et dramaturge Jean Donneau de Visé, longtemps son détracteur, ainsi que son médecin Armand-Jean de Mauvillain. Il a également compté parmi ses amis Jean-Baptiste Lully, avec qui il collabora jusqu'en 1672, et un certain M. de Saint-Gilles, intendant de Brienne, qui avait été l'ami de Cyrano de Bergerac et d'Henry Le Bret, dont on sait peu de choses, mais qu'au dire de Boileau, Molière aurait peint dans Le Misanthrope sous le nom de Timante.
Il recevait parfois ses amis dans la maison qu'il louait à Auteuil depuis 1667. Une soirée est restée célèbre sous le nom de « souper d'Auteuil », auquel participaient entre autres Chapelle, Baron, Lully, Alexis de Sainte-Maure, marquis de Jonzac, premier écuyer de Monsieur, et François du Prat, chevalier de Nantouillet.

### Molière penseur de la société de son époque?
La critique est divisée sur la façon de juger Molière. On l’a décrit comme « un bourgeois qui possède un sens aigu du travail et de la responsabilité envers sa troupe », un « provocateur caché » ou un écrivain engagé. À la suite de Henry Becque et Émile Faguet, certains moliéristes, comme Paul Bénichou et René Bray, affirment la primauté chez Molière de l’homme de théâtre et du praticien de la scène sur le penseur et l'homme de lettres, alors que d'autres voient en lui un philosophe et un « metteur en scène de la libre-pensée ». Ses comédies, qui reproduisent la nature en peignant la réalité sociale, contiennent cependant suffisamment d'ambiguïté dans l'exagération même des portraits qu'elles peignent pour se prêter à des lectures contradictoires : « L'universalité de Molière, topos classique s'il en est, réside peut-être là : dans cette pluralité de réceptions possibles d'une œuvre qui pour faire percevoir des principes très réels du fonctionnement social use de situations qui, elles, ne sont aucunement de l'ordre du socialement possible. »
Selon Cyril Chervet, il importe de dépasser les ambiguïtés de la tradition biographique pour se centrer sur les pièces et les textes qui les accompagnent, qui révèlent « une activité créatrice, non seulement consciente de l’ampleur de ses enjeux et de ses moyens, mais explicitement portée par des intentions et des méditations autant esthétiques qu’éthiques. » Sans être « libertin » au sens moderne du mot ni porteur d'un système philosophique précis, Molière apparaît comme un homme qui « s'est affranchi des règles de la société et de la tutelle de l'Eglise » et dont les pièces présentent des échos de disputes philosophiques qui servent « à suggérer, critiquer, sublimer, mettre en rapport, subvertir, etc., des affects, conflits, situations, processus humains ».
À partir de 1658, année où sa troupe est agréée par le frère du roi, « Molière dispose d'une tribune incomparable, d'où il voit tout, d'où il peut presque tout dire ». Loin de s’en tenir à représenter des divertissements anodins, il s’attaque alors à des sujets qui touchent au vif certaines institutions ou pratiques établies. Dès 1659, il propose dans Les Précieuses ridicules une critique du parler précieux dont l’effet est dévastateur sur les tenants de cette mode. Le grammairien Gilles Ménage se souvient de la première représentation de la pièce : « Au sortir de la comédie, prenant M. Chapelain par la main : Monsieur, lui dis-je, nous approuvions vous et moi toutes les sottises qui viennent d'être critiquées si finement, et avec tant de bon sens : mais croyez-moi, […] il nous faudra brûler ce que nous avons adoré, et adorer ce que nous avons brûlé. Cela arriva comme je l'avais prédit, et dès cette première représentation l'on revint du galimatias et du style forcé ».
Avec L'École des maris (1661) et plus encore L'École des femmes (1662), Molière se moque des tyrans domestiques et plaide en faveur de l’éducation des femmes. Il affiche aussi une audace et une maîtrise dans le maniement des sous-entendus qui commencent à inquiéter les milieux dévots.
Allant encore plus loin dans la critique sociale, il dénonce dans Le Tartuffe les escroqueries qui se commettent sous le couvert de la dévotion et revendique le droit pour la comédie de travailler à réformer les mœurs, contestant ainsi la compétence exclusive que l'Église prétendait avoir en ce domaine. Ainsi que l'ont noté des critiques : « La querelle de L'École des femmes, les avatars du Tartuffe et les réactions suscitées par Dom Juan montrent assez le rôle idéologique reconnu à Molière par ceux-là mêmes qui se sentaient attaqués à travers ses œuvres. »
Grâce à la protection du roi, Molière jouissait assurément d'une position sociale relativement enviable ; cela n'empêche, selon Roger Duchêne, que trois de ses comédies : L'École des femmes, Le Festin de Pierre et Le Tartuffe, « remettent en cause les principes de la société : mariage, direction de conscience, mépris aristocratique des lois, c'est-à-dire famille, religion, noblesse ». En faisant de la comédie un lieu de débats de société, il serait ainsi devenu pour les milieux dévots l'adversaire à combattre. À bien des égards, « il a joué un rôle décisif dans l'évolution du caractère français et de la société française. »

## L'œuvre

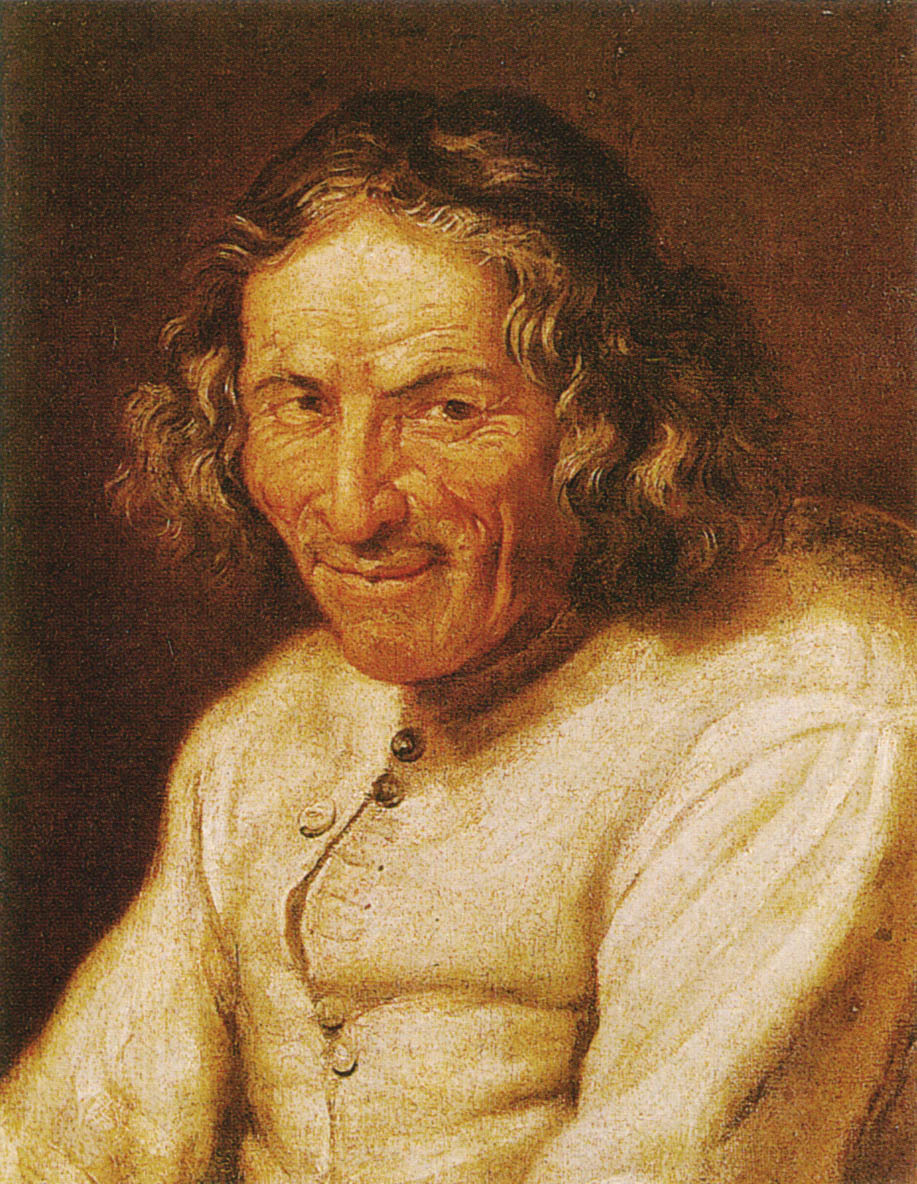
Portrait présumé de Paul Scarron (musée de Tessé, Le Mans), auteur, dans les années 1640-1650, de comédies inspirées du courant espagnol.

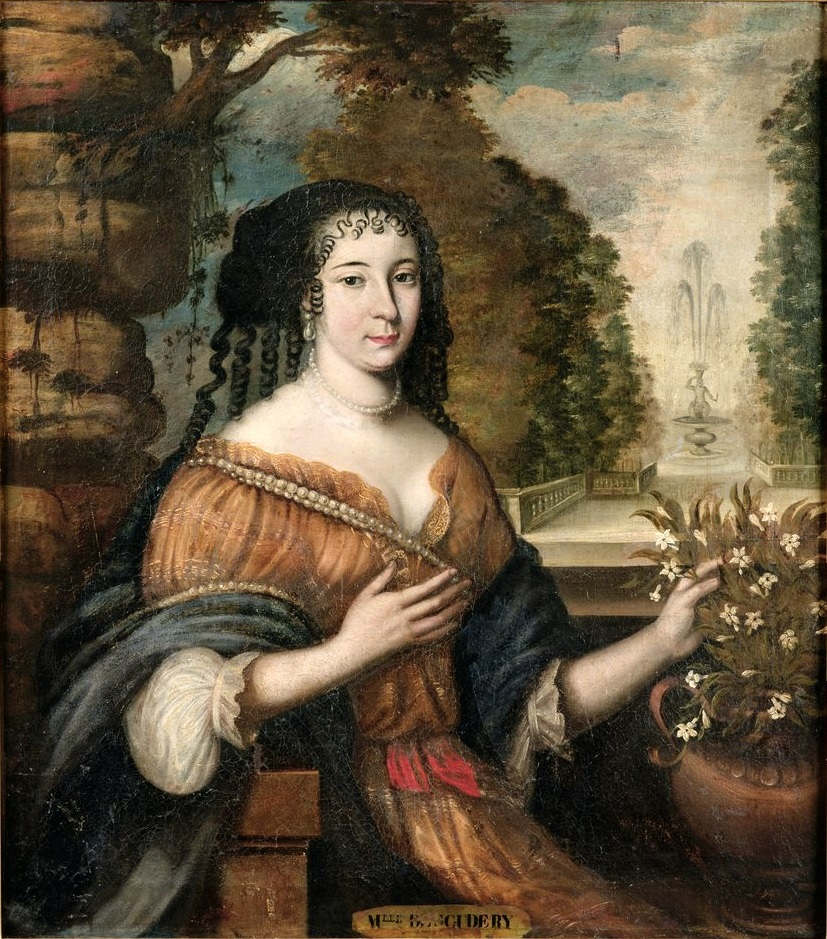
Madeleine de Scudéry (1607-1701) avait lancé la mode, dans son salon, d'un langage précieux dont Molière se moque dans Les Précieuses ridicules.

L'œuvre de l'écrivain Molière est indissociable de son métier d'acteur : « Il écrivit pour lui-même une trentaine de rôles, souvent très différents les uns des autres, Sganarelle et Alceste, Jourdain et Scapin, Arnolphe et Sosie, différences qui supposent précisément une extraordinaire plasticité d'acteur. » Au total, il a tenu « vingt-quatre rôles importants dans ses pièces : quinze sont des rôles de bourgeois, sept des rôles de valet, Sganarelle allant de l'un à l'autre type. »
À l'exception de quelques préfaces et poèmes de circonstance, cette œuvre est entièrement dramatique et se compose d'une trentaine de comédies, accompagnées ou non d'entrées de ballet et de musique. Dans ses débuts, au cours de ses treize années de carrière provinciale (voir plus haut), il a composé des farces, dont deux seulement, La Jalousie du Barbouillé et Le Médecin volant, ont été conservées.

### Sources
Selon Claude Bourqui, « la plupart des comédies de Molière avouent l'utilisation certaine d'au moins un texte allogène. » Accusé d'avoir fait plusieurs emprunts au Pédant joué de Cyrano de Bergerac, Molière aurait répondu : « Il m'est permis de reprendre mon bien où je le trouve. »
Au cours de ses pérégrinations en province, Molière pratique la farce dans le style italien de la commedia dell'arte dont il assimile les procédés et les structures dramatiques, tout en retenant aussi des personnages types, tels Scapin ou Covielle, ou créant de nouveaux noms à consonance italienne, tels Mascarille ou Sganarelle. Dans ce théâtre, le rapport au texte est très fluide et laisse aux acteurs une marge d'improvisation. L'une de ses premières farces, Le Médecin volant, serait peut-être adaptée du Medico volante d'un anonyme italien. L'Étourdi est assurément imité de L'Inavertito de Niccolò Barbieri (Turin, 1628), dans lequel apparaît Scappino (Scapin). Le Dépit amoureux est inspiré d'une pièce de Nicolo Secchi, L'Interesse (1581). De même, Le Festin de Pierre reprend la légende de Don Juan, que Tirso de Molina avait portée au théâtre en 1630 avec El Burlador de Sevilla y convidado de piedra, mais il est douteux que Molière ait lu cette première version, et les historiens s'accordent à dire qu'il a emprunté principalement au Festin de Pierre de Dorimond (1659) et à celui que les Italiens jouaient dans le début des années 1660.
Le Médecin malgré lui « est adapté de la tradition française et européenne du Vilain mire. » Molière adapte aussi des pièces du théâtre antique. Son Amphitryon reprend, à quelques scènes près, celui de Plaute, tandis que L'Avare est une adaptation de l'Aulularia (La Marmite). Psyché est tirée d'un passage des Métamorphoses d'Apulée.
Parfois, les adaptations sont masquées. Aux Adelphes de Térence, il emprunte quelques éléments de L'École des maris et à son Phormion la structure des Fourberies de Scapin. Dom Garcie de Navarre ou le Prince jaloux est adapté d'une pièce de Cicognini, tandis que La Princesse d'Élide est adaptée d'une pièce d'Agustin Moreto.
Molière emprunte parfois des éléments à diverses sources, « liant ces séquences entre elles de manière à constituer une nouvelle intrigue complexe » : L'École des maris combine une comédie espagnole d'Antonio Hurtado de Mendoza avec une farce italienne ; L'École des femmes contamine une nouvelle de Scarron avec une farce italienne ; Le Tartuffe emprunte surtout à Flaminio Scala, Vital d'Audiguier et Antoine Le Métel d'Ouville ainsi que, de façon accessoire, à une nouvelle de Scarron, Les Hypocrites, qu'il contamine avec des scenari italiens et, selon certains, il emprunterait aussi à la pièce de Pierre l'Arétin, Lo ipocrito.
Dans Les Précieuses ridicules, Molière exploite à titre accessoire un ouvrage de Charles Sorel sur Les Lois de la galanterie, tout en reprenant la trame de L'Héritier ridicule (1649) de Paul Scarron.
Il construit aussi des intrigues en combinant des idées de personnages qu'il a trouvés dans le Décaméron de Boccace, les nouvelles de Straparole ou les fabliaux du Moyen Âge. Le personnage du Misanthrope pourrait lui avoir été suggéré par une pièce de Ménandre, dont il connaissait des fragments, comme l'indique une déclaration qu'il aurait faite à un ami après le succès des Précieuses : « Je n'ai plus que faire d'étudier Plaute et Térence, ni d'éplucher des fragments de Ménandre : je n'ai plus qu'à étudier le monde ».
Molière avait des lectures étendues : l'inventaire de sa bibliothèque mentionne quelque 180 volumes d'histoire et de littérature, dont 40 volumes de comédies françaises, italiennes et espagnoles.

### Liste des pièces
| Titre                                             | Genre                          | Musique | Nombre d'actes | En vers | Création   | Création | Nombre de représentations | Nombre de représentations |
| ------------------------------------------------- | ------------------------------ | --- | -------------- | ------- | ---------- | -------- | ------------------------- | ------------------------- |
| Le Médecin volant                                 | Farce                          | | 1              | Non     | Inconnue   | Oui      | 14                        | 2                         |
| La Jalousie du Barbouillé                         | Farce                          | | 1              | Non     | Inconnue   |          | 7                         |                           |
| L'Étourdi ou les Contretemps                      | Comédie                        | | 5              | Oui     | 1655, Lyon |          | 63                        | 12                        |
| Le Dépit amoureux                                 | Comédie                        | Marc-Antoine Charpentier | 5              | Oui     | 1656       |          | 66                        | 10                        |
| Les Précieuses ridicules                          | Comédie                        | | 1              | Non     | 1659       |          | 55                        | 15                        |
| Sganarelle ou le Cocu imaginaire                  | Comédie                        | | 1              | Oui     | 1660       |          | 123                       | 20                        |
| Dom Garcie de Navarre ou le Prince jaloux         | Comédie héroïque               | | 5              | Oui     | 1661       |          | 9                         | 4                         |
| L'École des maris                                 | Comédie                        | | 3              | Oui     | 1661       |          | 111                       | 19                        |
| Les Fâcheux                                       | Comédie-ballet                 | Pierre Beauchamps, puis Marc-Antoine Charpentier (musique perdue)                                                                     | 3              | Oui     | 1661       | Oui      | 105                       | 16                        |
| L'École des femmes                                | Comédie                        | | 5              | Oui     | 1662       |          | 88                        | 17                        |
| La Critique de l'École des femmes                 | Comédie                        | | 1              | Non     | 1663       |          | 36                        | 7                         |
| L'Impromptu de Versailles                         | Comédie                        | | 1              | Non     | 1663       | Oui      | 20                        | 9                         |
| Le Mariage forcé                                  | Comédie-ballet                 | Jean-Baptiste Lully, puis Marc-Antoine Charpentier                                                                                    | 1              | Non     | 1664       | Oui      | 36                        | 6                         |
| La Princesse d'Élide                              | Comédie galante                | Jean-Baptiste Lully | 5              | Mixte   | 1664       | Oui      | 25                        | 9                         |
| Le Tartuffe ou l'Hypocrite                        | Comédie                        | | 3              |         | 1664       | Oui      |                           | 2                         |
| Le Festin de Pierre                               | Comédie                        | | 5              | Non     | 1665       |          | 15                        |                           |
| L'Amour médecin                                   | Comédie                        | Jean-Baptiste Lully | 3              | Non     | 1665       | Oui      | 63                        | 4                         |
| Le Misanthrope                                    | Comédie                        | | 5              | Oui     | 1666       |          | 63                        |                           |
| Le Médecin malgré lui                             | Comédie                        | Jean-Baptiste Lully | 3              | Non     | 1666       |          | 61                        | 2                         |
| Ballet des Muses : Mélicerte                      | Comédie pastorale héroïque     | | 2              | Oui     | 1666       | Oui      |                           | 1                         |
| Ballet des Muses : Pastorale comique              | Pastorale comique              | Jean-Baptiste Lully |                |         | 1667       | Oui      |                           | 1                         |
| Ballet des Muses : Le Sicilien ou l'Amour peintre | Comédie                        | Jean-Baptiste Lully, puis Marc-Antoine Charpentier, Antoine Dauvergne                                                                 | 1              | Non     | 1667       | Oui      | 20                        | 1                         |
| Amphitryon                                        | Comédie                        | | 3              | Oui     | 1668       |          | 53                        | 3                         |
| George Dandin ou le Mari confondu                 | Comédie                        | Jean-Baptiste Lully | 3              | Non     | 1668       | Oui      | 39                        | 4                         |
| L'Avare                                           | Comédie                        | | 5              | Non     | 1668       |          | 47                        | 3                         |
| Le Tartuffe ou l'Imposteur                        | Comédie                        | | 5              | Oui     | 1669       | Oui      | 82                        | 13                        |
| Monsieur de Pourceaugnac                          | Comédie-ballet                 | Jean-Baptiste Lully | 3              | Non     | 1669       | Oui      | 49                        | 5                         |
| Les Amants magnifiques                            | Comédie                        | Jean-Baptiste Lully | 5              | Non     | 1670       | Oui      |                           | 6                         |
| Le Bourgeois gentilhomme                          | Comédie-ballet                 | Jean-Baptiste Lully, puis Richard Strauss, André Jolivet                                                                              | 5              | Non     | 1670       | Oui      | 48                        | 4                         |
| Psyché                                            | Tragédie-ballet                | Jean-Baptiste Lully, puis Marc-Antoine Charpentier (musique perdue)                                                                   | 5              | Oui     | 1671       | Oui      | 82                        | 1                         |
| Les Fourberies de Scapin                          | Comédie                        | | 3              | Non     | 1671       |          | 18                        | 1                         |
| La Comtesse d'Escarbagnas                         | Comédie                        | Jean-Baptiste Lully, puis Marc-Antoine Charpentier                                                                                    | 1              | Non     | 1671       | Oui      | 18                        | 1                         |
| Les Femmes savantes                               | Comédie                        | | 5              | Oui     | 1672       |          | 24                        | 2                         |
| Le Malade imaginaire                              | Comédie avec musique et danses | Marc-Antoine Charpentier, puis Camille Saint-Saëns, André Jolivet, Georges Auric, Jean-Claude et Angélique Nachon, Marc-Olivier Dupin | 3              | Non     | 1673       |          | 4                         |                           |

### Textes théoriques
- Préface des Précieuses ridicules, 1660.
- Préface de L'École des femmes, 1662.
- Premier « Placet », 1664.
- « Au lecteur » de L'Amour médecin, 1665.
- Second « Placet », 1667.
- Troisième « Placet », 1669.
- Préface de Le Tartuffe ou l’Imposteur, 1669.

### Poèmes de circonstances
- Remerciement au Roy, 1663[238]
- A Monsieur de La Mothe Le Vayer sur la mort de monsieur son fils, 1664[239]
- La Confrérie de l'esclavage de Notre-Dame de la Charité[240]
- Bouts-rimés commandés sur le bel air (1667 ?)[241]
- Au Roi, sur la conquête de la Franche-Comté, 1668[242]
- La Gloire du Val-de-Grâce, 1669[n 75]

## Les formes du comique

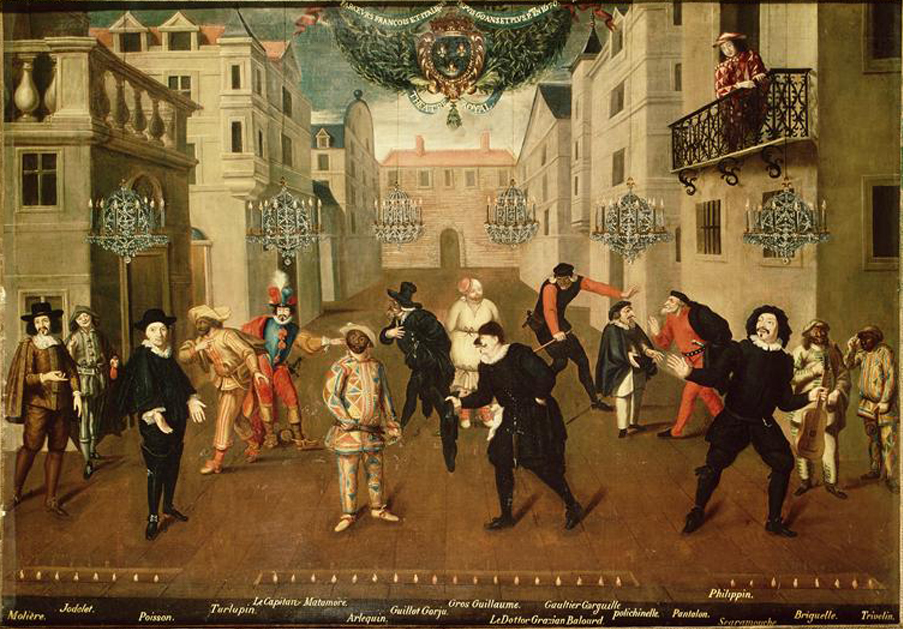
Farceurs français et italiens (1670). De gauche à droite : Molière dans le costume d'Arnolphe, Jodelet, Poisson, Turlupin, Le Capitan Matamore, Arlequin, Guillot Gorju, Gros Guillaume, Le Dottor Grazian Balourd, Gaultier Garguille, Polichinelle, Pantalon, Philippin, Scaramouche, Briguelle et Trivelin.

Molière a pratiqué la plupart des genres dramatiques de comique : farce, comédie d'intrigue, comédie de mœurs, comédie de caractère, comédie-ballet. Comme le note Forestier : « se voulant le dépositaire de toutes les traditions comiques, il a refusé toute discrimination. Il n’y a pas à ses yeux un comique haut et un comique bas : toutes les formes de comique existantes ont également droit de cité dans son théâtre. » Tous ses procédés se ressemblent par l'effet qu'ils provoquent : « ils introduisent brusquement en nous une vue de l'événement différente de celle que l'événement nous suggère, et même contraire ». Paul Léautaud, quant à lui, voit chez Molière « un comique douloureux, comme est le vrai comique ».
Il intègre dans sa création, tout comme dans son jeu d'acteur, des personnages fort différents : « [Molière] ne cessera jamais d'être Mascarille ou Scapin, quand bien même il sera Harpagon ou Alceste, et […] fondera son génie sur la fusion inouïe entre ces masques si dissemblables en apparence ».
Il ne se répète jamais et n’enferme pas ses personnages dans des stéréotypes : ses médecins se comportent tantôt comme des avocats, tantôt comme des prêtres. « Chacune de ses pièces est une entité organique (an organic whole) avec son type de comique et son propre rythme ».
Chez Molière, le comique, loin d'être gratuit, vise à attirer l'attention sur des défauts courants ou à stigmatiser des réalités sociales : « comique visuel, comique verbal, comique de situation ne sont chez Molière que le langage du ridicule […] le ridicule est un sentiment de l'âme qui s'exprime toutes les fois que s'observe quelque disconvenance, quelque défaut de raison qui fait manquer à la convenance dans les relations aux hommes et aux choses. » En un sens, c'est la fonction classique du rire, dont Bergson a dit qu'il est « véritablement une espèce de brimade sociale. » Ainsi que l'observe Patrick Dandrey, « le spectacle comique nous réunit dans la connivence de ce rejet manifesté par le rire : par là, il est agent de réconciliation, d'euphorie ».
Il ne s'attaque pas à des pratiques réputées malhonnêtes, mais aux comportements non réfléchis et aux multiples illusions par lesquelles les humains s'aveuglent sur eux-mêmes. Et sa critique n'épargne pratiquement personne : « le comique de Molière porte sur toutes les catégories qui constituent son public. Il n'égratigne ni le roi ni le clergé, ce qui eût été impossible, ni même, ce qui eût été délicat, les financiers. Mais toutes les autres couches de la société française, valets et bourgeois, paysans et marquis, défilent sous la sanction du rire. »

Molière a pour ambition de fournir à ses contemporains un miroir de leurs ridicules, comme il l'affirme dans La Critique de l'École des femmes : « lorsque vous peignez les hommes, il faut peindre d’après nature. On veut que ces portraits ressemblent ; et vous n’avez rien fait, si vous n’y faites reconnaître les gens de votre siècle. » Le public était à même de se reconnaître dans les ridicules mis en scène. Or, faire rire aux dépens de grands personnages ne va pas sans risques, comme Il s'en explique notamment dans L'Impromptu de Versailles : 

« MOLIÈRE : Et pensez-vous que ce soit une petite affaire que d’exposer quelque chose de comique devant une assemblée comme celle-ci, que d’entreprendre de faire rire des personnes qui nous impriment le respect et ne rient que quand ils veulent ? Est-il auteur qui ne doive trembler lorsqu’il en vient à cette épreuve ? »

En élevant l'art de la comédie au niveau jusque-là tenu par la tragédie, Molière était conscient d'innover et s'est expliqué sur ses choix théoriques dans La Critique de l'École des femmes (1663). Comme le souligne Robert Garapon : « il faut que le poète comique fasse en même temps rire et penser ; il faut qu'il fasse penser, sans quoi il n'y aurait ni vérité humaine ni enseignement, mais il faut aussi qu'il fasse rire […] sans quoi le spectateur ne condamnerait pas le défaut représenté. »

### Comique verbal
Baragouin
 « Sganarelle se levant avec étonnement : Vous n’entendez point le latin !

— Géronte : Non.

— Sganarelle en faisant diverses plaisantes postures : Cabricias arci thuram, catalamus, singulariter, nominativo hæc Musa, « la Muse », bonus, bona, bonum, Deus sanctus, estne oratio latinas ? Etiam, « oui », Quare, « pourquoi ? » Quia substantivo et adjectivum concordat in generi, numerum, et casus.

[…]
Molière a recours à toutes les formes du comique verbal : équivoque, répétition, aparté, quiproquo, dialogue de sourds, éloge paradoxal ou parodie. Il réussit à harmoniser des styles différents chez un même personnage en jouant sur l'exagération, la répétition et la symétrie.
Il ne répugne pas au calembour, pourvu que celui-ci s'accorde à son personnage :

« Bélise à la bonne : Veux-tu toute ta vie offenser la grammaire ?

— Martine : Qui parle d’offenser grand-mère ni grand-père. »

L'éloge paradoxal apparaît notamment dans Le Festin de Pierre, où le valet Sganarelle fait l'éloge du tabac, tandis que le héros, Dom Juan, fait l'éloge de l'infidélité amoureuse et de l'hypocrisie. Ce même procédé peut prendre la forme de l'antiphrase, comme dans le passage où Sbrigani félicite Nérine de ses exploits, en réalité des méfaits qu'il présente comme des actions louables (voir encadré ci-contre).

Le comique inhérent à un éloge paradoxal peut n'être pas saisi par celui qui en est l'objet. Ainsi, dans Monsieur de Pourceaugnac, l'Apothicaire fait un éloge outré d’un médecin sans que celui-ci y trouve à redire : 

« J’aimerais mieux mourir de ses remèdes que de guérir de ceux d’un autre […] ; et quand on meurt sous sa conduite, vos héritiers n’ont rien à vous reprocher […] Au reste, il n’est pas de ces médecins qui marchandent les maladies : c’est un homme expéditif, qui aime à dépêcher ses malades ; et quand on a à mourir, cela se fait avec lui le plus vite du monde. »

L'amphigouri est une autre figure propre à susciter le rire. En présence d’un homme bien portant, ce même médecin pose son diagnostic au moyen d’un long discours émaillé de jargon professionnel : 

« Premièrement, pour remédier à cette pléthore obturante, et à cette cacochymie luxuriante par tout le corps, je suis d’avis qu’il soit phlébotomisé libéralement, c’est-à-dire que les saignées soient fréquentes et plantureuses : en premier lieu de la basilique, puis de la céphalique ; et même, si le mal est opiniâtre, de lui ouvrir la veine du front, et que l’ouverture soit large, afin que le gros sang puisse sortir ; et en même temps, de le purger, désopiler, et évacuer par purgatifs propres et convenables, c’est-à-dire par cholagogues, mélanogogues, et caetera. »

Dans Le Médecin malgré lui, Sganarelle feint d'être médecin et recourt à du pseudo-latin ainsi qu'à des termes techniques médicaux auxquels il mêle des absurdités (encadré). Il termine par une conclusion devenue proverbiale : « […] il arrive que ces vapeurs […] Ossabandus, nequeys, nequer, potarinum, quipsa milus. Voilà justement ce qui fait que votre fille est muette. »

Molière recourt volontiers à des déformations du français par un parler étranger ou régional, tels les propos en pseudo-turc dans Le Bourgeois gentilhomme. Dans Monsieur de Pourceaugnac, un personnage camoufle son origine en affectant d'être un marchand flamand : « Montsir, avec le vostre permissione, je suisse un trancher marchand Flamane, qui voudrait bienne vous temantair un petit nouvel. » Plus loin, Lucette feint d'être une Gasconne qu'aurait épousée jadis M. de Pourceaugnac : 

« Que te boli, infame ! Tu fas semblan de nou me pas counouysse, et nou rougisses pas, impudent que tu sios, tu ne rougisses pas de me beyre ? Nou sabi pas, Moussur, saquos bous dont m’an dit que bouillo espousa la fillo ; may yeu bous declari que yeu soun sa fenno, et que y a set ans, Moussur, qu’en passan à Pezenas el auguet l’adresse dambé sas mignardisos, commo sap tapla fayre, de me gaigna lou cor, et m’oubligel pra quel mouyen à ly douna la ma per l’espousa. »

Dans la scène suivante, Nérine feint d'être une autre épouse de M. de Pourceaugnac et ses déclarations, en picard, font écho de façon parodique aux affirmations de la pseudo-Gasconne dans une « répétition symétrique qui s'étire tout au long de la scène » :

« Lucette : Tout Pezenas a bist notre mariatge.

— Nérine : Tout Chin-Quentin a assisté à no noce. »

Molière recourt à l'exagération, qui est un ressort comique d'autant plus efficace qu'elle s'accorde avec le personnage dont elle caricature le caractère. Ainsi, dans L'Avare, Harpagon, ayant perdu la cassette contenant sa fortune, fait venir la police. Il s’ensuit cet échange :

« Le Commissaire : Qui soupçonnez-vous de ce vol ?

— Harpagon : Tout le monde, et je veux que vous arrêtiez prisonniers la ville et les faubourgs. »

Comme l'a noté Ramon Fernandez, ces divers procédés sont renforcés par le découpage des scènes et le rythme des dialogues, qui ressemblent à des mouvements de danse : « Les répliques se partagent les idées comme les pas se partagent le thème d'un ballet. »

### Comique gestuel et visuel

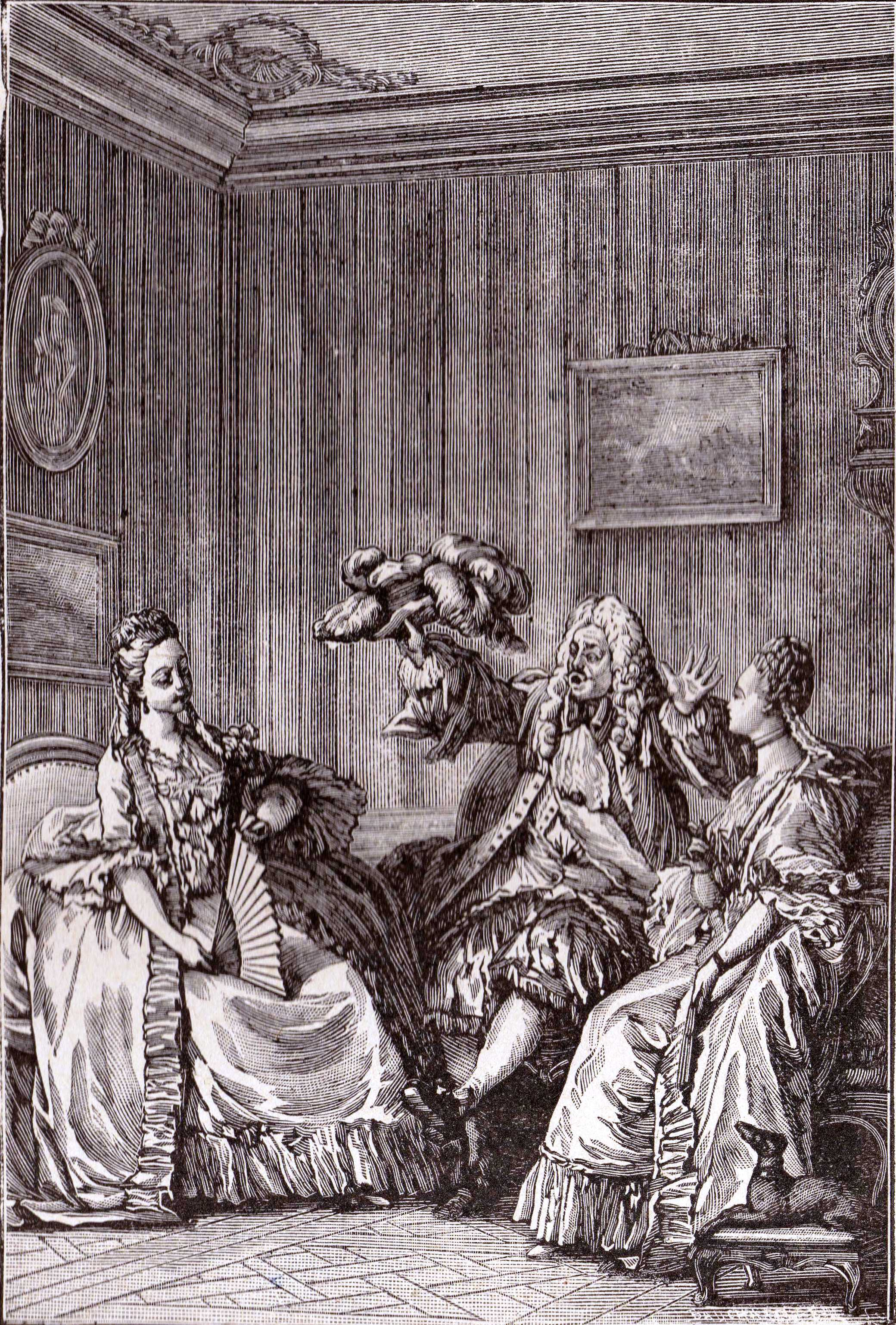
Illustration des Précieuses ridicules. Le marquis de Mascarille entre les deux précieuses.

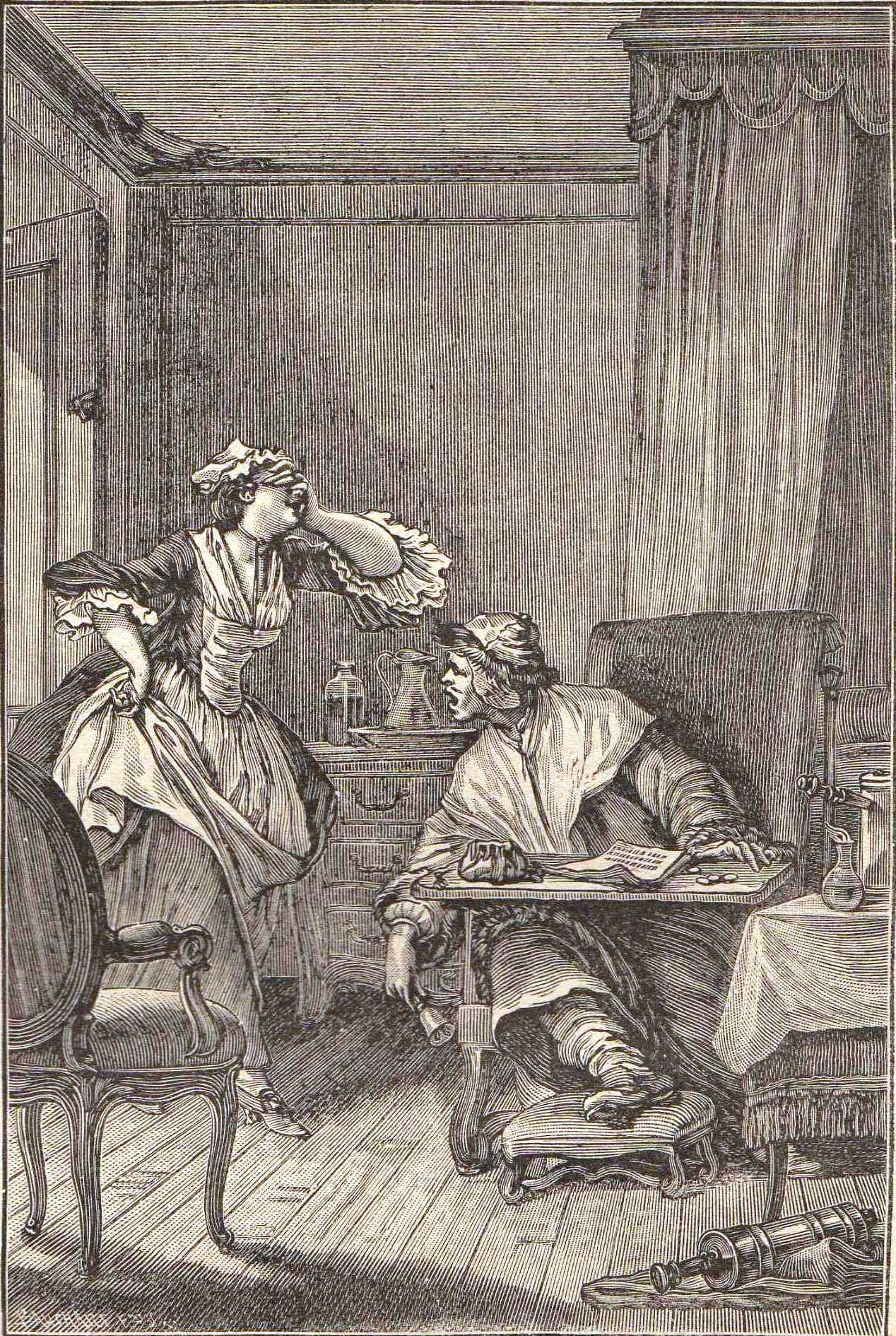
: « Ah ! chienne ! ah ! carogne ! » (Le Malade imaginaire, I, 2, gravure de Moreau le jeune).

Molière exploite toutes les ressources du comique visuel hérité de la farce et de la commedia dell'arte : poursuites, coups de bâton, gesticulations, grimaces. Les contemporains ont laissé de nombreux témoignages de son extraordinaire plasticité corporelle : « Ceux qui l'ont vu [jouer] nous disent qu'il court, fait des révérences, bouscule ou est bousculé, souffle, écume, grimace, se contorsionne, fait mouvoir avec furie les burlesques ressorts de son corps ou avec humour ses gros sourcils ou ses yeux ronds. » Même ses adversaires reconnaissaient son talent de comédien. Selon Donneau de Visé, alias Villenaine : « Jamais personne ne sut si bien démonter son visage, et l'on peut dire que dans cette pièce il en change plus de vingt fois. »
Ainsi que nous en prévient Molière dans la préface des Précieuses ridicules, la seule lecture du texte de ses pièces ne saurait donc rendre justice aux multiples éléments déclencheurs du comique que la mise en scène fait apparaître : « comme une grande partie des grâces qu’on y a trouvées dépendent de l’action et du ton de voix, il m’importait qu’on ne les dépouillât pas de ces ornements ».

Il choisit pour ses personnages des costumes très colorés, auxquels il ajoute parfois des accoutrements extravagants. Par exemple, Mascarille, le « petit marquis » des Précieuses ridicules, joué par Molière lui-même, est ainsi décrit par une spectatrice de l'époque : 

« Sa perruque était si grande qu’elle balayait la place à chaque fois qu’il faisait la révérence et le chapeau si petit qu'il était aisé de juger que le marquis le portait bien plus souvent dans la main que sur la tête […] ses souliers étaient si couverts de rubans qu'il ne m'est pas possible de vous dire s'ils étaient de roussi, de vache d'Angleterre ou de maroquin ; du moins sais-je bien qu'ils avaient un demi-pied de haut, et que j'étais fort en peine de savoir comment des talons si hauts et si délicats pouvaient porter le corps du marquis, ses rubans, ses canons [partie de la culotte] et la poudre. »

Dans L'École des femmes, Arnolphe, impuissant à se faire aimer d'Agnès, en vient à la supplier en des termes ridiculement dramatiques : 
« Quelle preuve veux-tu que je t’en donne, ingrate ?

« Me veux-tu voir pleurer ? Veux-tu que je me batte ?

« Veux-tu que je m’arrache un côté de cheveux ?

« Veux-tu que je me tue ? Oui, dis si tu le veux :

« Je suis tout prêt, cruelle, à te prouver ma flamme. »
Cette déclaration était accompagnée de « roulements d’yeux extravagants, [de] soupirs ridicules, et [de] larmes niaises qui font rire tout le monde », comme nous l'apprend un personnage de La Critique de l'École des femmes.
Molière fait volontiers apparaître ses personnages sous des déguisements pour tromper ou mystifier. Dans Le Malade imaginaire, la jeune servante Toinette se déguise en vieux médecin pour émettre un diagnostic qui se termine par la fameuse réplique du « poumon » (Acte III, scènes 8 et 10). Dans Dom Juan, c'est Sganarelle qui se déguise en médecin et prescrit des émétiques aux effets funestes (Acte III, scène 1). Dans Amphitryon, Mercure prend la figure du valet d'Amphitryon, Sosie, pour servir les desseins amoureux de Jupiter. Le garçon amoureux se déguise en intendant dans L'Avare, en fils du Grand Turc dans Le Bourgeois gentilhomme, en maître de musique dans Le Malade imaginaire : cela lui permet dans chacun de ces cas de « donner une réplique au père-obstacle opposé à ses vœux qui est sans commune mesure avec le discours ordinaire des jeunes premiers ».
Jusqu'en 1661, Molière a recours à un masque quand il interprète le personnage de Mascarille. Par la suite, il jouera Sganarelle sans masque, mais se noircit les sourcils et la moustache au charbon ou à l'encre. Il continue cependant à utiliser des masques faits sur mesure pour certains personnages, tout particulièrement les médecins dans plusieurs pièces, dont L'Amour médecin et Le Malade imaginaire.
Il imagine des situations proprement burlesques, comme dans Monsieur de Pourceaugnac où un intrigant persuade un provincial un peu épais de se travestir en femme pour échapper à ses poursuivants (Acte III, scènes 1-4). La bouffonnerie des déguisements relève donc aussi du comique de situation.

### Situations cocasses et renversements de perspective

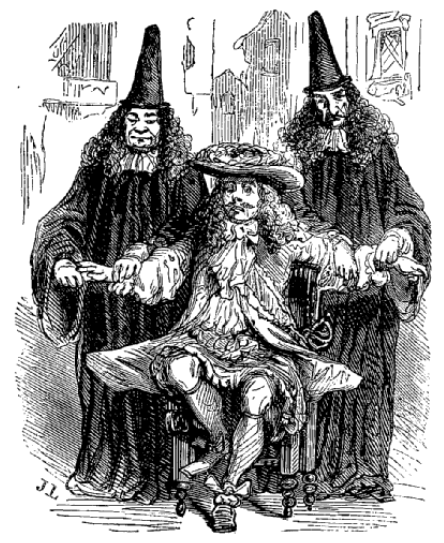
Deux médecins prennent le pouls de Monsieur de Pourceaugnac.

Le comique de situation abonde dans les pièces de Molière : un personnage tient à voix haute des propos qu’il dément en aparté ; le mari sort de sa maison sans voir l'amant qui y entre ; un personnage que l’on sait attaché à la ruine d’un autre personnage accable ce dernier de compliments outrés dont il ne croit pas un seul mot. Ou encore, comme le signale Bergson : « le maître de philosophie de M. Jourdain s'emportant après avoir prêché contre la colère, Vadius tirant des vers de sa poche après avoir raillé les liseurs de vers, etc.. »

Un déclencheur courant est un renversement radical de situation ou de perspective. Ainsi, dans L'Avare, le courtier Simon présente à Harpagon un emprunteur potentiel qui n'est autre que Cléante, son fils. Le père découvre que son fils est dépensier, en même temps que le fils découvre que son père est un usurier : 

« Maître Simon montrant Cléante à Harpagon : Monsieur est la personne qui veut vous emprunter les quinze mille livres dont je vous ai parlé.

— Harpagon : Comment, pendard ! c’est toi qui t’abandonnes à ces coupables extrémités !

— Cléante : Comment ! mon père, c’est vous qui vous portez à ces honteuses actions ! »

La mise en scène de deux personnages contrastés produit aussi un effet comique, comme le note Bergson, parce que la dissemblance attire l'attention sur leur physique plutôt que sur le contenu de leurs propos : 

« Quand Molière nous présente les deux docteurs ridicules de L'Amour médecin, Bahis et Macroton, il fait parler l’un d’eux très lentement, scandant son discours syllabe par syllabe, tandis que l’autre bredouille. Même contraste entre les deux avocats de M. de Pourceaugnac. D’ordinaire, c’est dans le rythme de la parole que réside la singularité physique destinée à compléter le ridicule professionnel. »

### Manies et traits de caractère ridicules

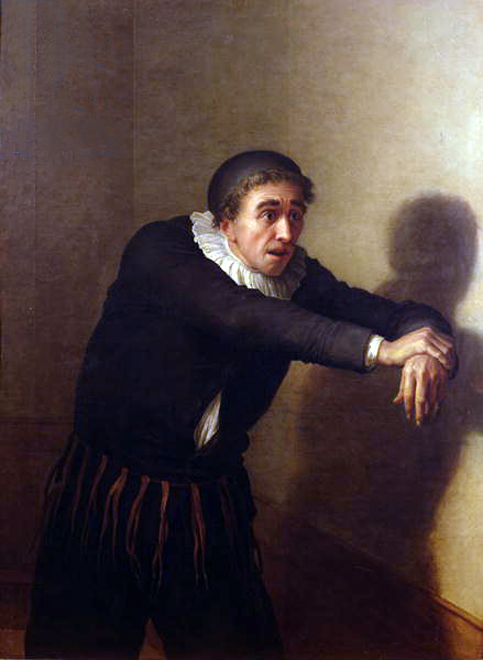
Grandmesnil dans le rôle d'Harpagon par Desoria (1817).

Dans une étude sur le génie de Molière parue en 1736, l'écrivain et comédien Luigi Riccoboni oppose la comédie de caractère à la comédie d'intrigue : alors que, dans cette dernière, l'action et ses rebondissements sont essentiels, la première se consacre d'abord à peindre des caractères d'où découlera une action. À cet égard, « Le Misanthrope est souvent considéré comme la première manifestation de la comédie dite de caractère ».

Une source importante du comique moliéresque réside en effet dans la conception des personnages principaux, souvent affligés d'une manie poussée jusqu'à l'invraisemblance. C'est cette manie qui suscite le comique, selon la thèse du philosophe Henri Bergson qui, dans son étude sur le rire, s'appuie sur les pièces de Molière pour montrer que le rire est suscité par le spectacle « du mécanique plaqué sur du vivant ». Le rire est « une espèce de geste social » par lequel l'individu et la société tendent à se préserver : 

« Toute raideur du caractère, de l’esprit et même du corps, sera donc suspecte à la société, parce qu’elle est le signe possible d’une activité qui s’endort et aussi d’une activité qui s’isole, qui tend à s’écarter du centre commun autour duquel la société gravite, d’une excentricité enfin. »

Comme le note Jacques Scherer, « Le personnage comique de Molière est un inconscient […] Il ne comprend jamais qu'il est comique. Le public, qui le comprend, se sent supérieur à lui, et rit de cette supériorité. Tous les ridicules peints par Molière sont inconscients : étourderie, préciosité, peur du « cocuage », dès les premières œuvres; puis, de plus en plus, opiniâtreté dans des attitudes imperméables à l'expérience. Le personnage vit dans un univers chimérique qu'il s'est créé et où il est seul : cocus imaginaires, malades imaginaires, chrétiens illusoires, faux nobles, faux savants. »
Cette manie pousse les personnages à un tel niveau d'aveuglement qu'ils deviennent leurs pires ennemis. Ainsi, dans L'Avare, Harpagon, rendu fou par le vol de sa cassette, s'écrie : « Je veux aller quérir la justice, et faire donner la question à toute ma maison ; à servantes, à valets, à fils, à fille, et à moi aussi. »
Les contemporains ont si bien reconnu en Molière « un écrivain capable de proposer des peintures exactes des caractères et des mœurs de son temps », qu'ils l'ont surnommé « le peintre » et ont trouvé en lui un nouveau Térence, auteur latin considéré alors comme « le parangon de la vraie comédie ».
L'ensemble de ses pièces compte quelque 150 personnages. Poussant les portraits des principaux jusqu'à la caricature, Molière a réussi à en faire des types : Tartuffe reste le modèle de la dévotion feinte, Harpagon est l'avarice personnifiée, Argan est le malade imaginaire par excellence, Monsieur Jourdain est le type du bourgeois sot et vaniteux qui croit pouvoir s'acheter une apparence de noblesse.
Les noms propres sont souvent révélateurs : Trissotin est le modèle du pédant « triplement sot » dans Les Femmes savantes, le médecin Diafoirus dans Le Malade imaginaire évoque quelque lavement « foireux », le bourgeois Gorgibus est le père des précieuses ridicules, Arnolphe dans L'École des femmes s'appelle « de La Souche », patronyme fort approprié à un homme hanté par le cocuage et anxieux d'assurer la transmission de son titre, etc.

### Comique de répétition

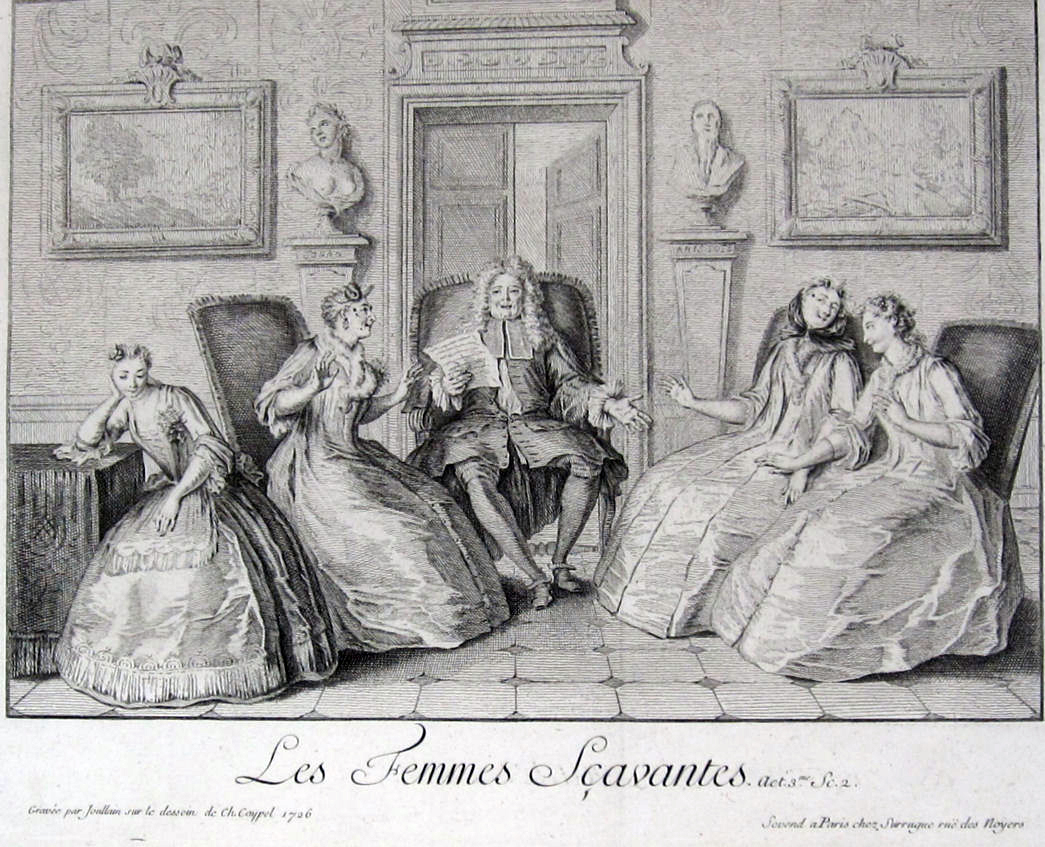
Trissotin entouré des femmes savantes. Dessin de Charles Antoine Coypel, gravure de François Joullain (1726).

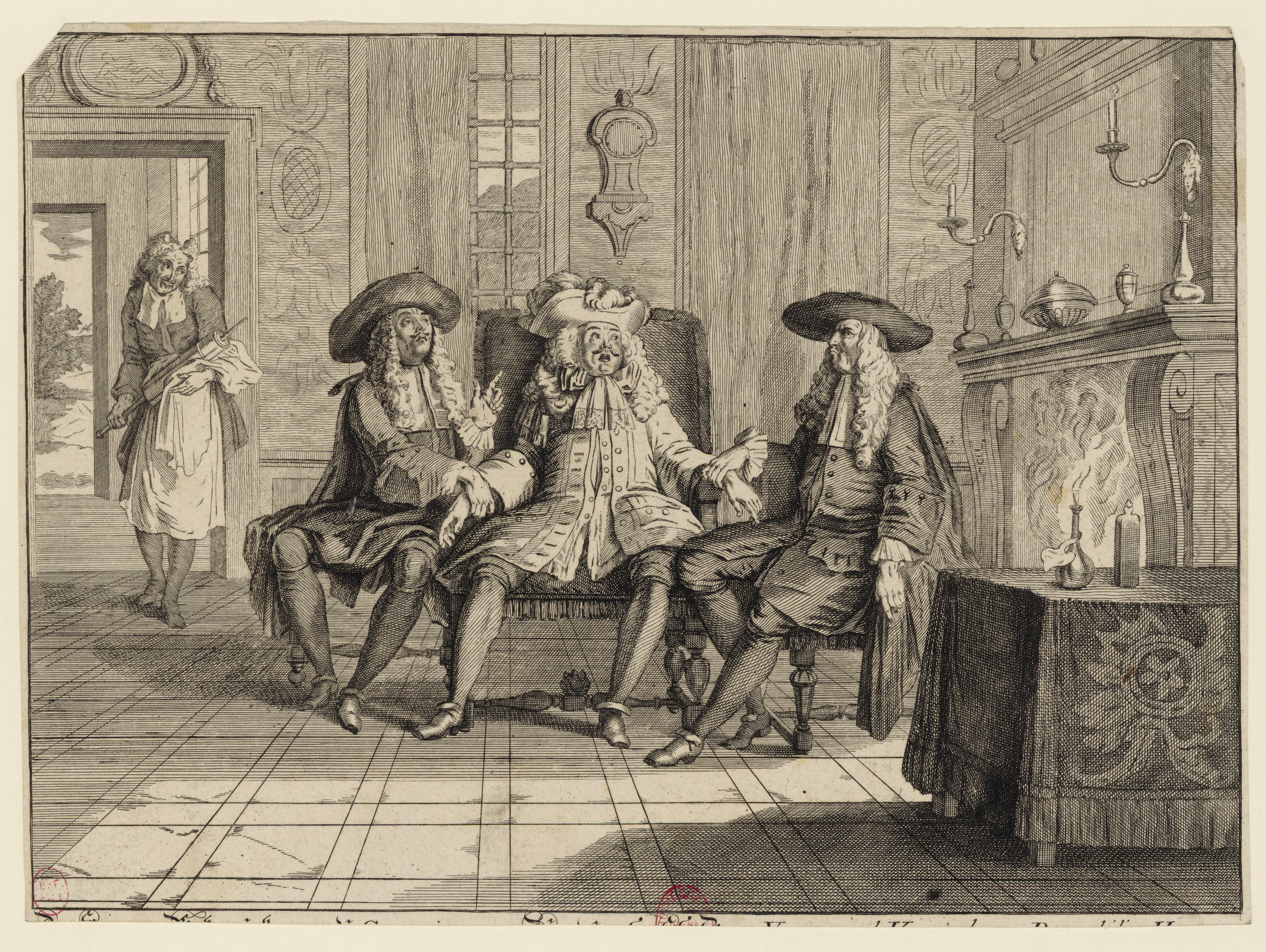
Illustration d'une scène du Malade imaginaire. À gauche, un apothicaire apporte un énorme clystère.

Molière exploite les effets comiques produits par la répétition, tant sur le plan verbal des dialogues que dans les grandes structures de l’action.
Un exemple célèbre de répétition verbale est la scène du Malade imaginaire où la servante Toinette déguisée en médecin émet le même diagnostic (« le poumon ») à chacun des symptômes énumérés par Argan. De même, la réplique récurrente « Sans dot ! » que fait Harpagon aux arguments opposés à son projet de marier sa fille au vieil Anselme.

Parfois, les répétitions s'enchaînent en séries, montrant chez Molière « une volonté de symétrie formelle. », comme lorsque l'apothicaire offre un clystère à M. de Pourceaugnac : 

« L’Apothicaire : C’est un petit clystère, un petit clystère, benin, benin ; il est benin, benin, là, prenez, prenez, prenez, Monsieur : c’est pour déterger, pour déterger, déterger… »

Cette même séquence réapparaît quelques scènes plus loin, lorsque M. de Pourceaugnac fait le récit de ses mésaventures à celui-là même qui les a machinées, mêlant le comique de répétition au comique de situation :

« Monsieur de Pourceaugnac : […] Apothicaire. Lavement. Prenez, Monsieur, prenez, prenez. Il est benin, benin, benin. C’est pour déterger, pour déterger, déterger. »

On trouve aussi nombre de cas de répétition structurelle. À cet égard, la répétition d’un quiproquo est doublement comique. Dans George Dandin ou le Mari confondu, Lubin, qui est au service de l’amant, se trompe par trois fois sur « l’identité de Dandin, le prend pour confident et lui donne une information qu’il ne devrait pas lui donner sur les amours adultères d’Angélique. »

La répétition est comique parce qu'elle suggère, comme l'a noté Bergson, l'idée d'un automatisme non maîtrisé : 

« Quand Dorine raconte à Orgon la maladie de sa femme, et que celui-ci l’interrompt sans cesse pour s’enquérir de la santé de Tartuffe, la question qui revient toujours : « Et Tartuffe ? » nous donne la sensation très nette d’un ressort qui part. C’est ce ressort que Dorine s’amuse à repousser en reprenant chaque fois le récit de la maladie d’Elmire. Et lorsque Scapin vient annoncer au vieux Géronte que son fils a été emmené prisonnier sur la fameuse galère, qu’il faut le racheter bien vite, il joue avec l’avarice de Géronte absolument comme Dorine avec l’aveuglement d’Orgon. L’avarice, à peine comprimée, repart automatiquement, et c’est cet automatisme que Molière a voulu marquer par la répétition machinale d’une phrase où s’exprime le regret de l’argent qu’il va falloir donner : « Que diable allait-il faire dans cette galère ? » Même observation pour la scène où Valère représente à Harpagon qu’il aurait tort de marier sa fille à un homme qu’elle n’aime pas. « Sans dot ! » interrompt toujours l’avarice d’Harpagon. Et nous entrevoyons, derrière ce mot qui revient automatiquement, un mécanisme à répétition monté par l’idée fixe. »

## Les décors de Molière

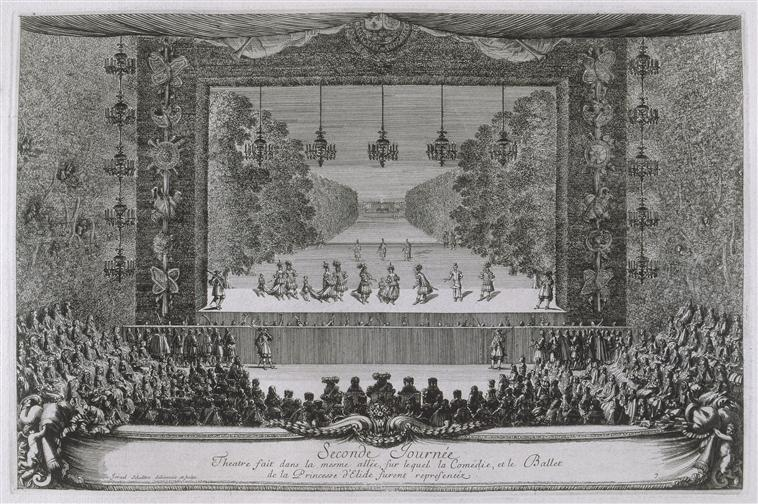
La Princesse d'Élide (1664) créée dans les jardins de Versailles et dont les décors représentent aussi des jardins. On voit, peint sur la toile de fond, le palais d'Alcine dont l'embrasement, le lendemain, sera le bouquet final des Plaisirs de l'île enchantée.

Molière prenait grand soin non seulement des costumes, mais aussi des décors, même pour des représentations en plein air, comme celle qu'il donna de George Dandin ou le Mari confondu à Versailles en 1668 : « quoi de plus fastueux et de plus éblouissant que le théâtre dressé par Carlo Vigarani dans l'allée du Roi à Versailles, couvert de feuillées pour le dehors, et à l'intérieur paré de riches tapisseries. »
De nouvelles possibilités scéniques s’étaient mises en place dès le début du XVIIe siècle dans les grandes salles parisiennes : l’Hôtel de Bourgogne, le théâtre du Marais, la salle du Petit-Bourbon et tout particulièrement le théâtre du Palais-Royal, dont Philippe Cornuaille a reconstitué l'architecture scénique à un moment clé de son histoire grâce à l’observation de plans et de documents jusqu’ici peu ou pas exploités.
Pour la plupart des comédies de Molière créées à la ville, il n'existe que peu de commentaires ou de documents contemporains touchant à la scénographie, hormis un manuscrit exceptionnel concernant Le Festin de Pierre et quelques mémoires présentés par des fournisseurs, notamment pour la création du Malade imaginaire avec la musique composée par Marc-Antoine Charpentier. La plupart du temps, c’est la fonction même du décor induite par l’action qui aide à visualiser celui-ci. Il est en effet possible de cadastrer des périmètres où le décor prend toute son importance, tant il est lié à l’action. Les exemples de L'École des maris et de L'École des femmes sont frappants avec le déplacement parfois progressif, parfois brutal, d’un endroit à un autre, d’un décor de maison vers un autre décor. Le regroupement des comédies par thème — carrefours de rues, intérieurs, changements de lieux — aide à mieux discerner une évolution dans tel ou tel type de scénographie et souligne l’importance que pouvait accorder Molière à la fonction dramaturgique d’un décor,.
Les copieuses relations faites par La Fontaine, Félibien ou la Gazette donnent un luxe de détails sur les décorations de la plupart des comédies-mêlées de Molière. En plus d’une fonction inscrite dans l’action, les décors et la scénographie prennent alors une forte valeur ornementale et spectaculaire. Quelques gravures publiées à grands frais à l’occasion de divertissements royaux restent les uniques représentations visuelles crédibles de certaines mises en scène, comme ces illustrations de George Dandin ou de La Princesse d’Élide.

## Réception critique et interprétations

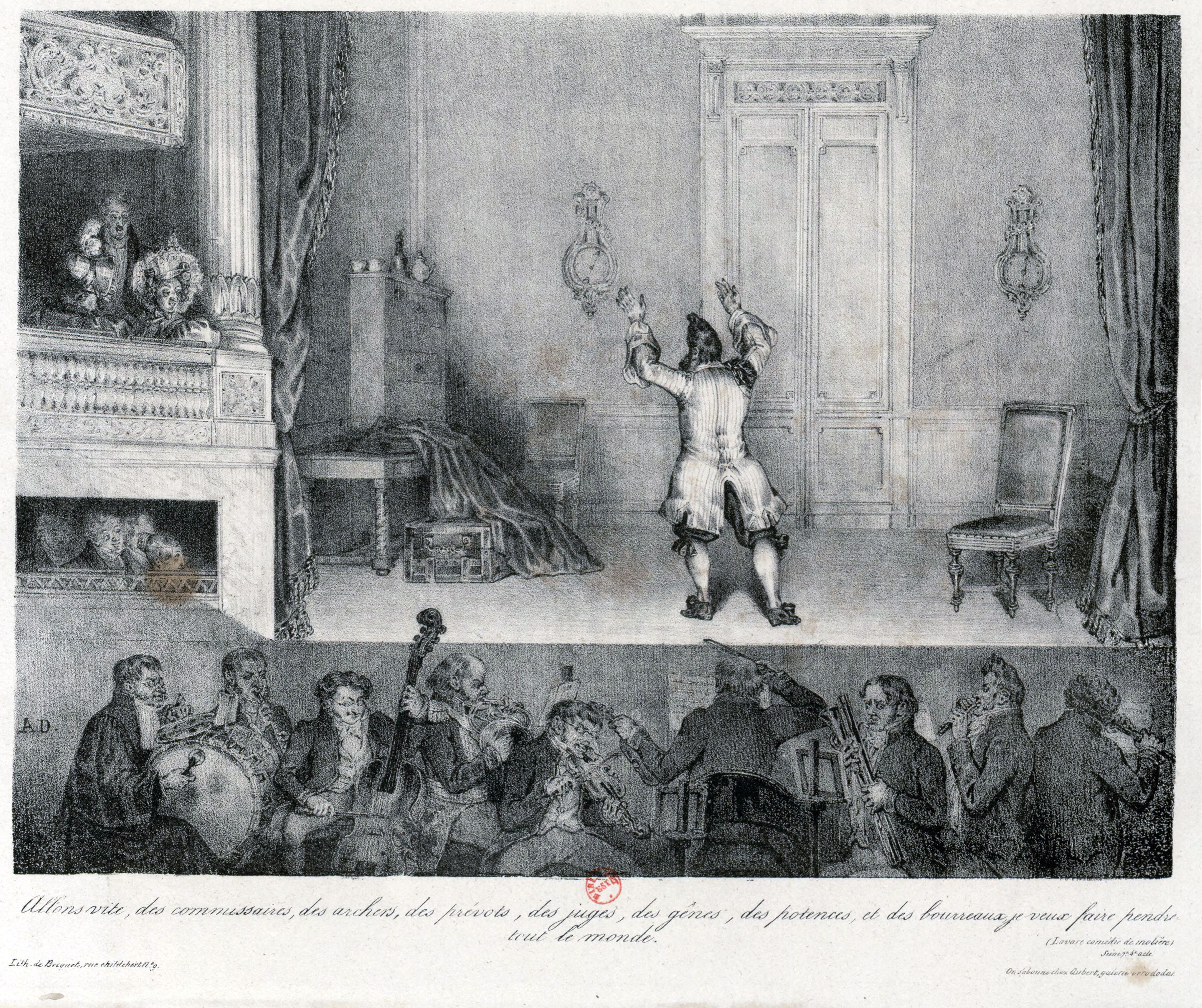
L'Avare, Acte IV, scène 7. Lithographie d'Auguste Desperet.

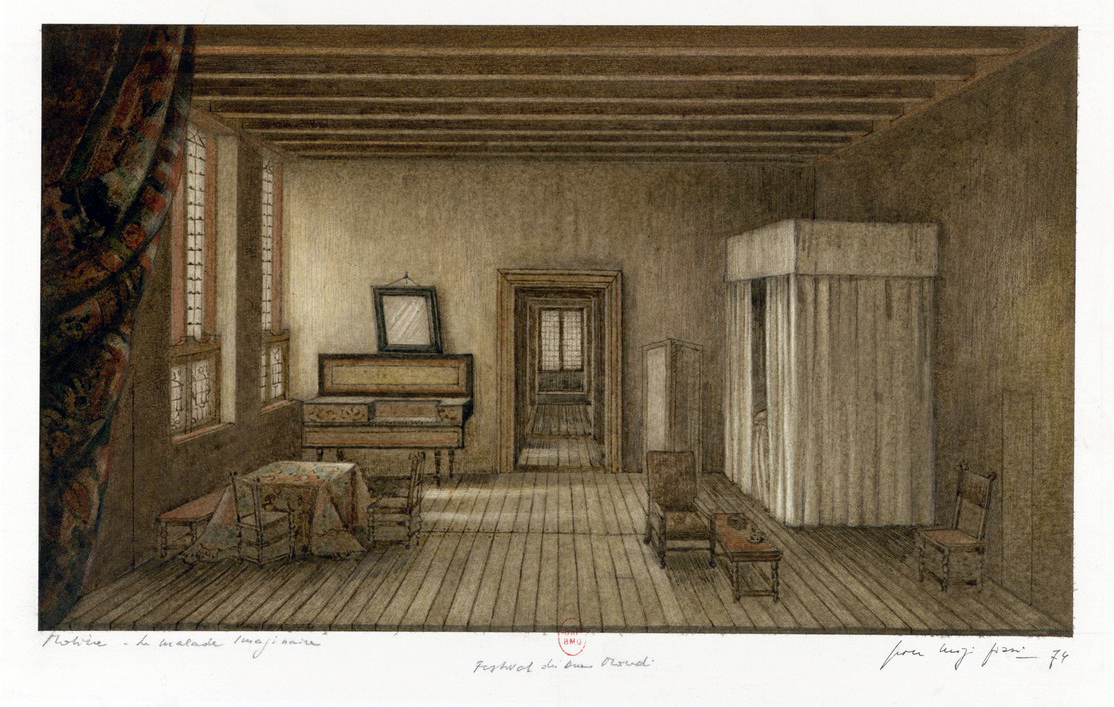
Maquette de décor pour Le Malade imaginaire de Pier Luigi Pizzi.

### Réception et diffusion

#### En France
De son vivant, les détracteurs de Molière lui reprochaient de recourir à la farce, considérée comme un genre bas et vulgaire — attaques amplifiées par le parti religieux qui se sentait visé par certaines de ses pièces —, mais il avait pour lui l'élite intellectuelle de l'époque. Dès 1663, l'influent critique Jean Chapelain louait Molière pour la qualité de son invention et les morales de ses pièces, tout en le mettant en garde contre un excès de bouffonnerie. La même année, Donneau de Visé écrit dans ses Nouvelles Nouvelles : « jamais homme n'a su si naturellement décrire, ni représenter les actions humaines. »
Quant à Boileau, il assistait à ses pièces et y riait de bon cœur, même s'il dénonce dans L'Art poétique les disparités de ton et ce qu'il juge être des faiblesses dans l'œuvre de Molière. Selon un de ses interlocuteurs, il « ne se lassait point d’admirer Molière, qu’il appelait toujours le Contemplateur ». À Louis XIV qui lui demandait « quel était le plus rare des grands écrivains qui avaient honoré la France pendant son règne », Boileau aurait répondu que c'était Molière.
On a cru pendant longtemps que La Fontaine évoquait dans Les Amours de Psyché (1669) la petite société littéraire où il retrouvait Molière, Racine et Boileau vers 1660. On sait aujourd'hui qu'il n'en est rien. Tout comme Molière, il assigne à l'œuvre la nécessité de plaire. Dès 1661, il lui consacre un petit poème dans une lettre à son ami François de Maucroix et écrit son épitaphe en 1673 (voir plus haut).
La même année, Brécourt publie une comédie intitulée L'Ombre de Molière, dans laquelle le dramaturge est confronté dans l'au-delà à une poignée de ses personnages désireux de se venger de lui pour les avoir tournés en ridicule. Molière a donc bien donné lieu à un phénomène de « mythologisation spontanée », comme le note un critique moderne, et « compte parmi le petit nombre des artistes suscitant une légende spontanée presque de leur vivant. »
Vingt ans après la mort de Molière, Bossuet fustige « ce rigoureux censeur des grands canons, ce grave réformateur des mines et des expressions de nos précieuses », qui « étale cependant au plus grand jour les avantages d'une infâme tolérance dans les maris », qui « sollicite les femmes à de honteuses vengeances contre leurs jaloux », et « a fait voir à notre siècle le fruit qu'on peut espérer de la morale du théâtre, qui n'attaque que le ridicule du monde, en lui laissant cependant toute sa corruption ». Et l'« aigle de Meaux » de conclure en citant l'évangile de Luc : « [il] passa des plaisanteries du théâtre, parmi lesquelles il rendit presque le dernier soupir, au tribunal de celui qui dit : Malheur à vous qui riez, car vous pleurerez. »
Dans son Dictionnaire historique et critique (1697), Pierre Bayle emprunte une bonne partie de son article sur Molière à l'édition des Œuvres complètes (1682), ajoutant : « Ce livre est plus connu et plus manié que ne le sera jamais mon Dictionnaire. »
Au siècle suivant, Molière est « admiré pour avoir apporté les lumières en une époque de préjugés » et est considéré comme un « génie universel ». Dès 1705, Grimarest, son premier biographe, estime que « Ses Pièces représentées sur tant de Théâtres, traduites en tant de langues, le feront admirer autant de siècles que la Scène durera ». Voltaire écrit une Vie de Molière (1739), Chamfort produit un Éloge de Molière et Diderot souligne son génie créateur.
Diverses pièces de Molière servent alors de canevas à des dramaturges satirisant les lieux de sociabilité des Lumières : Palissot (Le Cercle, 1755 ; Les Philosophes, 1760), Rochon de Chabannes (La Manie des arts, 1763), Poinsinet (Le Cercle, 1764), Jean-Jacques Rutlidge (Le Bureau d’esprit, 1776), Dorat (Les Prôneurs ou le Tartuffe littéraire, 1777), Jean-Louis Laya (L’Ami des lois, 1793).
En revanche, Jean-Jacques Rousseau reprend contre Molière les griefs que lui ont faits les dévots rigoristes du siècle précédent :
« Prenons [le théâtre comique] dans sa perfection, c’est-à-dire, à sa naissance. On convient, et on le sentira chaque jour davantage, que Molière est le plus parfait auteur comique dont les ouvrages nous soient connus ; mais qui peut disconvenir aussi que le théâtre de ce même Molière, des talents duquel je suis plus l’admirateur que personne, ne soit une école de vices et de mauvaises mœurs, plus dangereuse que les livres mêmes où l’on fait profession de les enseigner ? Son plus grand soin est de tourner la bonté et la simplicité en ridicule, et de mettre la ruse et le mensonge du parti pour lequel on prend intérêt ; ses honnêtes gens ne sont que des gens qui parlent, ses vicieux sont des gens qui agissent et que les plus brillants succès favorisent le plus souvent ; enfin l’honneur des applaudissements, rarement pour le plus estimable, est presque toujours pour le plus adroit. »
Cette critique morale de Rousseau vaudra à Molière d'être quelque peu exclu du répertoire pendant les années de la Terreur (1793-1794).
Le XIXe siècle redécouvre son théâtre, qui est célébré par Hugo, Gautier, Stendhal, Balzac et le critique Sainte-Beuve. Dans Une soirée perdue (1840), Musset expose ses impressions après une représentation du Misanthrope, signalant tristement que « l’auteur n’avait pas grand succès / Ce n’était que Molière » et admirant cette « mâle gaieté, si triste et si profonde / Que lorsqu'on vient d'en rire, on devrait en pleurer ».
Molière est de loin l'auteur le plus souvent mis en scène à la Comédie-Française depuis sa fondation il y a plus de trois siècles : en 2008, cette institution totalisait 33 400 représentations de ses pièces contre 9 408 pour Racine et 7 418 pour Corneille. Ses comédies les plus souvent jouées sont Le Tartuffe, L'Avare et Le Malade imaginaire.

#### À l'étranger
Très vite, la renommée de Molière dépasse les frontières et des traductions de ses pièces commencent à apparaître, la première étant celle de L'Amour médecin en néerlandais, en 1666, bientôt suivie par une adaptation de L'Étourdi en anglais, par Dryden (1667). Avant la fin du XVIIe siècle, son œuvre est traduite en italien par Nicolo Castelli. Elle est traduite en anglais, d'abord partiellement par John Ozell (1714), puis intégralement par Baker et Miller (1739). La personne de Molière inspire une étude à Luigi Riccoboni (Observations sur la Comédie et le génie de Molière, 1736) et la pièce Il Moliere à Carlo Goldoni (1751). Son œuvre est introduite au Japon à partir de 1868 par Koyo Osaki, où elle est immédiatement « mise en scène par des troupes de kabuki ». Elle est maintenant disponible, au moins partiellement, dans plus d'une cinquantaine de langues. Selon Simone Bertière, « Molière apparaît aujourd'hui, après Shakespeare, comme l'auteur le plus traduit, le plus lu et le plus représenté à travers le monde ». Son sens aigu de l'observation le rend universel : « Le Japon et le Maroc, aussi bien que le Brésil ou l'Allemagne, peuvent jouer Molière dans leur langue, et regardent ses types comme bien observés ».
Au terme d'une étude sur son œuvre — qu'il décrit comme une comédie de l'intelligence —, un critique américain concluait : « Molière est de loin le plus grand créateur de formes dramatiques dans toute l’histoire de la littérature française et est comparable à cet égard à Shakespeare en Angleterre ».

#### Une renommée mondiale
À l'approche des célébrations entourant le quatrième centenaire de sa naissance, un dossier du journal Le Monde le présente comme étant « au Panthéon des célébrités mondiales » : Molière est l'incarnation du théâtre dans les pays de langue arabe ; introduit en Chine vers 1930, il y est le dramaturge français le plus connu, notamment grâce à L'Avare et Le Tartuffe ; au Sénégal, il a été récemment traduit en wolof ; toujours joué aux États-Unis, au Brésil et en Russie, son étoile a un peu pâli en Europe, où « il souffre de sa réputation d’auteur comique ».

### Interprétations modernes
La critique moderne est divisée sur l'interprétation à faire de cette œuvre, car « [elle] a pendant si longtemps été considérée comme une confidence personnelle à peine voilée, ou comme l'exposé volontiers didactique d'une thèse ou d'une philosophie — libertine, naturaliste, ou de sens commun — qu'il est encore difficile aujourd'hui d'adopter un point de vue totalement libéré de ces perspectives. » Au contraire de René Bray, qui écrit, non sans provocation, que « Molière ne pense qu'à nous faire rire », Gérard Defaux estime que « Molière est un artiste qui pense » et que son théâtre « consiste essentiellement en une méditation sur la nature et sur les mécanismes de la comédie, qui mène peu à peu Molière à prendre conscience de soi, à se remettre en question, pour parvenir en définitive à une vision comique du monde et de notre condition totalement différente de celle dont il était parti ».

Les pièces se prêtent en effet à des lectures et interprétations parfois très divergentes comme le montrent les mises en scène : 

« Jouvet, qui n'a cessé de souligner le caractère totalement malléable de chaque pièce de Molière, faisait au milieu de notre siècle ce constat : « successivement romantique, symbolique ou réaliste, une pièce de Molière peut s'adapter encore au freudisme, au surréalisme, à l'existentialisme » ; les stars de la mise en scène de la période 1960-80, les Planchon, Chéreau, Bourseiller, Roussillon, ont incontestablement retenu la leçon. »

Pour sa part, Bernard Sobel donne du Dom Juan une lecture sociologique, montrant « un monde aristocratique en déclin, dont les valeurs féodales — gloire, honneur, vertu — ne peuvent être que des façades après la Fronde ». De même, dans sa mise en scène du Tartuffe en 1990, il « reste fidèle à sa conception d'un Molière anti-monarchiste et anti-bourgeois » et présente cette pièce comme « la crise de conscience de la bourgeoisie naissante qui a engendré le totalitarisme ». Dès lors, le comique est évacué au profit du message politique.
À l'étranger, Molière a parfois aussi été replacé dans un contexte actuel. Ainsi, Bill Dexter « transporte Le Misanthrope de la Cour de Louis XIV à la « Cour » autocratique de Charles de Gaulle en 1966 », en utilisant une traduction-adaptation écrite à l'occasion du tricentenaire de la pièce par Tony Harrison. Le Tartuffe a souvent aussi été transposé dans un cadre moderne, que ce soit dans la version anglaise de Ranjit Bolt en 2002 ou dans l'adaptation québécoise de Denis Marleau en 2016.

### Mise en question de la paternité des œuvres

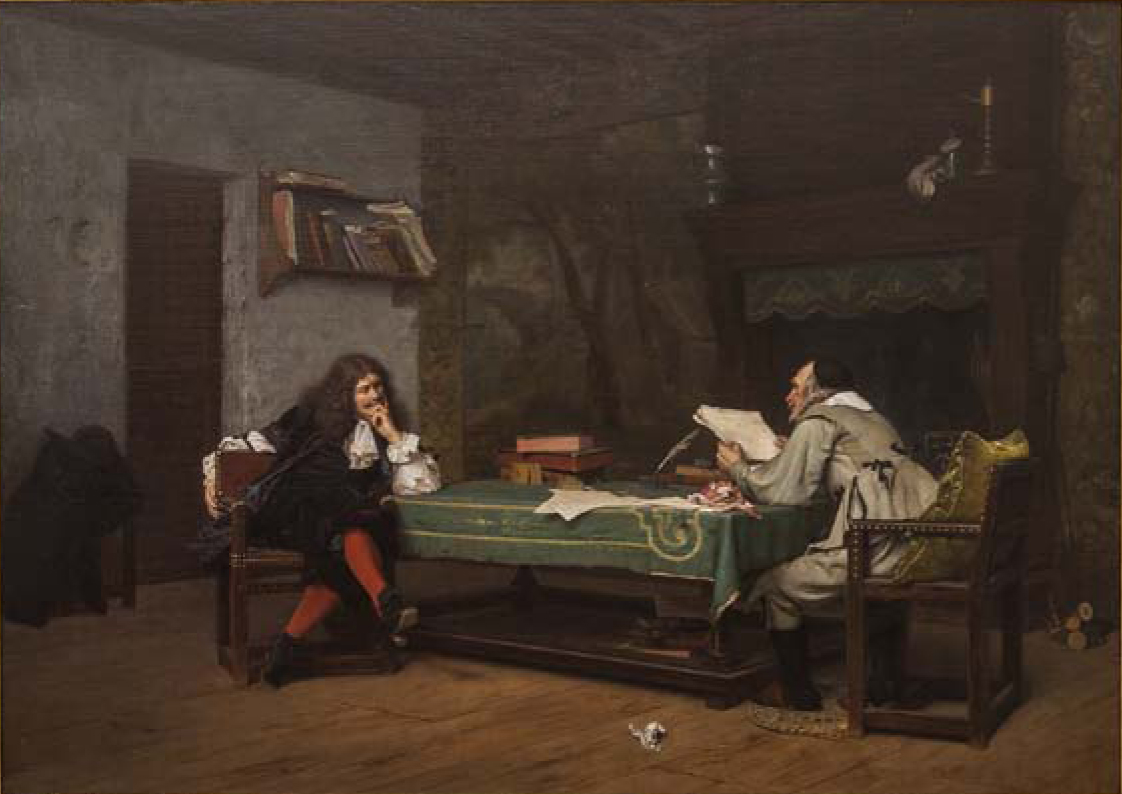
Une collaboration (Molière et Corneille) de Jean-Léon Gérôme (peint en 1873).

La paternité des œuvres de Molière est quelquefois l’objet de contestations depuis qu’en 1919 le poète et romancier Pierre Louÿs annonça, dans la revue littéraire Comœdia, avoir mis au jour une supercherie littéraire. Selon lui, Molière n'aurait pas écrit lui-même ses pièces et aurait eu Pierre Corneille pour « nègre », ou, plus précisément, Molière aurait été le prête-nom de Corneille.
Cette remise en question, quasiment oubliée après l'éclat de Pierre Louÿs, s'est renouvelée et un peu intensifiée depuis les années 2000, notamment avec la publication dans une revue scientifique anglophone de deux articles, dont le plus récent est le résumé d'une thèse de doctorat russe. Par des méthodes statistiques différentes, ces deux articles constatent la proximité entre le vocabulaire et la syntaxe des deux auteurs et en déduisent que la théorie de Pierre Louÿs est valide. L'un repose sur le calcul de la « distance intertextuelle » du point de vue lexical ; l'autre repose sur l'analyse de données syntaxiques. Dans les deux cas, l'enquête n'a toutefois pas été élargie aux autres auteurs de comédies du XVIIe siècle pour vérifier si la proximité entre le vocabulaire et la syntaxe de Corneille et de Molière ne se retrouverait pas aussi chez leurs confrères. Or, justement, une étude plus récente a montré que, si l'on élargit le corpus à d'autres auteurs, la proximité observée entre certaines comédies de Corneille et de Molière n'a rien d'exceptionnel.
Un site internet, ouvert en 2011 sous la direction de Georges Forestier, déploie un ensemble d’arguments historiques, philologiques, stylistiques et lexicologiques, ainsi que des témoignages d’époque et des travaux récents qui réfutent la thèse de Louÿs et recense les prétendues « anomalies dans les vies et les relations de Molière et de Corneille » qui ont pu donner du crédit à cette thèse.
Fin 2019, une nouvelle étude statistique, à l'aide de six méthodes différentes mais concordantes, attribue sans ambiguïté 37 pièces de Molière, Corneille et trois de leurs contemporains à leurs auteurs putatifs : Molière est bien un auteur différent des quatre autres et notamment de Pierre Corneille. Dominique Labbé a répondu à cette étude par un article disponible sur l'archive HAL,,.

## Dans les autres arts et la culture

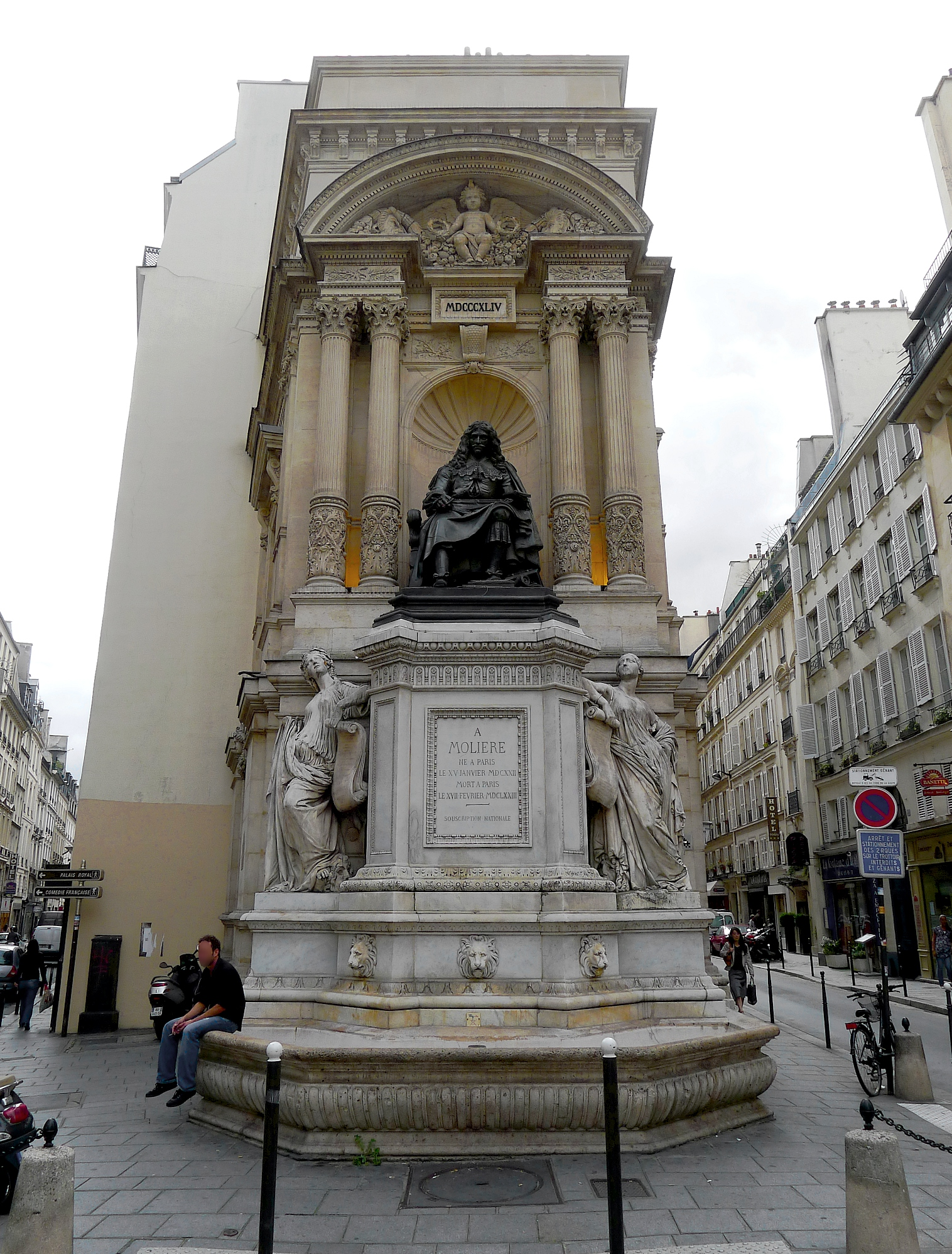
La fontaine Molière, entre la rue de Richelieu et rue Molière à Paris.

### Théâtre
- Sa vie et des épisodes qui y sont rattachés sont mis en scène dans de nombreuses pièces de théâtre, tels L'Impromptu du Palais-Royal de Jean Cocteau (1962) ou La Petite Molière de Jean Anouilh et Roland Laudenbach[352].

- Au Québec, dans la pièce de théâtre « Mademoiselle Molière » de Hubert Fielden donnée au Théâtre Denise-Pelletier de Montréal (2015), jouée par Jean-François Beauvais[353]

- Dans la pièce de théâtre « Mademoiselle Molière » de Gérard Savoisien (2019), un deux-en-scène intimiste proposant de partager l'intimité du couple Molière et Madeleine Béjart au moment où, à ses 39 ans, le dramaturge, fort de ses premiers succès, décide d'épouser la fille de cette dernière, Armande. Elle était jouée en alternance par Christophe de Mareuil et Pierre-Olivier Mornas[354]. Cette pièce fut primée et nommée aux Molières 2019.

- Dans la pièce de théâtre « Jean-Baptiste, Madeleine, Armande et les autres...», création et mise en scène de Julie Deliquet pour la Comédie-française - Salle Richelieu (2022)[355],[356] :  interprétée par Clément Bresson

- Il est la figure centrale de la comédie musicale Molière, l'opéra urbain (2023) de Dove Attia, laquelle retranscrit sa vie de façon romancée et où il est inteprété par PETiTOM.

### Littérature

#### Roman
Mikhaïl Boulgakov consacre à l'affaire Tartuffe un drame intitulé La Cabale des dévots, dont il reprend ensuite des éléments dans Le Roman de monsieur de Molière (1933), qui tente de combler les vides que l'absence de documents a laissés dans la vie de l'écrivain.
Dans Baptiste ou la dernière saison (1990), Alain Absire expose les intrigues qui hantent la dernière saison du dramaturge.

### Filmographie

#### Cinéma
- En 1910, Léonce Perret, Louis Feuillade et Abel Gance réalisent le film Molière[358]. Ce film « accrédite l'image mythique d'un Molière impérial, statufié comme un César[359]. »
- En 1922, Jacques de Féraudy réalise le film Molière, sa vie, son œuvre.
- En 1978, Ariane Mnouchkine réalise le film Molière, qui est centré sur la vie de comédien et restitue l’atmosphère de l'époque, avec Philippe Caubère dans le rôle-titre. Comme le précise Mnouchkine, « C'est en fait un voyage d'une vie d'artiste à travers les contradictions, les responsabilités d'un artiste, de surcroît dans une période historique fascinante[359]. »
- En 1994, Robert Wilson réalise La Mort de Molière[360].
- En 2007, Laurent Tirard réalise le film Molière, avec Romain Duris en Molière jeune, et aussi Fabrice Luchini, Laura Morante, Édouard Baer et Ludivine Sagnier. Ce film « se limite à quelques mois d'existence au cours desquels le jeune Molière âgé de 22 ans aurait disparu et aurait vécu des expériences qui auraient déterminé sa carrière dramatique[361] ».
- En 2008, Jan-Hinrik Drevs et Henrike Sandner réalisent l'épisode Molière de la série Les Grands Dramaturges, avec Michel Galabru[362].
- En 2024, le long métrage Le Molière imaginaire d'Olivier Py revient sur le dernier jour de Molière de manière romancée, avec Laurent Lafitte lui prêtant ses traits.

Molière apparaît aussi comme personnage secondaire dans des films historiques, tels que :
- Si Versailles m'était conté… (1953) et Si Paris nous était conté (1955) de Sacha Guitry où il est joué par Fernand Gravey puis Gilbert Gil respectivement,
- Marquise (1997) de Véra Belmont interpété par Bernard Giraudeau,
- Le Roi danse (2000) de Gérard Corbiau où Tchéky Karyo lui donne vie,
- Jean de La Fontaine, le défi (2007) de Daniel Vigne, interprété par Julien Courbey [359].

Au total, « le manque de biographies filmées authentiques explique le statut quelque peu problématique de Molière dans le panthéon cinématographique français ».

#### Télévision
- En 1972 Marcel Camus crée le feuilleton Molière pour rire et pour pleurer.
- Molierissimo est une série télévisée d'animation française en 26 épisodes de 25 minutes produite par IDDH et diffusée en octobre 1989 dans Cabou Cadin1 sur Canal+.

### Adaptations de ses pièces
Plusieurs pièces de Molière ont donné lieu à des adaptations au cinéma, à la télévision, à l'opéra ou en bande dessinée. Les détails et références se trouvent dans les pages consacrées à chacune des pièces. Les pièces les plus souvent adaptées sont :
- Le Bourgeois gentilhomme : huit adaptations pour le petit ou le grand écran entre 1958 et 2009. Nombreuses reprises à l'opéra.
- Le Misanthrope : sept adaptations à l'écran entre 1971 et 2013.
- L'Avare a connu une première adaptation par Georges Méliès en 1908 (voir ci-contre), suivie de deux films (1980 et 1990) et deux téléfilms (1973 et 2006).
- Le Tartuffe ou l'Imposteur a fait l'objet d'un film muet réalisé en 1926 par F. W. Murnau, puis d'un film noir et blanc (Le Tartuffe, 1962), par Jean Meyer et, en 1980, d'un film de Jean Pignol pour TF1. La mise en scène de la pièce par Jacques Lassalle avec François Perrier et Gérard Depardieu, a été filmée par ce dernier en 1984 et distribuée sous le titre Le Tartuffe.
  - Fred Duval en a fait le scénario d'une bande dessinée : Tartuffe. De Molière 1 (2008).
  - Le compositeur américain Kirke Mechem en a tiré un opéra bouffe en trois actes, créé en 1980 à l'opéra de San Francisco (voir Tartuffe de Mechem).
- Monsieur de Pourceaugnac a connu plusieurs adaptations en opéra bouffe (1792, 1827 et 1897) et deux adaptations au cinéma (1930, 1985).
- Les Précieuses ridicules, opéra comique en un acte de François Devienne, livret de Pierre Louis Moline, (1791)
- Dom Juan ou le Festin de Pierre compte deux adaptations pour la télévision (1965 et 1998) et une adaptation au cinéma (1998).
  - Simon Léturgie en a tiré le roman graphique : Dom Juan (2008).
- Le Médecin malgré lui a été adapté au cinéma par Émile Chautard en 1910 et par Carlo Campogalliani en 1931.
  - La pièce a été adaptée à l'opéra par Charles Gounod (1858) et reprise par Erik Satie (1923) puis par Laurent Pelly (2016).
- Georges Dandin, opéra en trois actes d'Alexandre Tansman (1973-1974).
- Les Fourberies de Scapin ont été adaptées pour la télévision en 1965, puis pour le cinéma en 1980.
- L'École des femmes a fait l'objet d'un film inachevé de Max Ophüls en 1940. La pièce a fait l'objet d'un téléfilm en 1973. Ingmar Bergman en a tiré un téléfilm en suédois, en 1983.
- George Dandin a fait l'objet, en 1988, sous le titre de Dandin, d'une adaptation cinématographique par Roger Planchon.
  - Simon Léturgie a adapté la pièce en roman graphique avec Richard Martino (Vents d'Ouest, 2006)

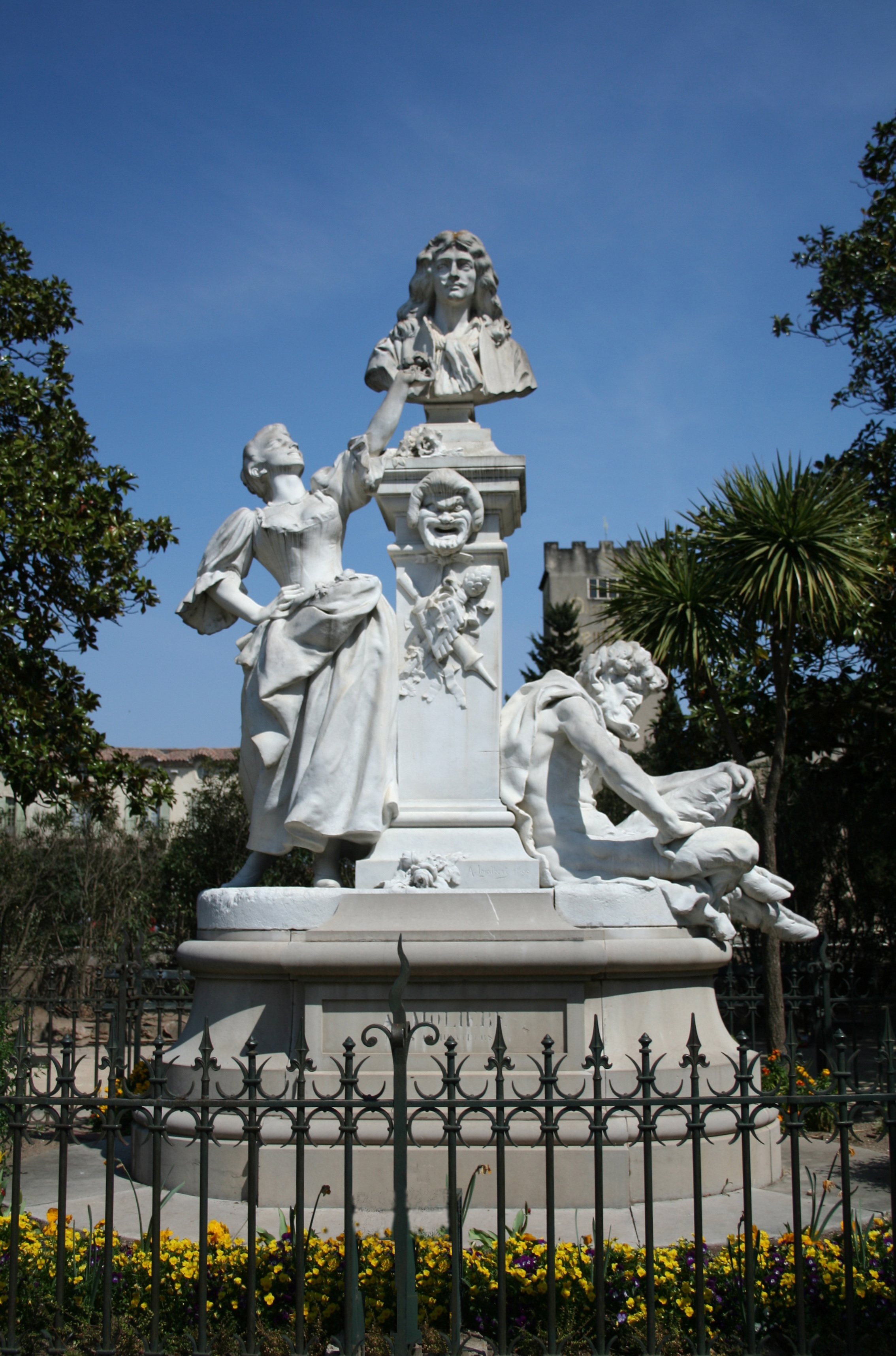
Monument en hommage à Molière à Pézenas.

### Hommages
- Seulement deux monuments dédiés à Molière existent : la fontaine Molière, située à Paris, place Mireille, dans le 1er arrondissement ; l'autre à Pézenas, square Molière.
- En 1959, la Banque de France crée un billet de 500 francs à l'effigie de Molière. Il remplace le 500 francs Victor Hugo et sera Modèle:À modifier remplacé à son tour par le 500 francs Pascal en 1968[réf. nécessaire].
- En 1960, son nom a été donné à l'astéroïde (3046) Molière. En 1976, le cratère Molière, à la surface de Mercure, a également été nommé ainsi en son honneur.
- Depuis 1987, la Nuit des Molières récompense chaque année par une vingtaine de prix les meilleurs artistes et productions du théâtre français.
- En 1996, François de Mazières, dans une volonté de promouvoir le théâtre populaire, crée le Mois Molière, festival de théâtre et de musique qui se déroule tous les ans du 1er au 30 juin, dans les rues, parcs, théâtres et sites historiques de la ville de Versailles. Il accueille aujourd'hui plus de 100 000 festivaliers.
- Le 15 février 2019, les élèves de la promotion 2018-2019 de l'École nationale d'administration (ENA) ont choisi comme nom de promotion « Molière ». Ils souhaitaient par ce choix « souligner l’universalité de Molière qui, à travers son œuvre, a permis le rayonnement de la langue française »[364], et promouvoir le dramaturge « dont les pièces sont connues de l’ensemble de la société française et de la francophonie »[364], soulignant qu'en tant qu'« observateur attentif de son époque, Molière a su dépeindre des situations sociales toujours d’actualité »[364].
- De nombreux lieux et établissements portent son nom, notamment la rue Molière dans le 1er arrondissement de Paris ; la rue Molière à Nantes ; la rue Molière à Mèze ; plusieurs théâtres, notamment celui de Sète, ainsi que des lycées, tels ceux de Paris, Madrid et Rio de Janeiro.
- En 2013, un documentaire-fiction, intitulé Molière tombe le masque !, réalisé par David Jankowski, lui est consacré dans le cadre de l'émission Secrets d'histoire, présentée par Stéphane Bern. Le documentaire retrace son enfance ainsi que sa carrière au théâtre, tout en tentant de percer les secrets de sa personnalité[365],[366].
- En 2022, une exposition intitulée "Molière en costumes " lui est consacrée tout l'été au niveau du Centre national du costume de scène à Moulins, avec 134 tenues provenant des principales pièces et mises en scène du XXe siècle avec des documents iconographiques de l'époque contemporaine[367]
- En 2022, un nouvel épisode de Secrets d'Histoire lui est consacré à l'occasion des 400 ans de sa naissance, sur les nombreux mystères entourant sa vie[368].